# Cucina argentina

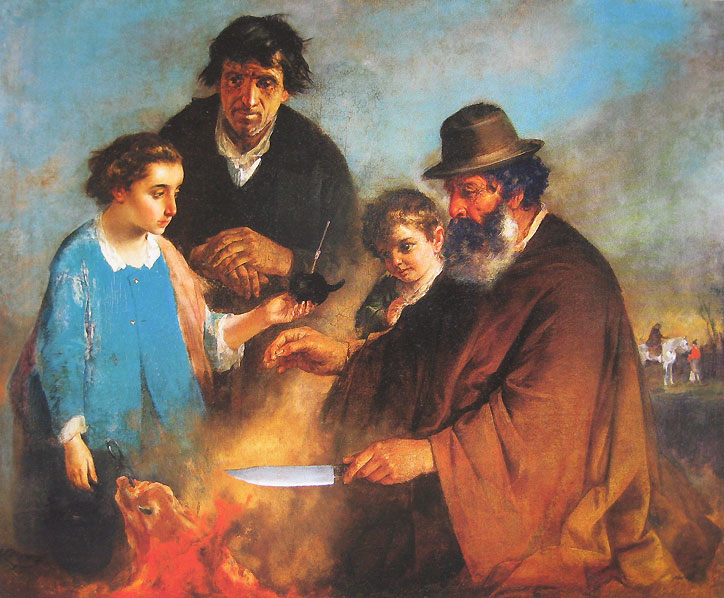
El asado (L'arrosto), pittura di Ignacio Manzoni (anno 1888), nella quale osserviamo un gaucho che affetta un arrosto, e una ragazza che gli porge un mate.

La cucina argentina rappresenta l'espressione dell'arte culinaria sviluppatasi in Argentina, caratterizzata da evidenti influenze straniere, in particolare della tradizione italiana e spagnola.
Gli ingredienti più utilizzati nella cucina argentina sono: grano, mais, latte, fagioli, soia e carne (principalmente bovina e ovina).
Nei piatti argentini si fa largo uso di numerose spezie provenienti da diversi continenti, tra cui l'America settentrionale, l'Europa centrale (soprattutto la paprica), l'Europa mediterranea e l'Asia (principalmente coriandolo, pepe, cannella e noce moscata).
L'asado, ovvero la carne alla griglia, è uno dei piatti più rappresentativi e viene preparato con diversi tagli di carne bovina, chorizos (salsicce, in particolare i chorizos parrilleros), verdure, achuras (frattaglie) e grosse fette di provoleta (formaggio alla griglia).
Il pasto più importante della settimana è il pranzo domenicale, tradizionalmente chiamato "pranzo della famiglia unita".
Nelle grandi città è possibile gustare la cucina locale nei bodegones (taverne tradizionali ed economiche), nei ristoranti tipici, nei bar o nelle cantine.

## Influenza culturale italiana e spagnola

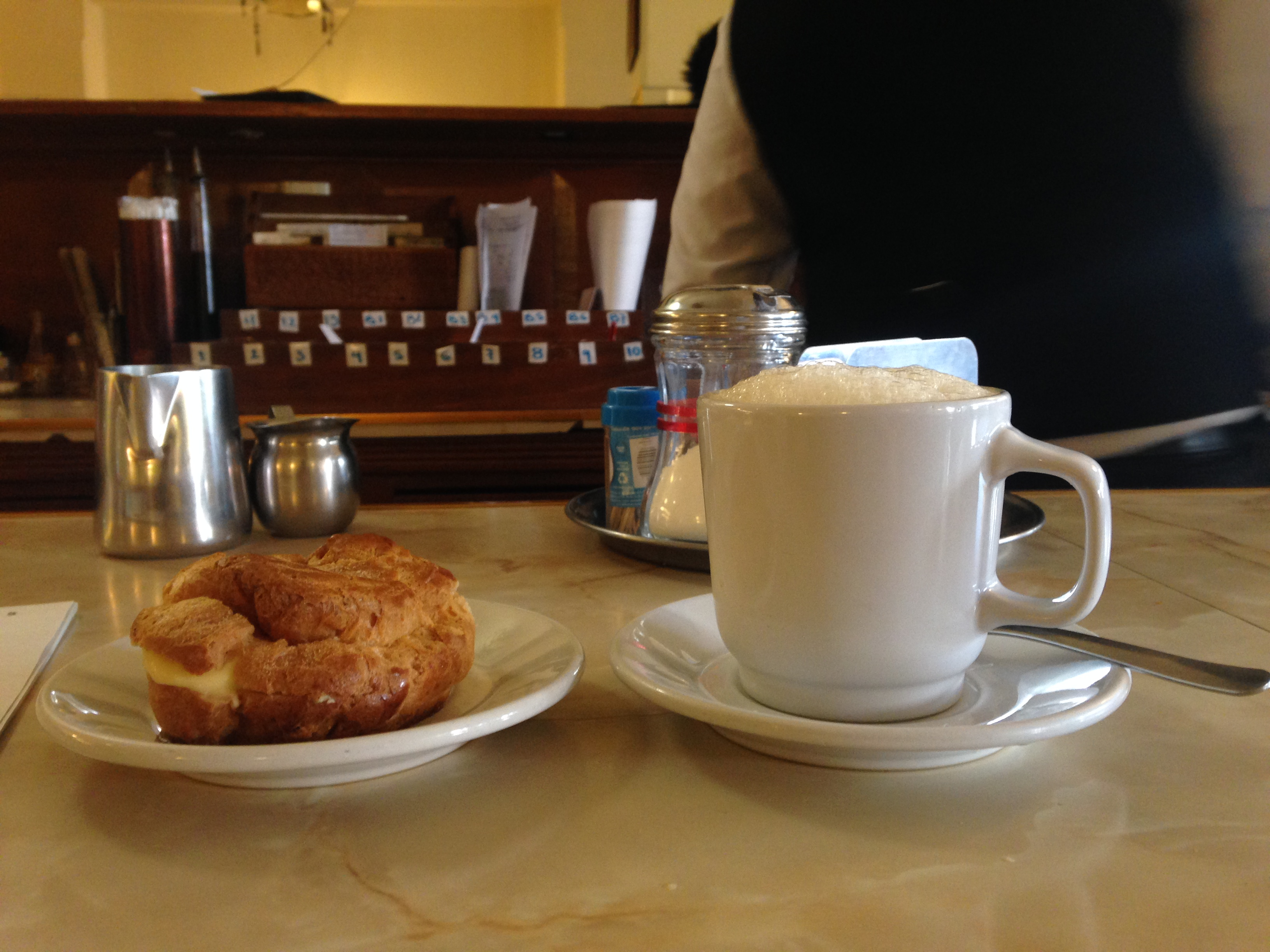
Il café con leche (caffellatte) accompagnato da un pane fatto con pasta choux. Dietro c'è il mate.

Grazie ai flussi migratori del secolo scorso, nella cucina argentina moderna si possono notare chiari segni dell'influenza della cucina italiana e della cucina spagnola. Queste tradizioni culinarie si riscontrano particolarmente in pietanze come la Picada, le Empanadas, le albóndigas e il chorizos.

### Colazione
Fino agli anni ottanta circa, la colazione, detta "desayuno", era costituita da fette di pane bianco imburrate, dette dulce de leche (tipico dolce derivato dalla bollitura del latte, con un sapore simile al caramello), spolverato con zucchero bianco. La colazione è inoltre accompagnata da tortas fritas (dolci fritti), facturas (paste) e mate (un infuso simile al tè). Degli altri esempi di colazione argentina sono le tostadas (pane tostato) o le medialunas (paste simili ai croissant francesi) serviti con caffè e succo d'arancia, accompagnati da yogurt o frutti vari.

### Pranzo
Il pasto principale della giornata è il pranzo, detto almuerzo, che viene consumato verso mezzogiorno.

### Merenda
La merenda, detta merienda, è simile alla colazione, ma con una variante salata. Il tostado è un toast con prosciutto e formaggio, che non va confuso con le tostadas (il pane tostato), servite a colazione.

### Cena
La cena, che normalmente si consuma tra le 20 e le 22, è una versione più leggera dell'almuerzo. Il sabato e nei giorni festivi può essere un pasto più ricco che si protrae fino a tarda notte. In alcuni casi dura sino all'alba del giorno successivo.

## Cucine regionali

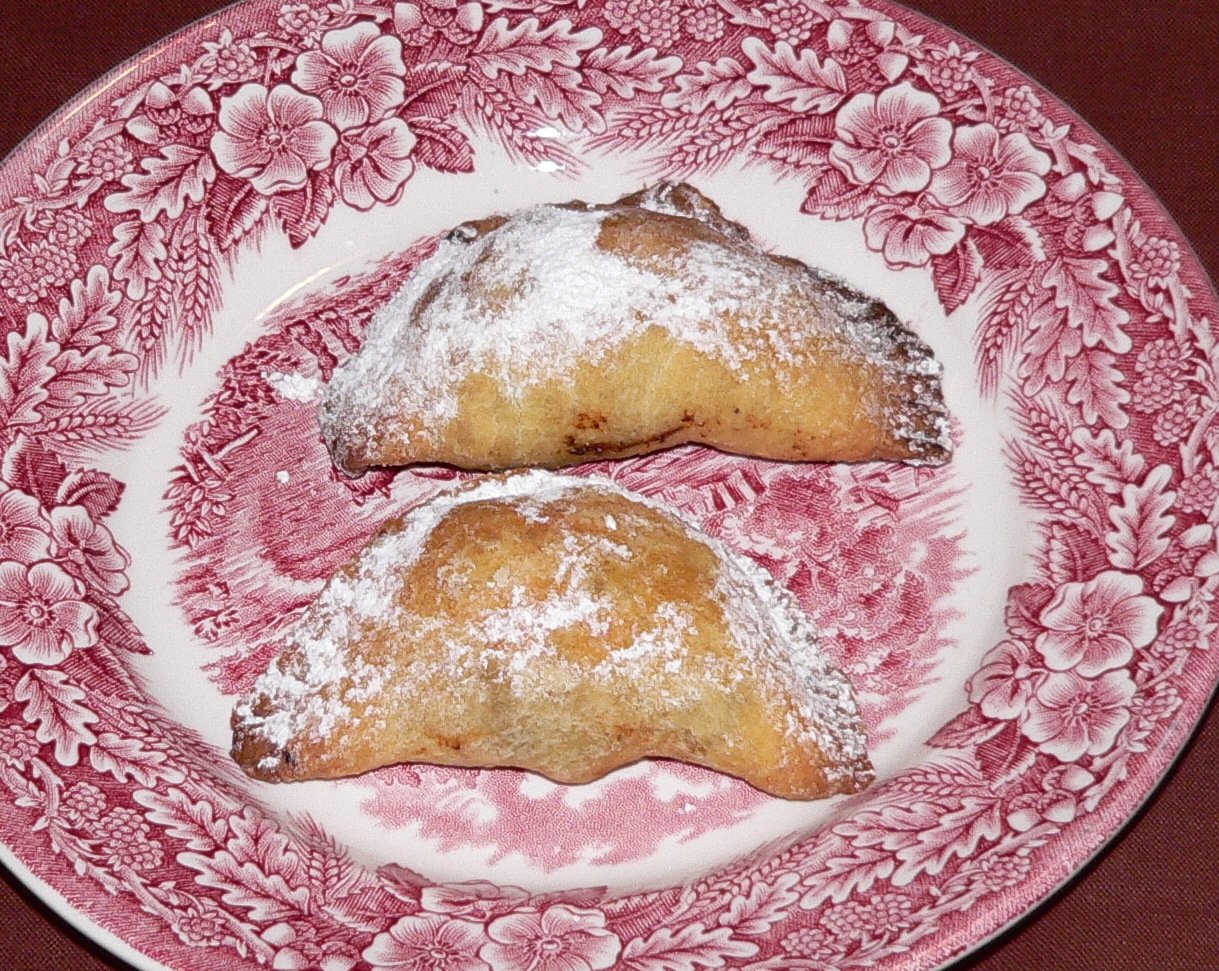
Empanadas argentine della provincia di Tucumán

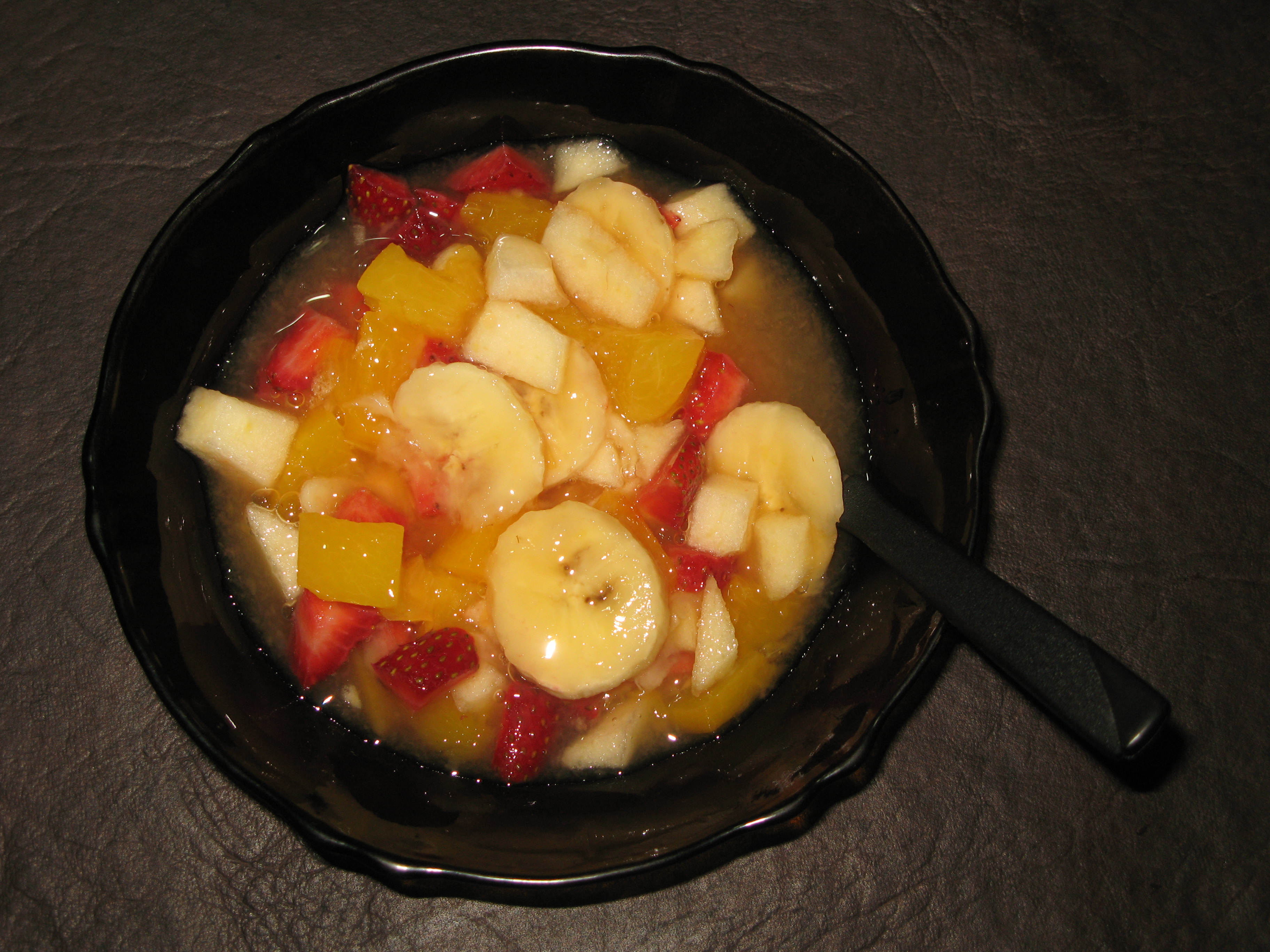
Macedonia di frutta, tipica nella cucina argentina

Data la vastità del territorio argentino e la conseguente varietà climatica che lo caratterizza, si ritrovano alcune differenze tra le tradizioni culinarie delle aree interne al paese. Si possono identificare quattro zone gastronomiche principali:

### Nordovest
Questa zona subisce gli influssi andini e precolombiani che giocano un ruolo impattante nella cucina regionale.
Tra i piatti principali di questo territorio troviamo i locros, i tamales, il pastel de choclo, i jesuítas, quesillos, choclo con queso, la chanfaina, il tomaticán, il quesillo de cabra con miel e il dulce de cayote con quesillo de cabra.

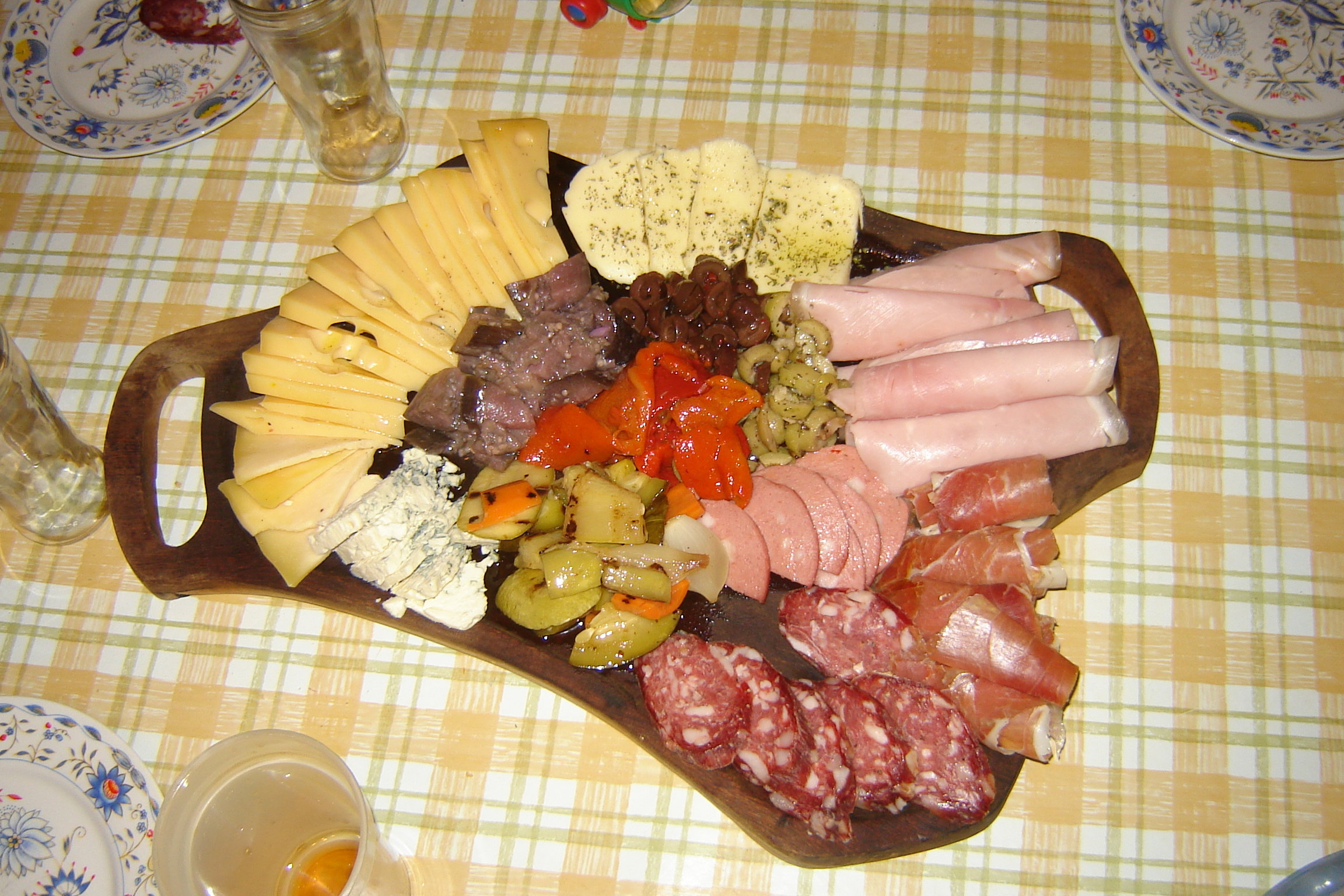
Picada allo stile di Córdoba

### Nordest
Nella zona nordest del Paese la cucina è influenzata dalla cultura guaraní, la cui tradizione culinaria utilizza principalmente pesce di fiume (come il surubí, il dorado, il pacù oppure il patí) al quale si aggiungono la manioca, la papaia e il formaggio. Figurano inoltre piatti tipici, come il mbejú e il chupín. Nella provincia di Misiones vi è una moderata produzione e consumo dell'albero Jacaratia corumbensis considerato l'unico al mondo da cui si ricava del legno commestibile. Nella medesima provincia sono tipiche la caramella del piloncillo, le torte caburè, il chipá so'o e il reviro.

### Regione centrale

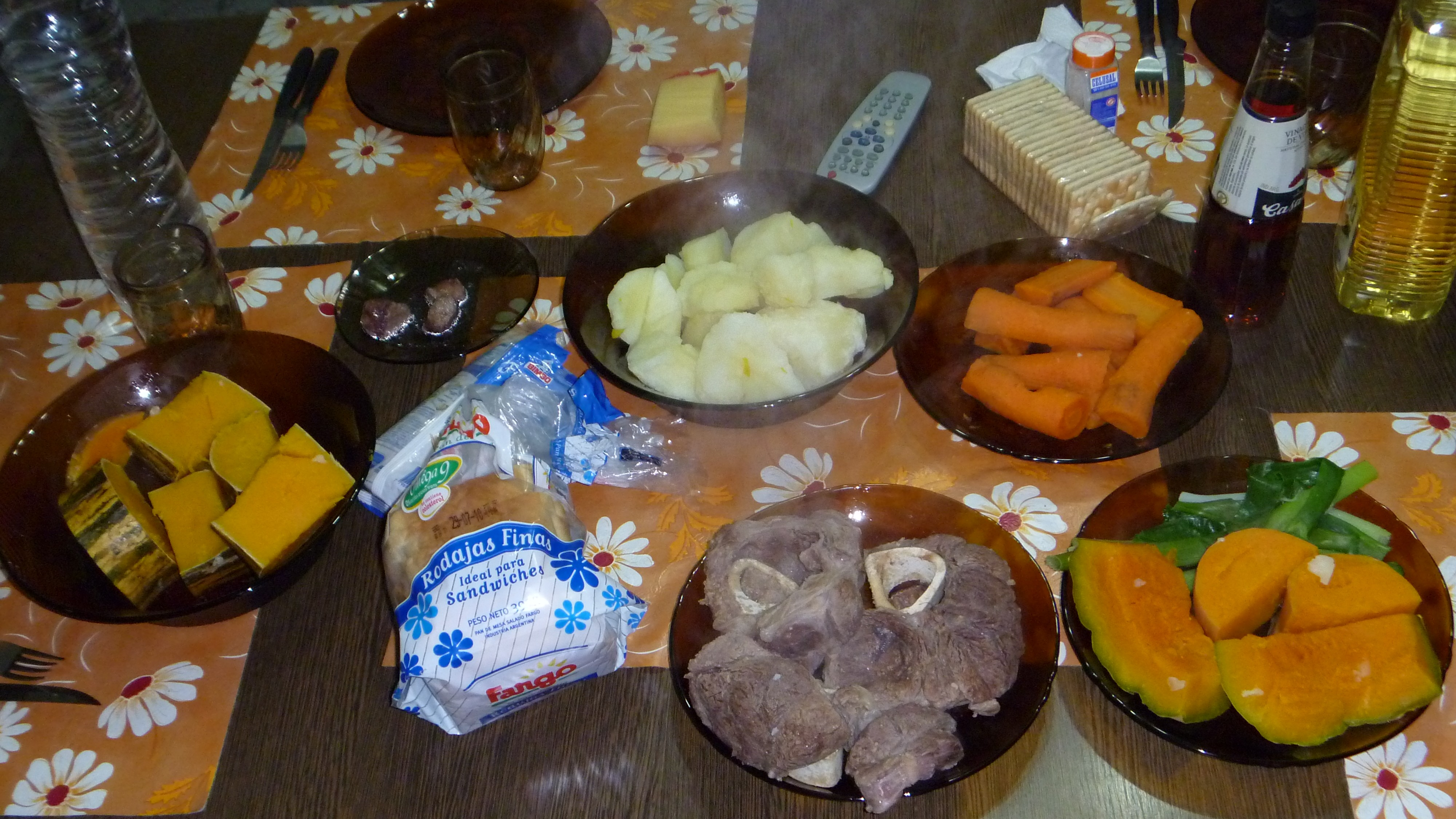
Il Puchero (bollito) argentino

La regione Centrale è la zona maggiormente influenzata dalle tradizioni culinarie italiane e spagnole e vi abbonda lo stile gaucho, contraddistinto dall'abbondante uso della carne (soprattutto sotto forma di asado). Alcuni piatti tipici comprendono le pernici, i nandù, la vizchaca e i tallarines, molto simili alle tagliatelle.

### Sud
In Patagonia si consumano principalmente frutti di mare e pesce. Lungo le coste, si cucina prevalentemente pesce di mare, mentre all'interno è più diffuso il consumo di pesce di fiume come la trota, la corvina, i salmoni e i rovali. Tra i crostacei troviamo i gamberetti, le granseole e molluschi, i calamari, le potas i polpi patagonici, il cholga e i mejillones. A seguito della forte presenza di immigrati tedeschi in questa regione, si consumano anche marmellate e molti dolci preparati con il calafato, la rosa moschetta, la ciliegia, il sambuco, il cassis e le fragole. Nella provincia di Chubut, dal 1865 la comunità argentina gallese è nota per le sue case da tè che offrono scone e torte nere.

## Piatti tipici
- L'asado è l'alimento gaucho per eccellenza.[14] Si tratta di carne rosolata alla brace cotta in quattro classiche modalità: la parrilla o parrillada (alla griglia), en cruz (in croce), allo spiedo e al chulengo, preparato soprattutto nelle pampa. Per la maggior parte della popolazione argentina è tradizione cucinare el asado de los domingos (la grigliata della domenica), alternato con la raviolada o con la tallarinada delle domeniche.

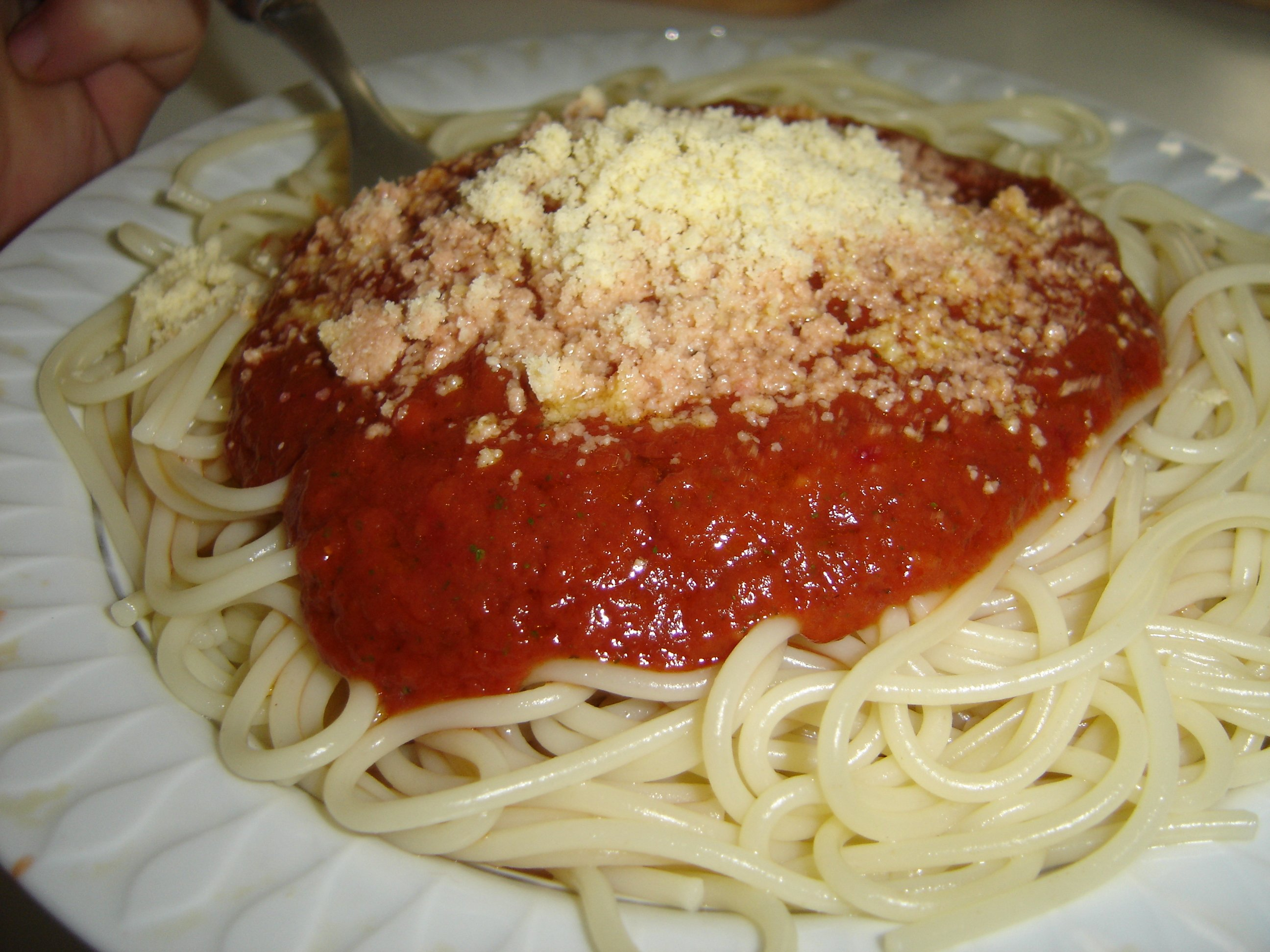
Vermicelli con la salsa di pomodoro chiamata tuco

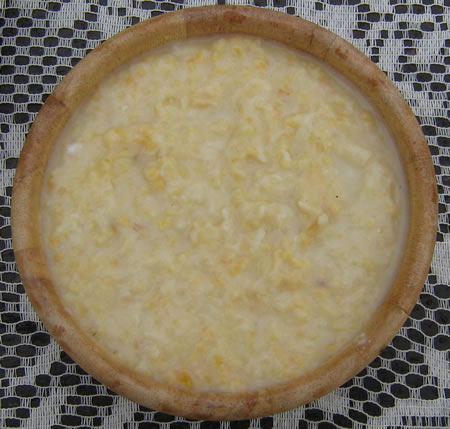
Tipico mazamorra con latte argentino. L'etimologia di mazamorra sembra derivare dalla parola composta greca παξαμάδιον (biscottino e pandispagna) e μάζα/ mâza (massa). Nel Nord dell'Argentina normalmente si mangia con miele.

- Pane[15][16]: uno degli alimenti più comuni è il pane a cassetta, detta miga, a pasta bianca, cotto al forno e preparato con farina di grano raffinata. Il pane più tradizionale è il pan casero, ovvero "pane casareccio", cotto in forni di mattoni a forma di cupola.[17][18] Dal XX secolo è divenuto comune consumare il pane chiamato pan francés.[19]. Per preparare il pane, la pizze e la pasta normalmente si utilizza farina di frumento (detta grano 000, o tre zeri), e per elaborare le facturas (fatture) si usa la farina 0000 (detta quattro zeri).[20]

### Pasta
- La pasta più consumata è quella preparata con trigo candeal (grano bianco o Triticum durum), ed è particolarmente apprezzata la pasta all'uovo. Le Tallarines o cintitas (fettuccine) sono simili alle tagliatelle italiane. Sono anche molto comuni i caratteristici vermicelli[21] dal diametro di 3 mm e lunghi un metro; i fusiles o tirabuzones (fusilli); i bucatini, detti foratti o foratini; le mariposas o moñitos (farfalle) e i mostacholes (penne rigate). A metà del XX secolo, uno chef argentino conosciuto con il soprannome di Gato Dumas inventò gli spaghetti e le tagliatelle nere, tinte con inchiostro di calamaro patagonico. Si cucinano anche i cosiddetti verdi (pasta impastata con spinaci o alga spirulina[22]), i fideos rojos / tallarines rojos (o pasta rossa), preparate con ají morrón (peperone rosso) e la pasta viola, preparata con la barbabietola[23][24].  In genere la pasta viene cotta "al dente", come in Italia. I piatti di pasta argentini, però, sebbene di origine italiana, sono preparati alla cocoliche, "all'uso nostro", nel pidgin italo-spagnolo.[25] Le tagliatelle alla parigienne, ad esempio, sono immerse in una specie di salsa besciamella.[26][27][28] In Argentina tutti i piatti di pasta con sugo, tuco e altre salse di pomodoro, sono accompagnati da pane bianco utilizzato per recuperare la salsa, questa azione è chiamata tochar, da "tocciare", "fare la scarpetta".

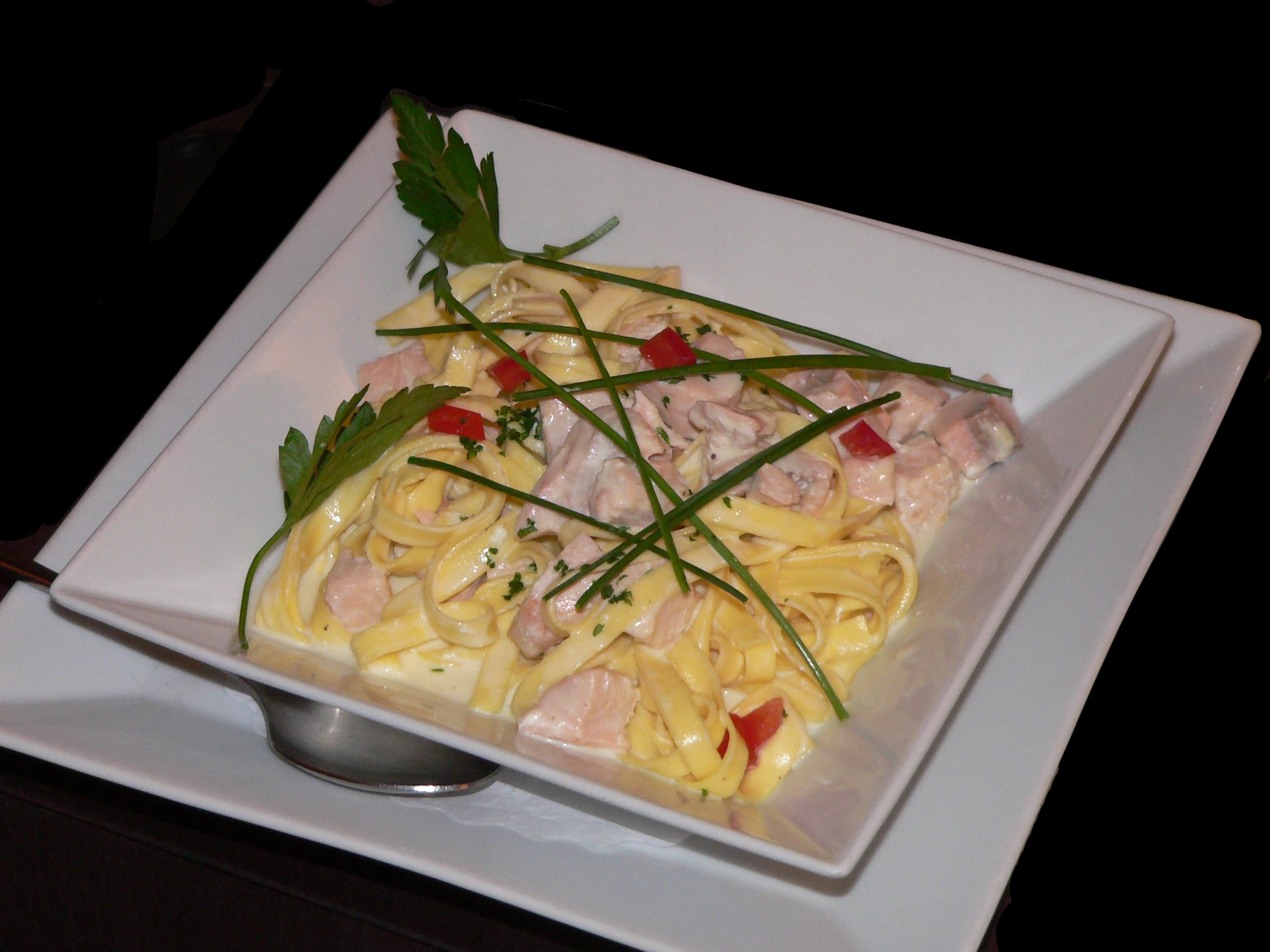
Tallarines al salmone con salsa parisien

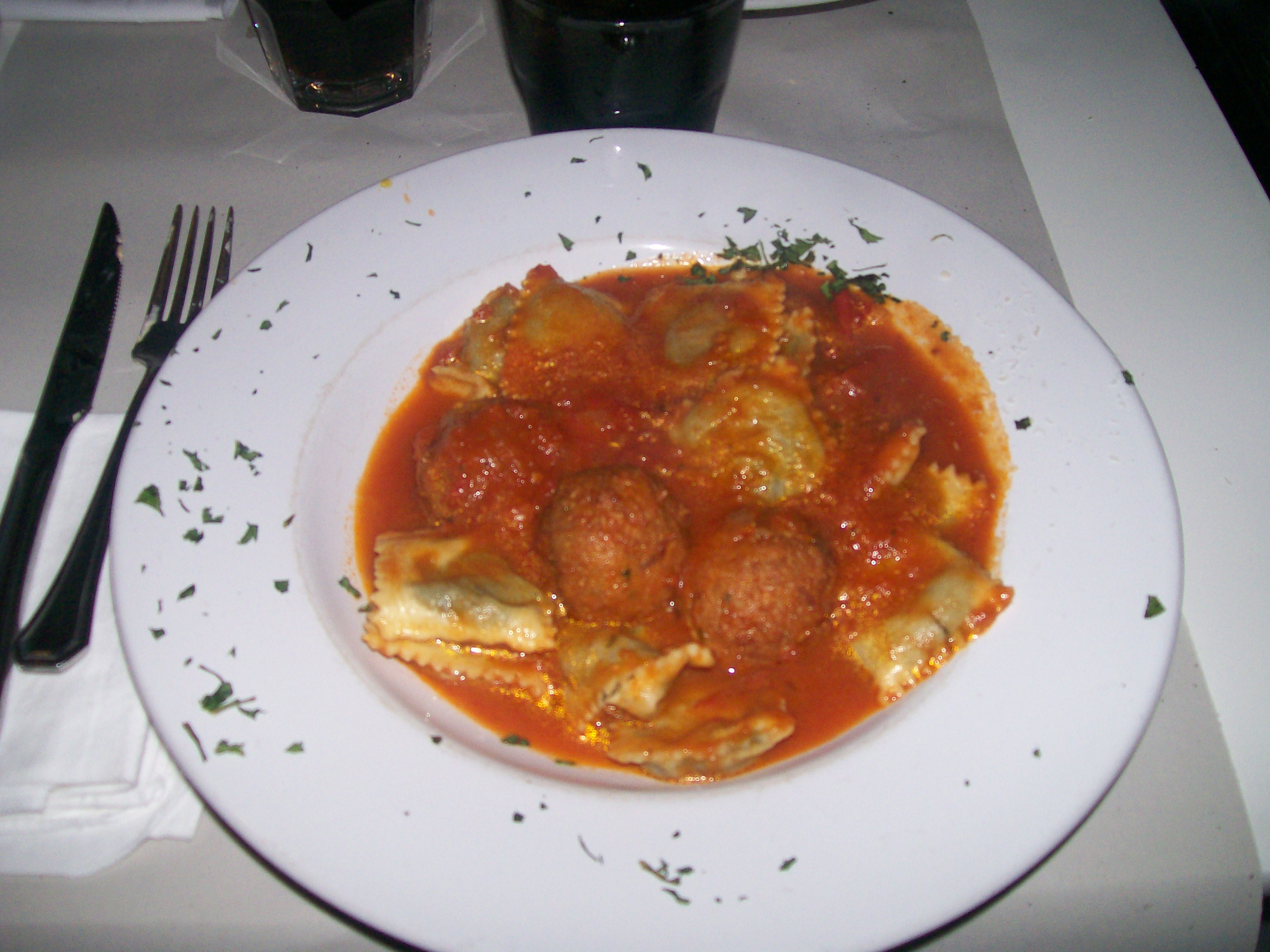
Ravioles (ravioli) serviti con tuco e albóndigas prima di essere spolverati con formaggio grattato di tipo reggianito.

### Ravioli, pansoti, gnocchi
- I ravioles e i pansoti, o pansòti, sono di forma quadrata e conditi con salsa tuco, mescolata alla besciamella. I ripieni più popolari tra i ravioles argentini sono quelli di carne bovina, quelli di ricotta con noci sminuzzate e i ripieni di verdure, come gli spinaci. Vengono molto spesso spolverati con formaggio, reggianito argentino o parmezano (parmigiano). Altre paste fresche ripiene sono i canelones, i tortellini (tarteletis),[29] i sorrentinos,[30] gli añolotis e i cappelletti/capeletis.
- Lasaña, la lasagna più tipica dell'Argentina è cotta al forno con salsa tuco, e, a volte, besciamella, ripiena di prosciutto, formaggi e noci sminuzzate.

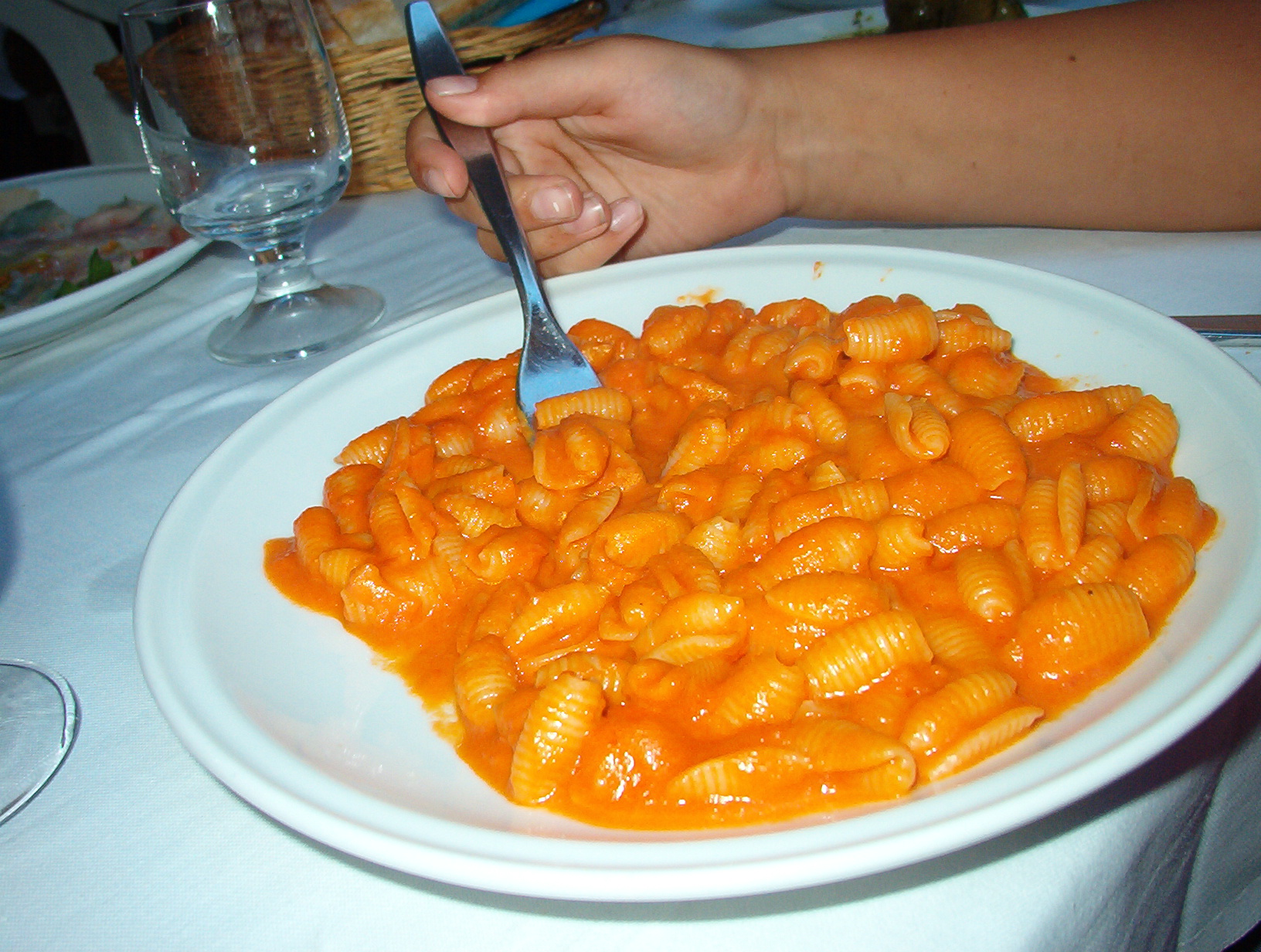
Ñoquis (gnocchi) con salsa di pomodoro (tuco semplice senza carne stufata) ancora senza essere spolverati col formaggio grattato argentino di tipo reggianito.

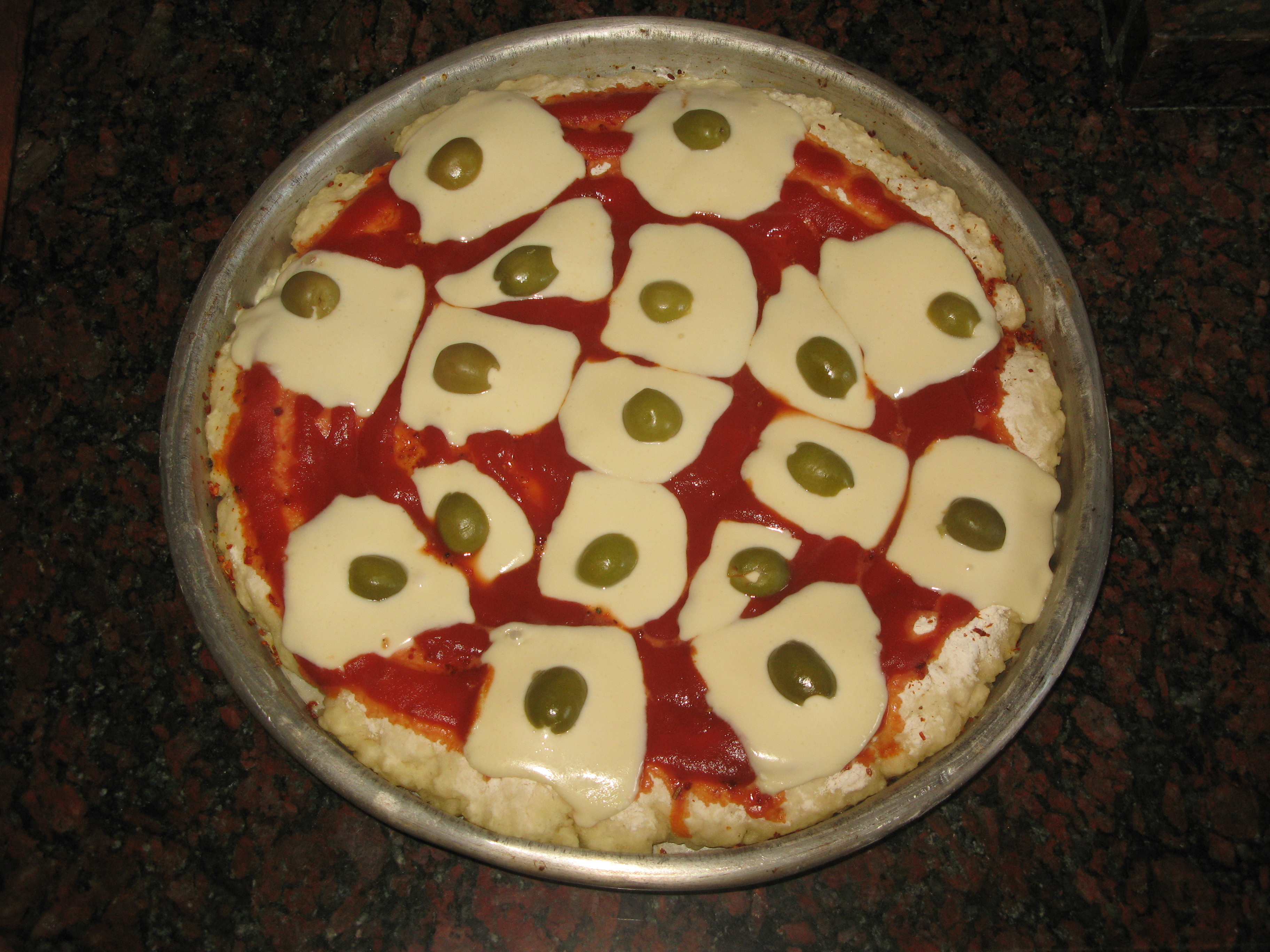
Pizza grande de muzarela argentina, prima di essere messa in forno

### Gli gnocchi e altre paste fresche
- È consuetudine nel paese, per "attirare" la fortuna, consumare gli Gnocchi del 29 il 29 di ogni mese dell'anno.[31][32] I Ñoquis, gli gnocchi, sono preparati con purea di patate, semola, amido di mais o maizena, ricotta e, talvolta, con pasta di gamberetti. Si condiscono con tuco e formaggio reggianito. Per i ñoquis alla gauchito (gnocchi alla gauchito), si prepara una salsa con olio di oliva, aglio, basilico, cipolla e salsa di pomodoro. I più famosi sono gli gnocchi alla gauchito del ristorante (restó) di Pepe Fechoria.[33] Meno consumati sono gli gnocchi al semolín (semolino), di ricotta, di zapallo (zucca) e alla batata. Gli ñoquis di papa rellenos con mozzarella (gnocchi di patate ripieni di mozzarella) sono preparati senza scanalature.[34]

### La pizza
- La pizza,[35] deriva dalla pizza napoletana[36] anche se le ricette argentine hanno avuto influenze spagnole,[37] e, più recentemente, alcune, come le pizze di palmito o di ananas, vengono preparate con frutti tipici del nord del Paese. Nelle pizzerie argentine è molto comune pranzare o cenare con una combinazione di moscato, pizza e fainá, una farinata alla spagnola realizzata con harina de garbanzos (farina di ceci), importata da immigrati liguri.[38][39] Nel nordest argentino, specialmente nella Provincia di Misiones, è tipica la pizza alla manioca,[40][41] la pizza di farina di erba mate[42] e la pizza arrotolata o attorcigliata.[43] Per chi soffre di celiachia, in Argentina vi sono pizze fatte con il miglio. Nelle pizzerie argentine è molto comune il consumo di piccole pizze circolari, chiamate pizzetas (pizzette).[44] Anche in Argentina sono diffuse le pizze vegane, cucinate con prodotti di origine vegetale simili alla mozzarella, chiamate paparelas (paparelle).[45]

Fugazzetta, una delle modalità originali della pizza argentina

- Fugazza y fugazzetta rellena con queso.[46] La cosiddetta fugazza è una ricetta portata nel 1893 nella panetteria di Buenos Aires dell'immigrato genovese Agustín Banchero e da suo figlio Juan Banchero, che volevano diffondere la focaccia ligure; la variante della fugazza argentina con queso si ispira alla focaccia al formaggio genovese.
- Fainá. Nel 1882 lo xeneize (oriundo genovese) Nicola Vaccarezza costruì nel quartiere di La Boca, nella città di Buenos Aires, il primo forno documentato, dove iniziò a cucinare la fainá, ovvero la classica farinata preparata con farina di ceci (harina de garbanzos), sale, acqua, olio d'oliva e cotta nel forno a legna.

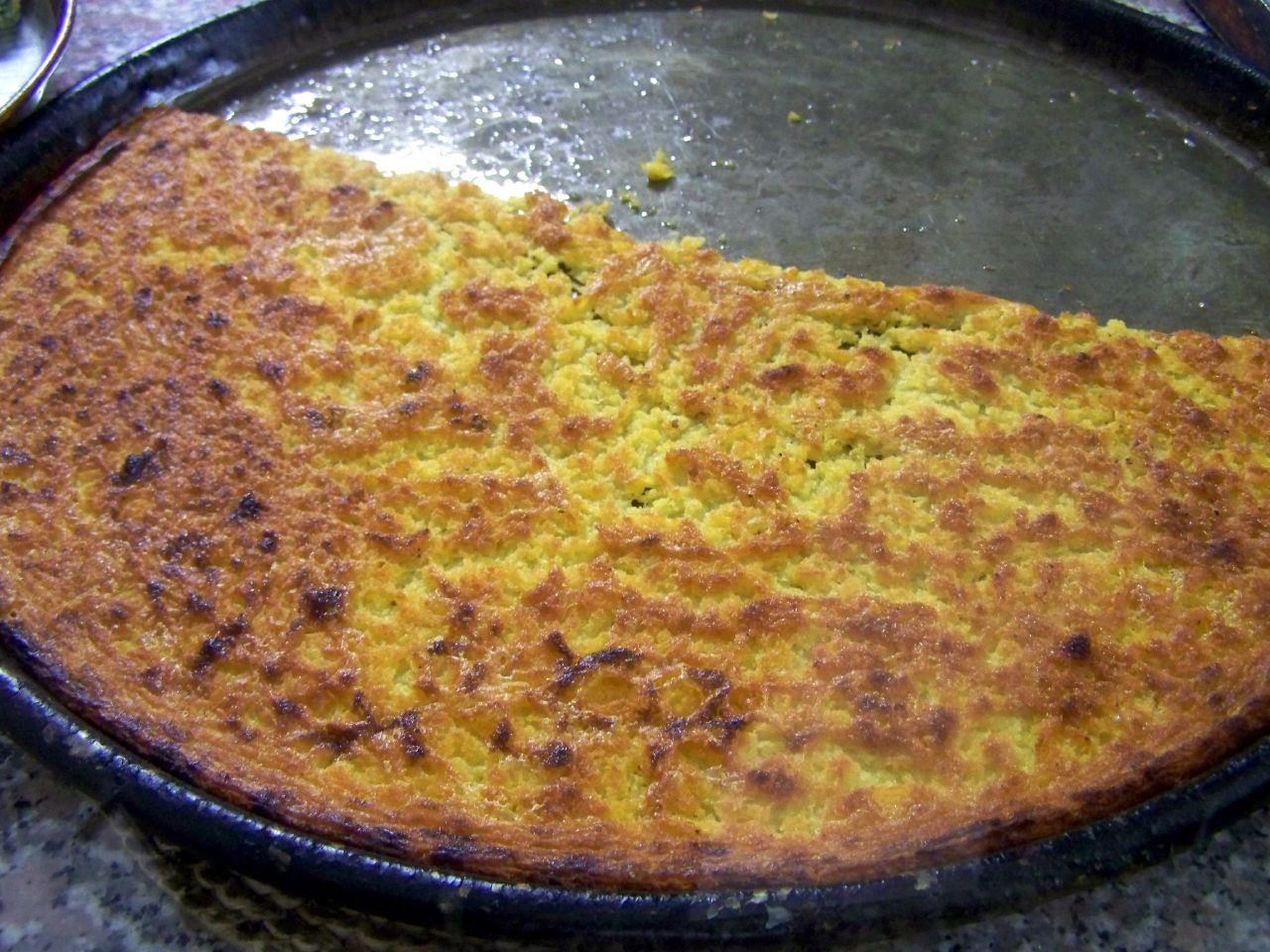
Fainá

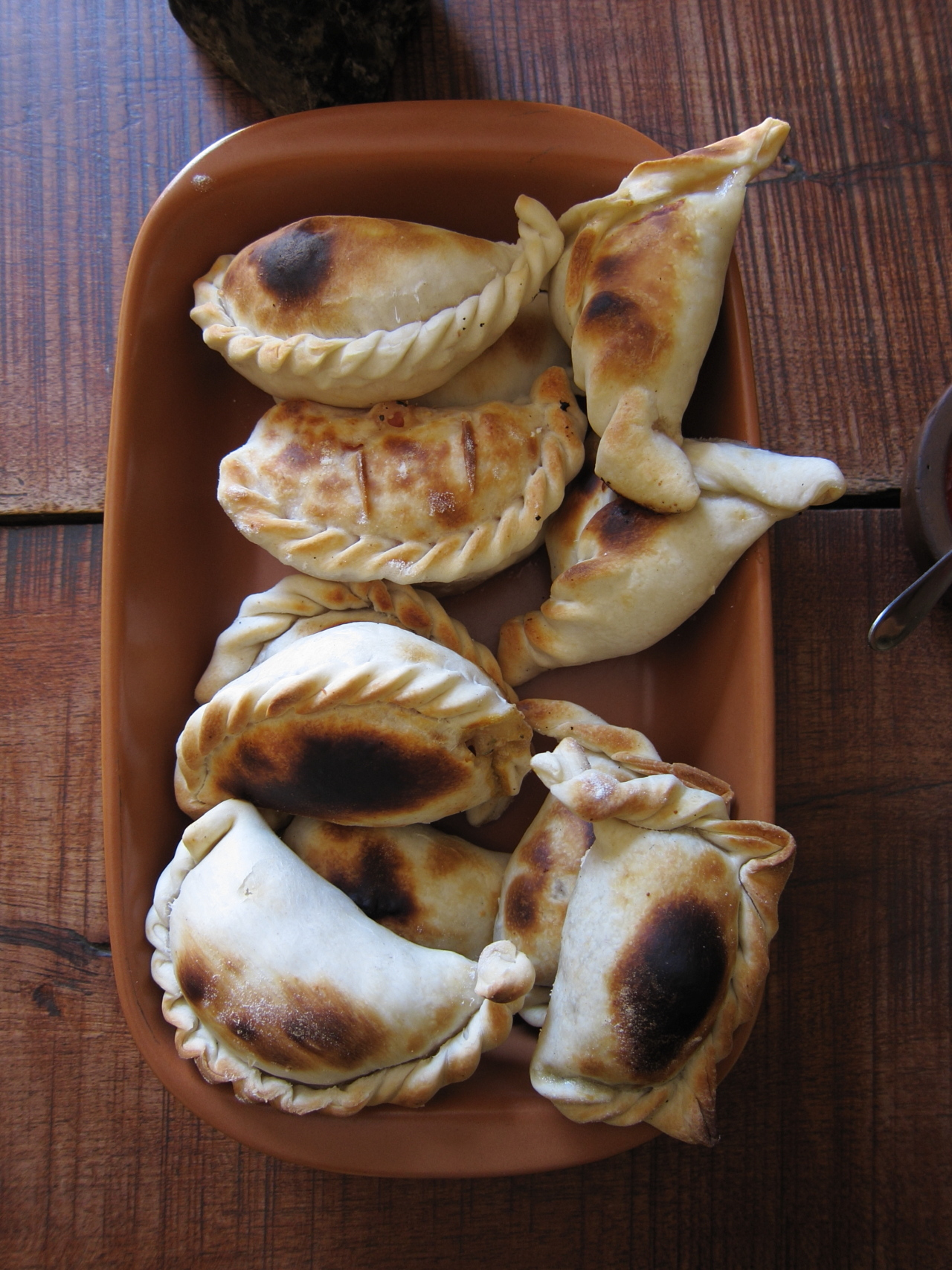
Empanadas salteñas

### Bifesechurrasco
- Bistecca e churrasco o bife, è la tipica "bistecca grossa" con cotoletta (costeleta) priva di osso. Il bife o filetto alla griglia tipico, si ricava dal taglio chiamato, bife de chorizo,[47] molto simile allo scamone e dal churrasco de cuadril[48]. Le bifes o bistecche argentine, spesse di solito 2 cm, sono cotte lentamente da entrambi i lati ("vuelta y vuelta[49]") per una decina di minuti.[50] Tra le bistecche troviamo anche le entrecotes alla Córdoba[51] conosciute a Buenos Aires come bife de chorizo,[52] condite con aceto o aceto balsamico.[53][54] Nelle boliches (bettole) argentine è molto comune cucinare bifes a caballo (bistecca a cavallo), chiamate così non perché il filetto sia di carne di cavallo, ma semplicemente per indicare che il filetto è sormontato (cavalcato) da un uovo fritto.

Tipica milanese con spicchi di limone

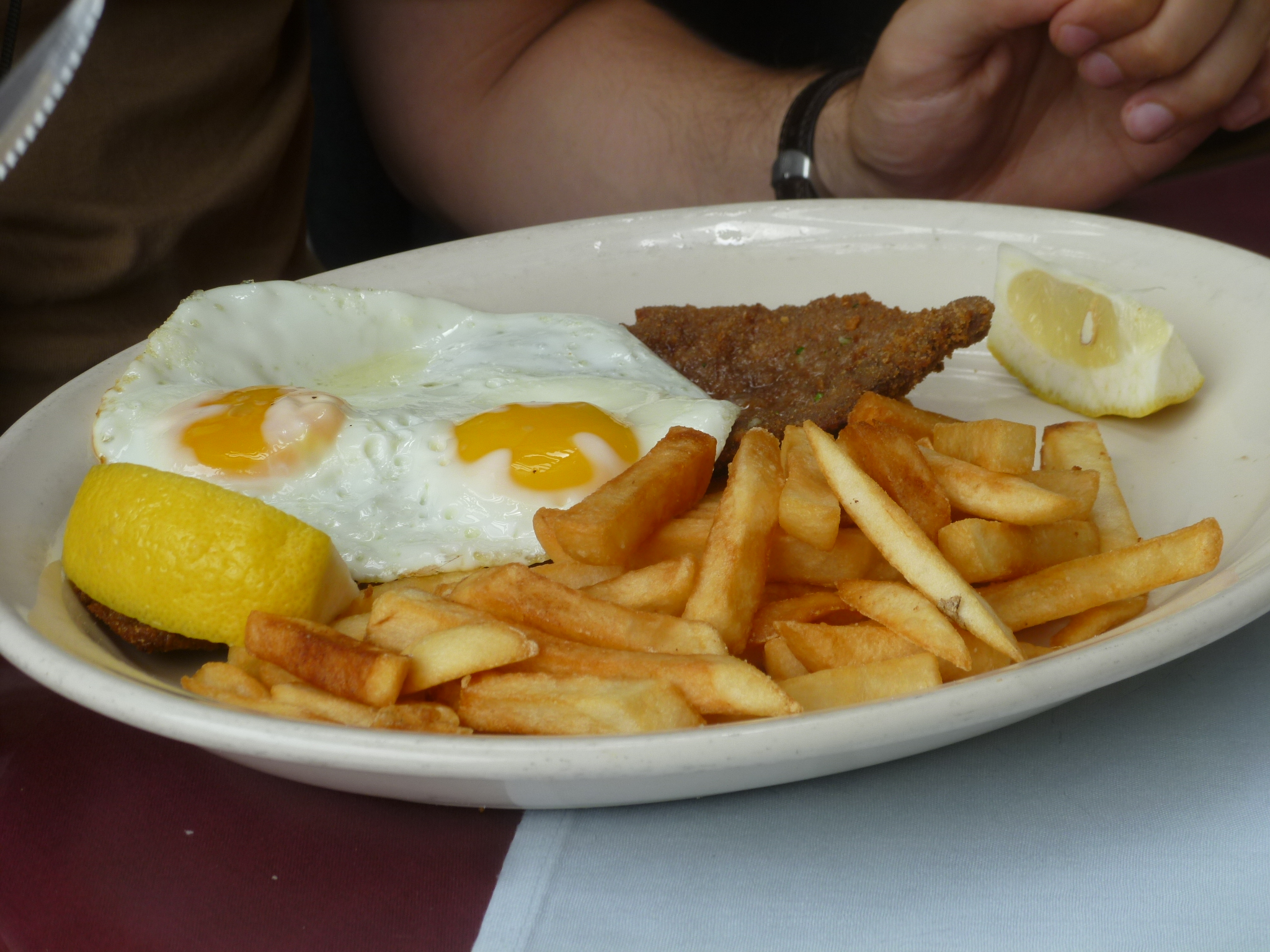
Milanesas a caballo (Milanese a cavallo). In questo caso la milanese a cavallo è accompagnata con una porzione di patatine.

### Bistecche milanesi
- La milanesa completa è la versione argentina del piatto tipico della cucina milanese. È un classico delle minutas,[55] servito in ogni boliche o bodegón o restó.[56] La carne per la bistecca alla milanese viene di solito fatta marinare in un mix di latte e senape, impanata con pane grattugiato, fritta in olio o cotta al forno. Viene servita con patate, uova fritte e condita con gocce di limone[57]. Esiste anche la milanesa soufflé, ricoperta con due strati di pane grattugiato, uovo sbattuto, prezzemolo, formaggio reggianito, salsa di senape, spezie come la noce moscata.[58]. Per cucinare la bistecca milanese in Argentina si usano questi tagli di carne bovina: bola de lomo, nalga (natica), pesceto o peceto, e cuadrada.[59]
- Altre varianti sono la milanesa suiza, ricoperta di besciamella, formaggio grattugiato reggianito, pepe e peperoncino, e la pizzanesa o milanesa-fugazzeta ricoperta di mozzarella e cipolla. Alcuni ristoranti offrono la milanesa con cipolle caramellate e la milanesa trufada (milanese tartufata).[60] Le bistecche alla milanese preparate con carne di pollo sono chiamate supremas, ripiene con uovo sbattuto o crema di formaggio, o formaggio reggianito grattugiato. All'inizio del XXI secolo hanno iniziato a diffondersi le bistecche milanesas vegetariane di soia, di seitan, alle melanzane e, per ultime, le "milanesi di riso".[61]

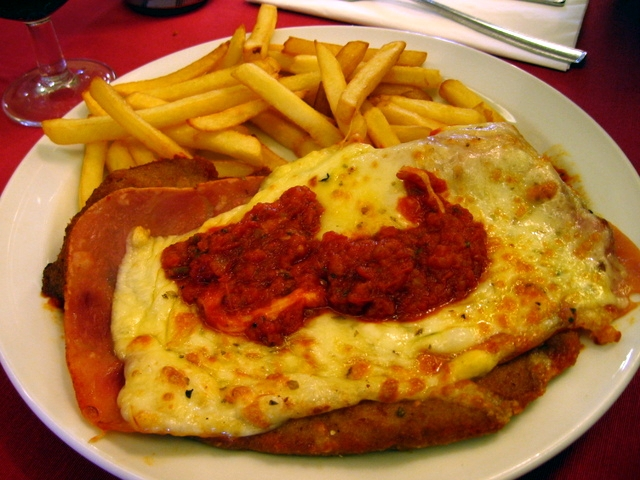
Milanesa a la napolitana con papas fritas.

- La milanesa a la napolitana è una cotoletta ricoperta con mozzarella o formaggi simili, fette di prosciutto e salsa di pomodoro, e infornata come una pizza. Di solito viene accompagnata con una piccola porzione di patatine, spesso decorata con olive nere; una variante include un formaggio tipo roquefort.[62][63][64]

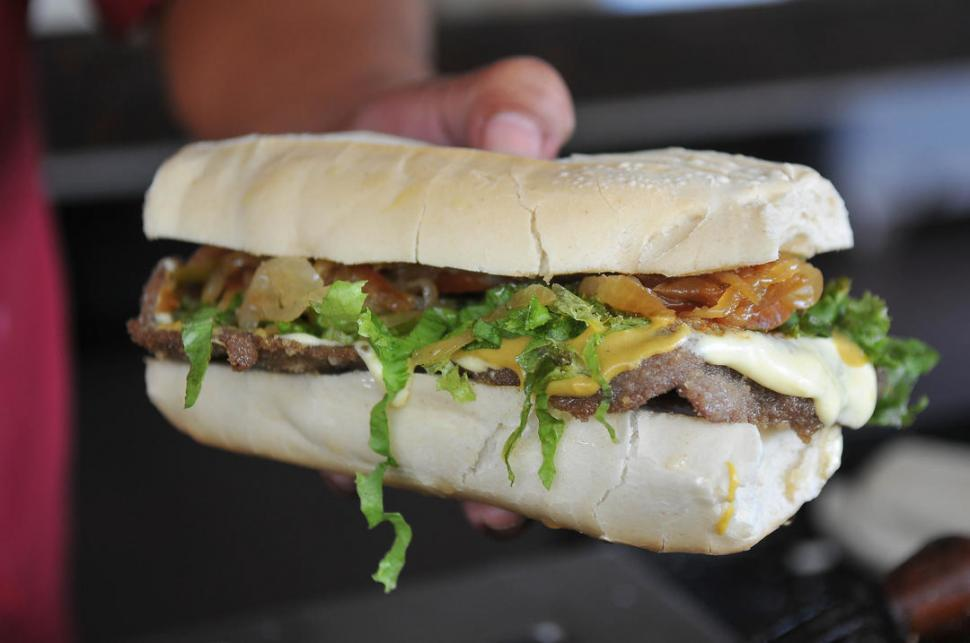
Panino di milanesa tucumano.

- Il panino Milanga' (panino di milanese o sandwich alla milanesa) si prepara con la cotoletta alla milanese, foglie di lattuga, rondelle di pomodoro, tra due fette di pane bianco chiamato pan francés (pane francese). Può essere completato con diversi tipi di salse. Alla milanga si possono aggiungere fette di panceta (pancetta) e cheddar o formaggi simili. Le milangas più famose sono quelle cucinate nella Provincia di Tucumán.[65]
- La Carne a la masa (carne alla massa) è carne cotta per ore dentro una grande forma di pane. La carne cuoce nei propri succhi e il risultato è simile a quello di una pentola a pressione: la carne risulta molto tenera. È tipica della Provincia di Mendoza.[66]

### Ensaladas
- Ensaladas (insalate). In Argentina si accompagnano le bistecche, gli arrosti e altri piatti con le insalate. Gli ingredienti principali sono lattuga, patate bollite, uova sode, pomodori a fette, olio di oliva,[67] aceto di vino o vinagre, e spesso vengono aggiunte bietole, broccoli, rucola, basilico, cicoria, rondelle di cetriolo. Una varietà di insalata, solitamente servita tra gli antipasti è l'insalata russa, piatto di origine europea.

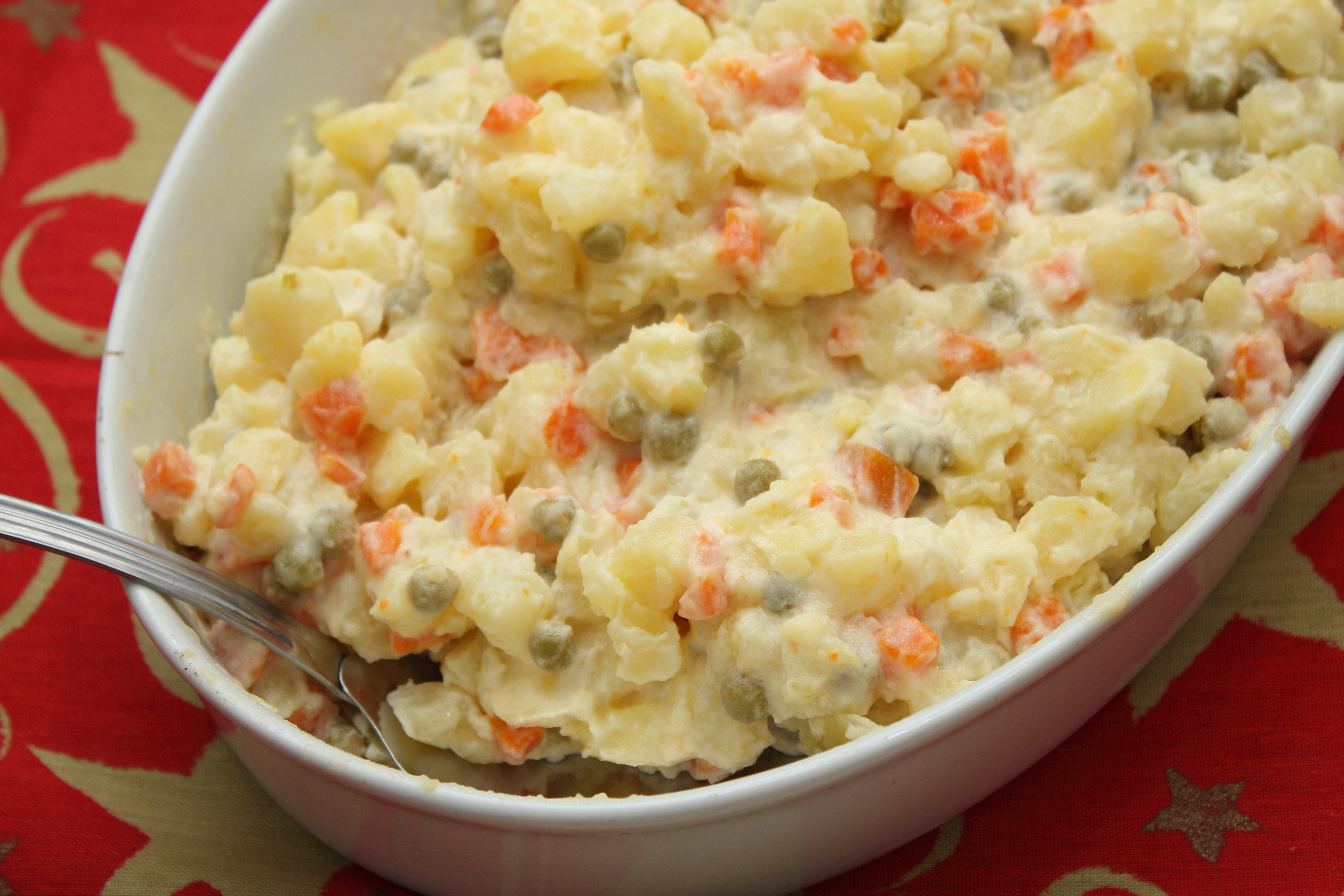
Ensalada rusa argentina (Insalata russa argentina) senza maionese e olive

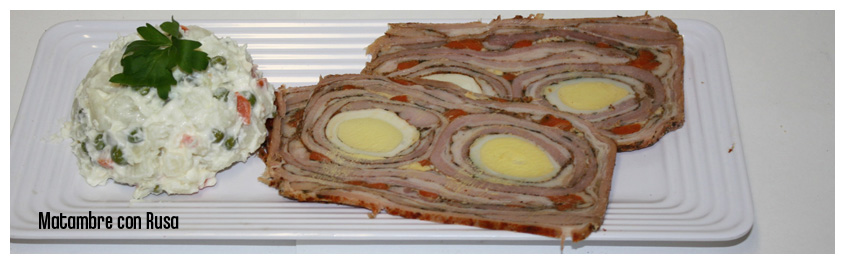
Due fette di matambre con insalata russa.

### Empanadas
- Le empanadas[68] sono una specie di calzoni fritti o cotti al forno.  Sono derivate dalle empanadillas spagnole inventate in Andalusia. Ogni provincia dell'Argentina ha la sua versione con la sua ricetta tipica,  come le Sfihe o esfijastra nel nordovest del Paese e le fatay o empanadas árabes, definite "quasi chiuse" per la presenza di un'apertura in cui versare gocce di limone.[69][70]
- Polenta: in Argentina la polenta di farina di mais finissima è un piatto invernale, che si consuma aggiungendo pezzi di formaggi freschi, immersa nella salsa tuco e cosparsa di reggianito. Può essere cotta nel latte invece che in acqua[71][72]. La polenta può essere divisa in porzioni e in questo caso si chiama polenta a la tabla (polenta alla tavola)[73] e può essere fritta, polenta frita.[74]
- Chuchoca / ciucioca. La chuchoca è il prodotto totale della macinatura grossa del choclo (cioclo o mais tenero), previamente lesso ed essiccato al sole, simile al semolino.
- Frangollo: sono chicchi di mais macinati utilizzati sia per fare un piatto creolo chiamato locro sia come un dolce chiamato mazamorra. Si chiama frangollo anche un piatto dove i chicchi di mais frantumati sono accompagnati da zucca gialla, cipolla, paprica e vino torrontés.[75]
- Puchero opucciero. È un bollito misto preparato con diversi tipi di carne[76], patate, batate, choclo o mais tenero, zucche, cipolle, cebollas de verdeo (cippolette), carote, cavoli. Se i commensali sono abbastanza numerosi il puchero argentino include anche: chorizo, criollo o colorado, cavolo cappuccio, ceci, porotos, uova sode o bazzotte[77], pancetta o tosino a seconda della regione. Dopo averlo fatto bollire per circa 30 minuti, si aggiungono le patate cotte per 20 minuti, infine si aggiungono le vecce, quindi, quando si servono nel piatto, vengono condite con olio, specialmente di oliva, aceto, generalmente di vino.
- Albóndigas o almóndigas (polpette) di manzo cotto, vengono di solito servite in due modi molto diversi: bollite e accompagnate con patate lesse sbucciate, immerse in una salsa particolare[78] o, in altro modo, fritte in un forno con un trabocco di pane grattugiato.[79]
- Scaloppa o escalope: sono fettine di carne rosolata con farina di frumento come le scaloppine italiane, chiamate anche lampreados.[80]

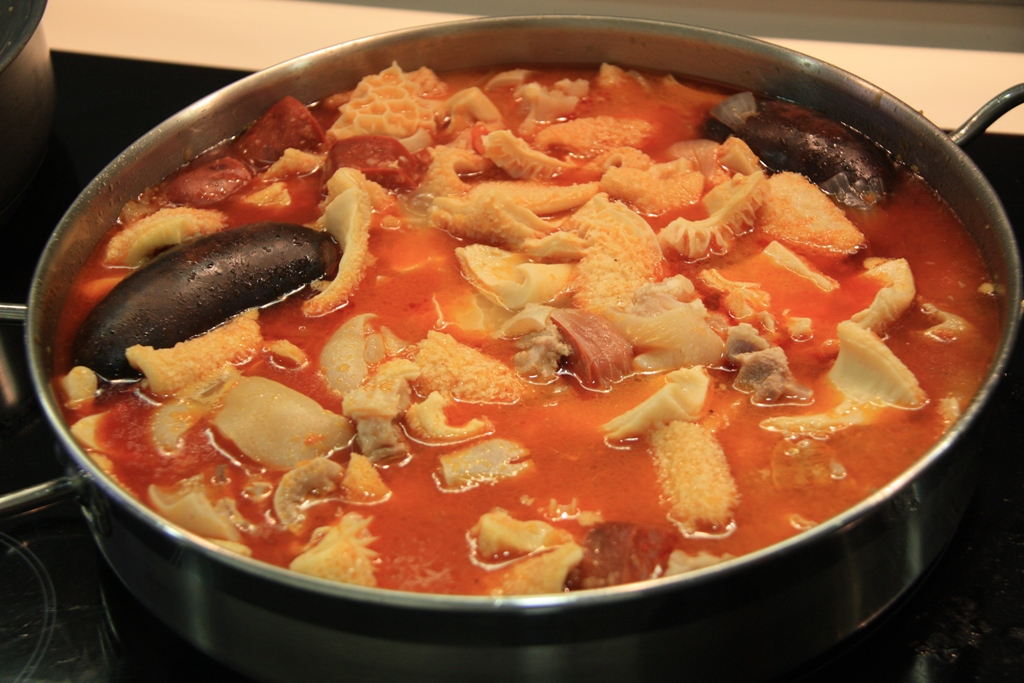
Mondongo o panza (pancia) in cottura in una olla o pentola

- Buseca: cucinata soprattutto in inverno, è uno stufato a base di carne, leguminose chiamate porotos, pomodori e viscere di manzo come il mondongo o trippa, e brodo.[81]
- Mondongo (anche chiamato, nel Nord dell'Argentina, panza, cioè pancia.): questo piatto deriva dal callo a la madrileña spagnolo, uno stufato a base di pezzi di trippa di manzo, con piselli, fette di chorizo (salsicce), con la candelaria, pezzi di patata, ceci, pomodori e paprica.

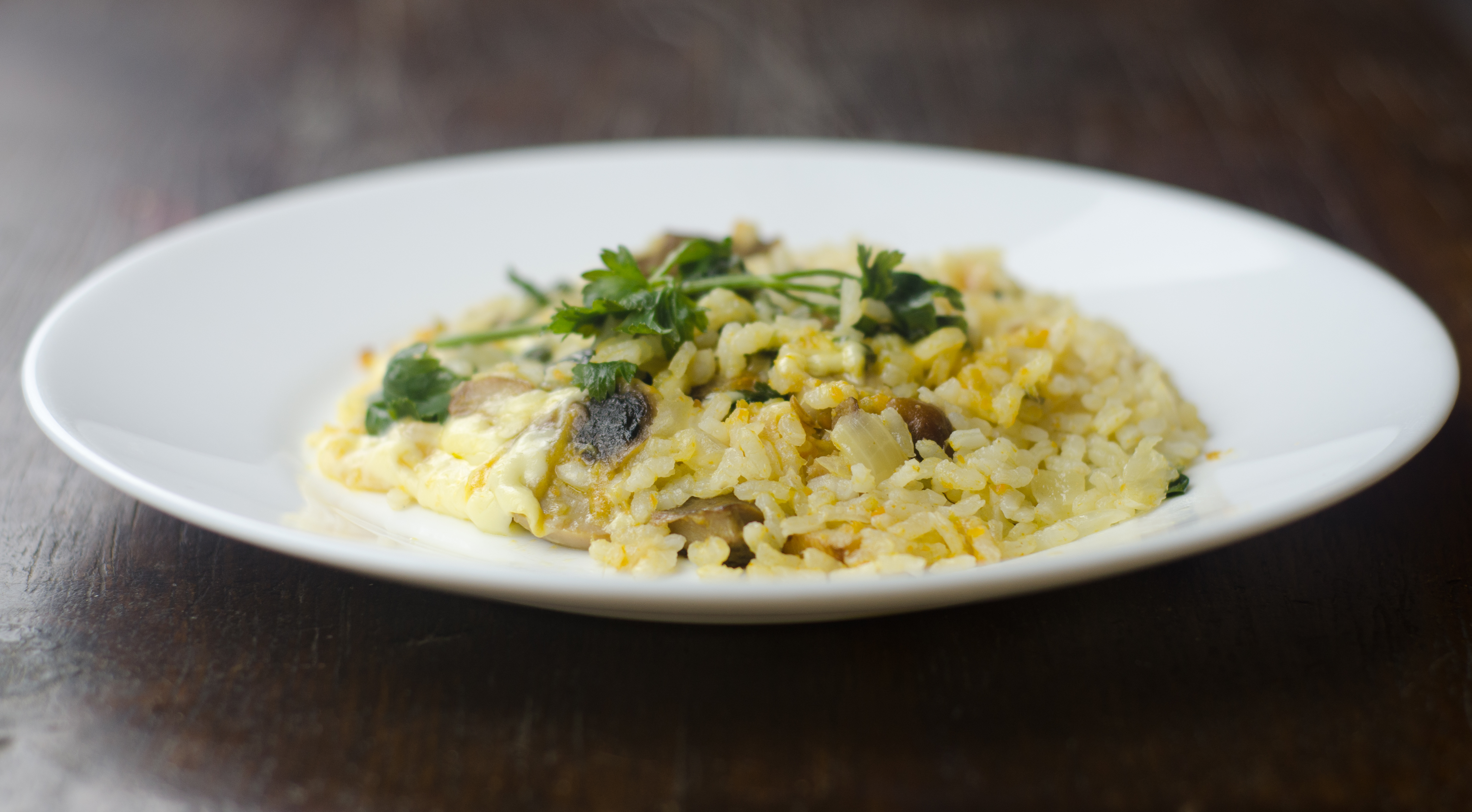
Piatto di risotto all'argentina

### Risotos
- Risotto: il risoto, cucinato con il riso, è una delle preparazioni argentine più frequenti. Ha origine in Italia, con influssi dalla paella spagnola. Vengono cucinati anche gli stufati di riso lessati, con uova, speziati e spolverati con formaggio reggianito grattugiato. In Argentina si sostituisce lo zafferano con la curcuma si aggiunge un aliño (condimento), composto da un miscuglio di olio di oliva, cumino, paprica, cipolla, sedano, fieno greco, coriandolo, noce moscata, aglio e tomillo o timo.[82] Altre varietà di risotti (risottos) argentini sono il Risotto de vino tinto y Champiñones (Risotto al vino rosso e funghi) e quelli preparati con i carciofi (alcaucil).[83]

### Tortillas

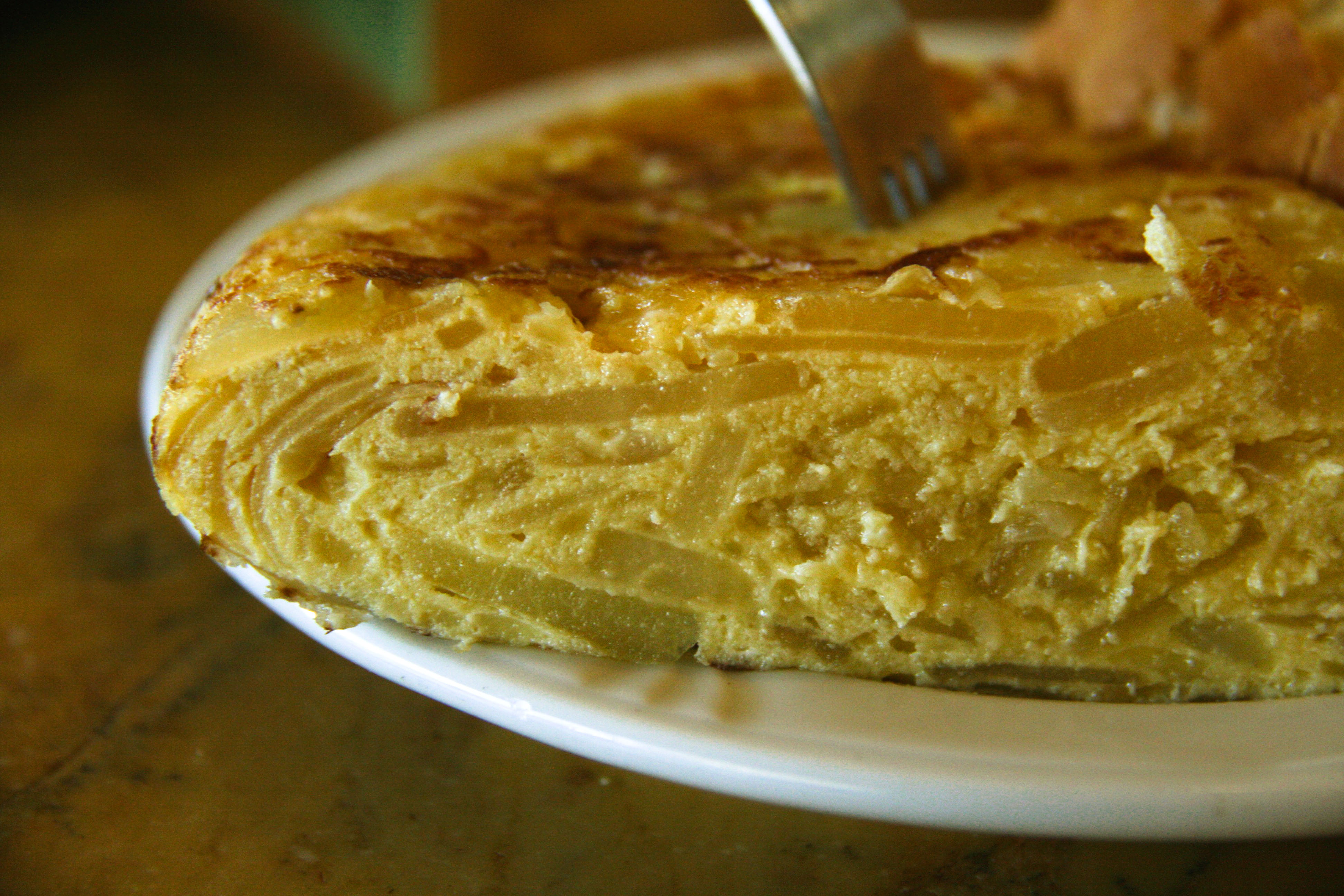
Porzione di tortilla di patate

- Tortillas, specie di frittate. In Argentina esiste una varietà creola della tortilla di patate[84] saltate in padella o cucinate al forno. È inoltre comune la preparazione della frittata di spinaci (tortilla de espinaca) e della frittata di bietola o tortilla de acelga.[85][86]
- Tortilla a la francesa è come l'italiana omelette, un miscuglio ben frullato di uova, un po' di latte, spezie, cui si aggiunge successivamente, formaggio fresco, fette di prosciutto, crudo o cotto, piccoli pezzi di cipolla o di cipollette e di aglio, più raramente con altri ingredienti come il cornalito (latterino capoccione), acciughe sotto sale, fette di champignon, per poi avvolgerla su se stessa.[87][88]

### Patate fritte
- Patate fritte o patatine, anche se le patate fritte hanno avuto origine nei Belgio, diffondendosi in Francia e nell'Inghilterra, in Argentina esiste una varietà tipica chiamata col gallicismo, papas soufflé: per prepararle, a dispetto del suo nome francese, è necessario sbucciare e tagliare le patate in rondelle di 4 millimetri di spessore, per immergerle per 12 ore in acqua fredda, affinché si possano separarle dall'amido, quindi le si asciuga molto bene e si fanno friggere per cinque minuti in olio di semi di girasole a 110°C, fino a ottenere una tenue doratura, quindi si asciugano ulteriormente per essere fritte successivamente a 220°C fino a che si gonfiano.[89][90] In Argentina le patate tagliate all'inglese, cioè in forme circolari, venivano utilizzate per accompagnare piatti al forno, mentre le patatine in bastoni o alla francese normalmente accompagnano le bistecche alla milanesas (milanese), le scaloppine, e gli hamburguesas (hamburger).

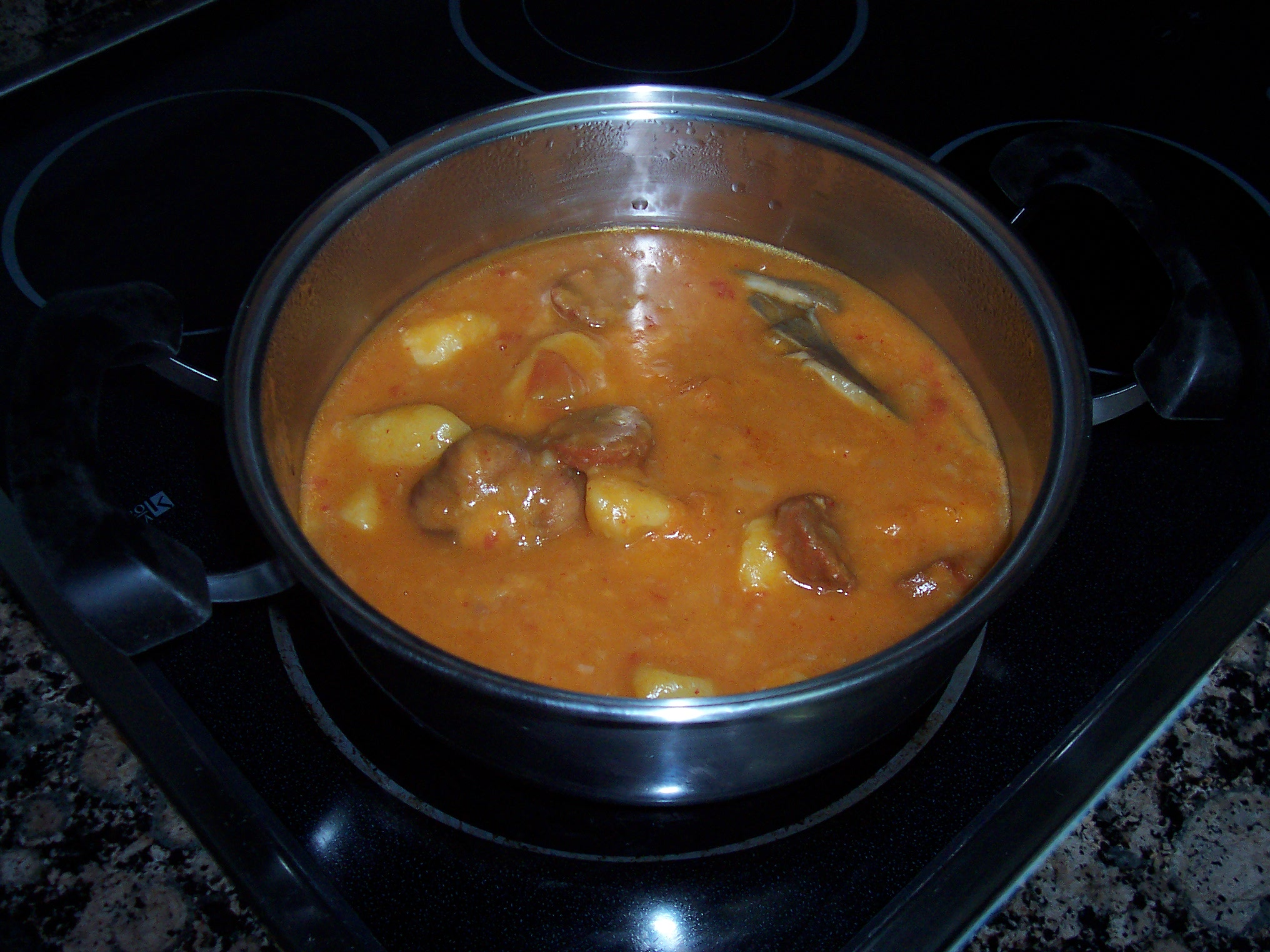
Un guiso (stufato)

### Guisos
- Guisos[91] o stufati. I guisos, o stufati argentini, si cucinano principalmente nei giorni freddi o nelle aree più fredde del Paese. La parola guiso si utilizzava in Castiglia dall'inizio del XVIII secolo per definire un tipo di cottura inserita persino nel Diccionario de autoridades (Dizionario di autorità), edito tra il 1726 e il 1739: "La vivanda composta e condita con brodo, spezie e altre cose, a differenza dell'arrosto o del fritto". (La vianda compuesta y aderezada con caldo, especias y otras cosas, a diferencia del asado o el frito.). I guisos (stufati) argentini sono una sintesi di origine spagnola e italiana e si cucinano quasi sempre con pastasciutte chiamate fideos guiseros o pasta corta, come i codos o gomiti, fusiles (fusilli) o tirabuzones, mariposas o moñitos (riccioli, farfalle), mostacholes (penne rigate), macarrones (maccheroni), caracolitos (treccine), dedalitos (anelletti). È abbastanza comune cucinare lo stufato con pastasciutta semoladas (semolata), in quanto rendono più denso lo stesso stufato.[92][93] Gli stufati argentini sono stati cucinati apportando molte variazioni alla ricetta fondamentale, che, oltre all'acqua dolce nella quale si bollono gli ingredienti per più di 20 minuti, include pezzi di papas (patate), di zapallo o cucurbita, carota, pomodoro, cipolle, aglio, spezie, carne, salsicce (chorizos), peperone, batata, e a volte, persino riso e vecce. Una delle varietà più antiche di stufato argentino è chiamata guiso carrero (stufato dello scaricatore di porto).[94] Tra gli stufati argentini, in giorni e zone fredde, sottolinea l'ingestione degli guisos de lentejas (stufati di lenticchie) realizzati con lenticchie, pezzi di patata, pezzi di carne, porotos (fagioli), rondelle di salsiccia e spezie.
- Estofados in Argentina è apprezzato anche il piatto chiamato estofado (stufato), che si differenzia dal guisos per contenere nella sua ricetta in prevalenza carne rossa, in particolare un taglio chiamato, colita de cuadril. Se si aggiunge una certa quantità di pomodori frullati e delle spezie, lestofados si trasforma nella salsa chiamata tuco, utilizzata per condire e assorbire le pastasciutte.[95]
- Croquetas, sono varietà argentine delle crocchette, realizzate principalmente con diversi ingredienti tritati, legati con besciamella, impanati con uovo e pane grattugiato e poi fritti in abbondante olio. Le croquetas più comuni in Argentina sono quelle di riso, seguite dalle crocchette di pollo e tonno. Normalmente hanno forma rotonda od ovale.[96]
- Torreja, le torrejas derivano dalla torrija[97] della regione spagnola della Cantabria, anche se se ne trovano diverse varietà creole.[98][99]

### Pastel de papa(Pizza di patate)

Pastel de papa (pizza o pasticcio di patate) in fase di preparazione

Pastel de papa (pizza o pasticcio di patate), appena uscito del forno

- Pastel de papa (pizza o pasticcio di patate),[100] si tratta di una specie di torta, oppure di panzerotti, realizzata/i con un rivestimento di purea di patate mescolata con uovo e riempita di carne o prodotti vegetali, spezie e formaggio, si cucina al forno. Il pastel de papa si presenta in tre varianti tipiche: il tucumano, simile a un panzerotto rotondo ricoperto di purea di patate, il bonaerense, rettangolare col suo coperchio superiore gratinato con formaggio, e il pampeano, anch'esso ricoperto di purea di patate e uovo. Tutte le varianti si cucinano al forno, finché la purea assume una colorazione dorata, ma priva di bruciature e il suo ripieno è ben cotto.[101][102]

- Chipa, un pane fatto di farina di manioca e formaggio.

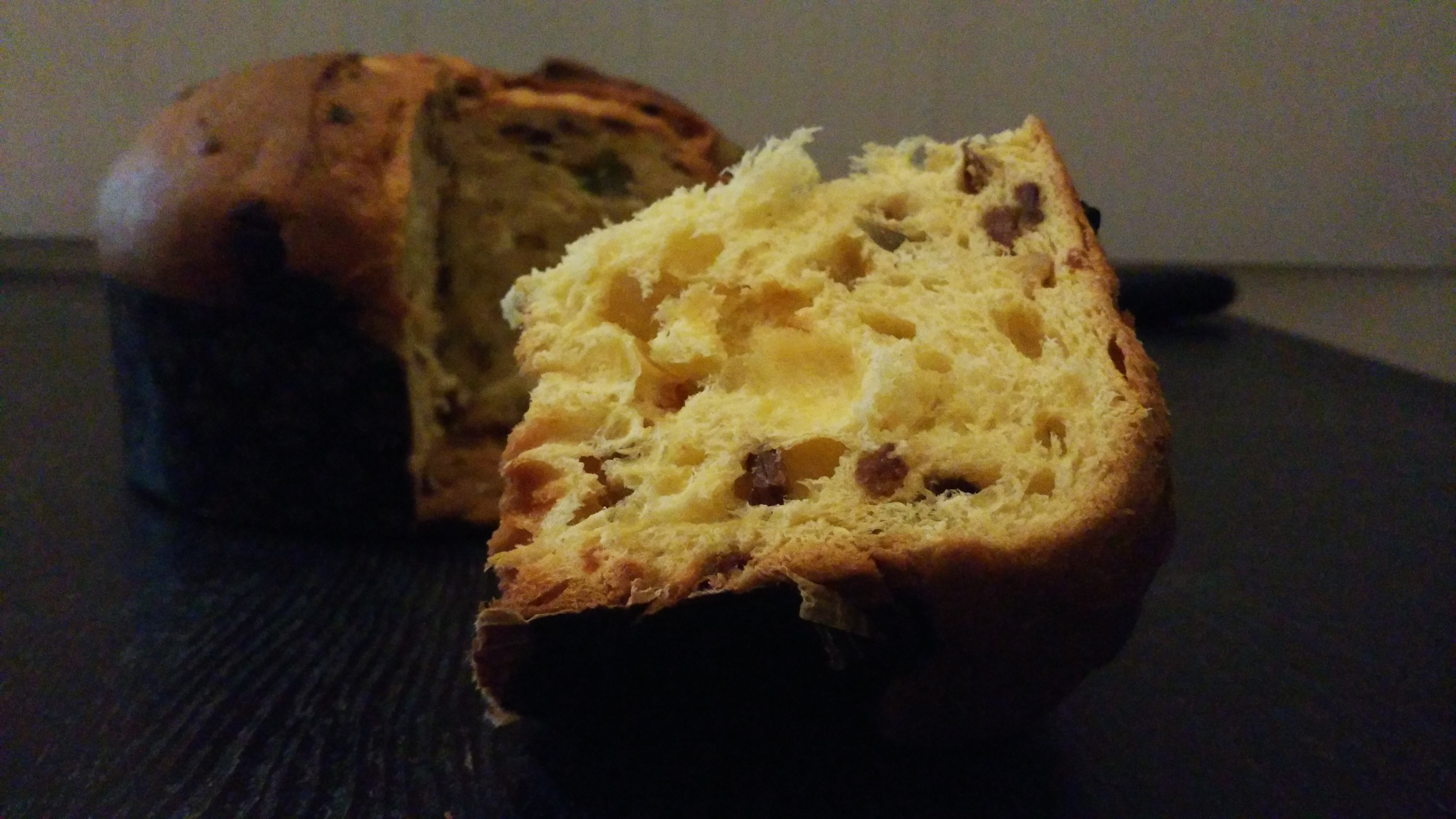
Il Pan dulce o Panettone, dolce natalizio per antonomasia argentino, oriundo della Lombardia (Lumbardéa)

### Panettone
- Panettone: il panettone argentino deriva generalmente dalla ricetta originale milanese, anche se, spesso, il pane dolce argentino è ritenuto una sintesi tra il panettone milanese e il "pane dolce madrileno", avendo come varietà creole il pane dolce dell'isola Martín García, il panettone[103] dalla Confitería del Molino (Pasticceria del Mulino),[104] il bonaerense di Balcarce e il cordovano argentino di Arcor tra molte altre. Si consuma quasi sempre per Natale ed è chiamato col nome spagnolo pan dulce, cioè "pane dolce", impreziosito con canditi e cioccolato.[105]

### Locro

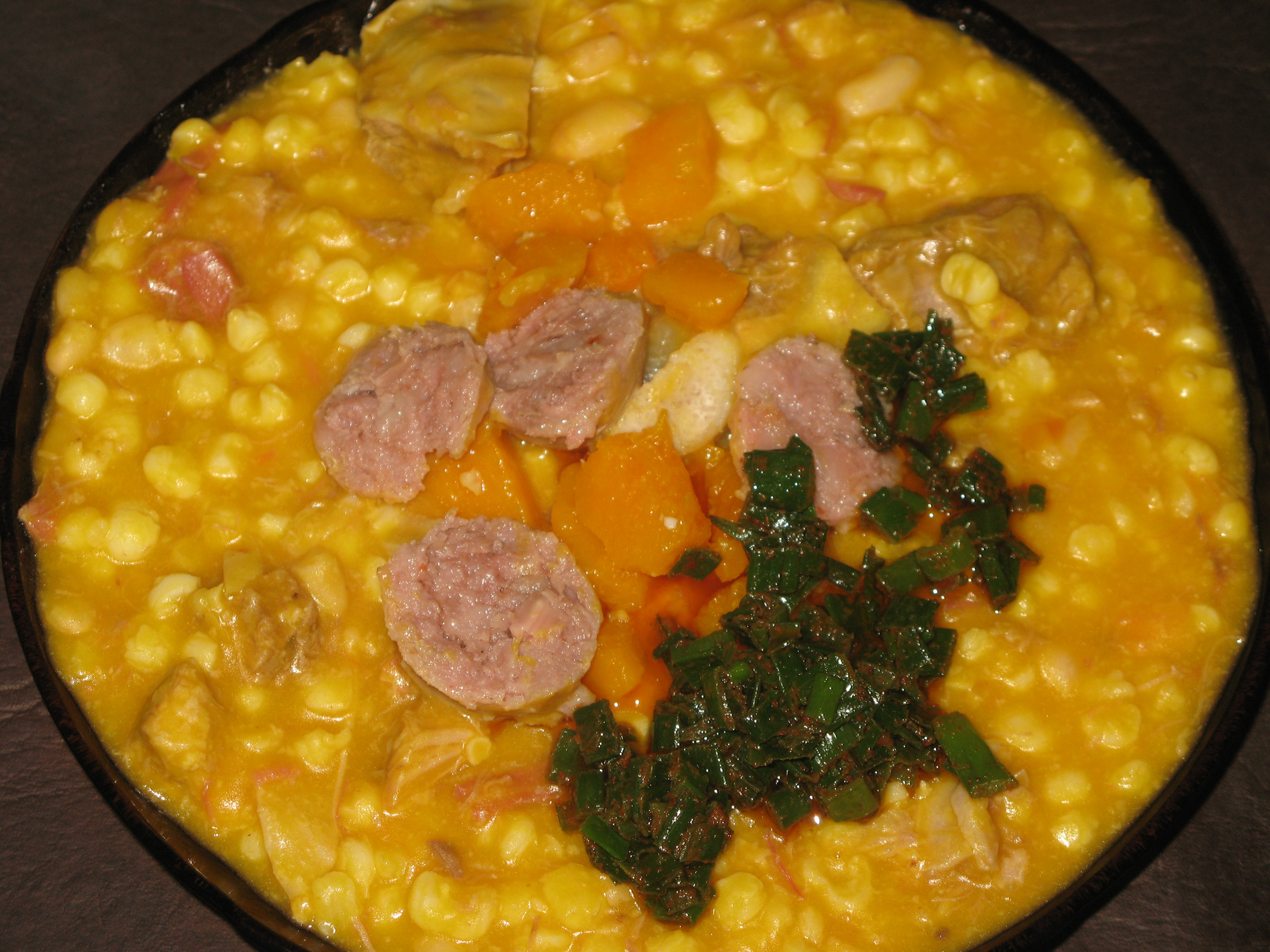
Locro argentino

- Locro. È una pietanza a base di mais mediamente tritato,[106] con fagioli e carne. La ricetta ha diverse varianti, alcune delle quali risalgono al periodo coloniale spagnolo.
- Mote. In Argentina il mote è consumato principalmente nella regione del Nord e meno frequentemente nel Cuyo e nella Patagonia; si tratta di uno stufato poco consistente, una delle principali differenze col locro, per questo si dice che "il mote sta di passaggio a metà tra il locro e la mazamorra. I grani di mais normalmente sono accompagnati con piccoli pezzi di carne di lamini, caprini, ovini, bovini, porcini, animale da cortile e più raramente di viscaccia e mulita.

### Bagna càuda
- Bagna càuda, viene consumata soprattutto nell'enorme prateria temperata agricola e negli allevamenti chiamati popolarmente pampa gringa, nelle province di Córdoba e Santa Fe, questo a causa dell'intensa immigrazione piemontese avvenuta in tale regione tra il 1870 e il 1960.[107] La Festa Nazionale argentina della Bagna Cauda si celebra nella città cordôbesa di Calchín Oeste.[108]

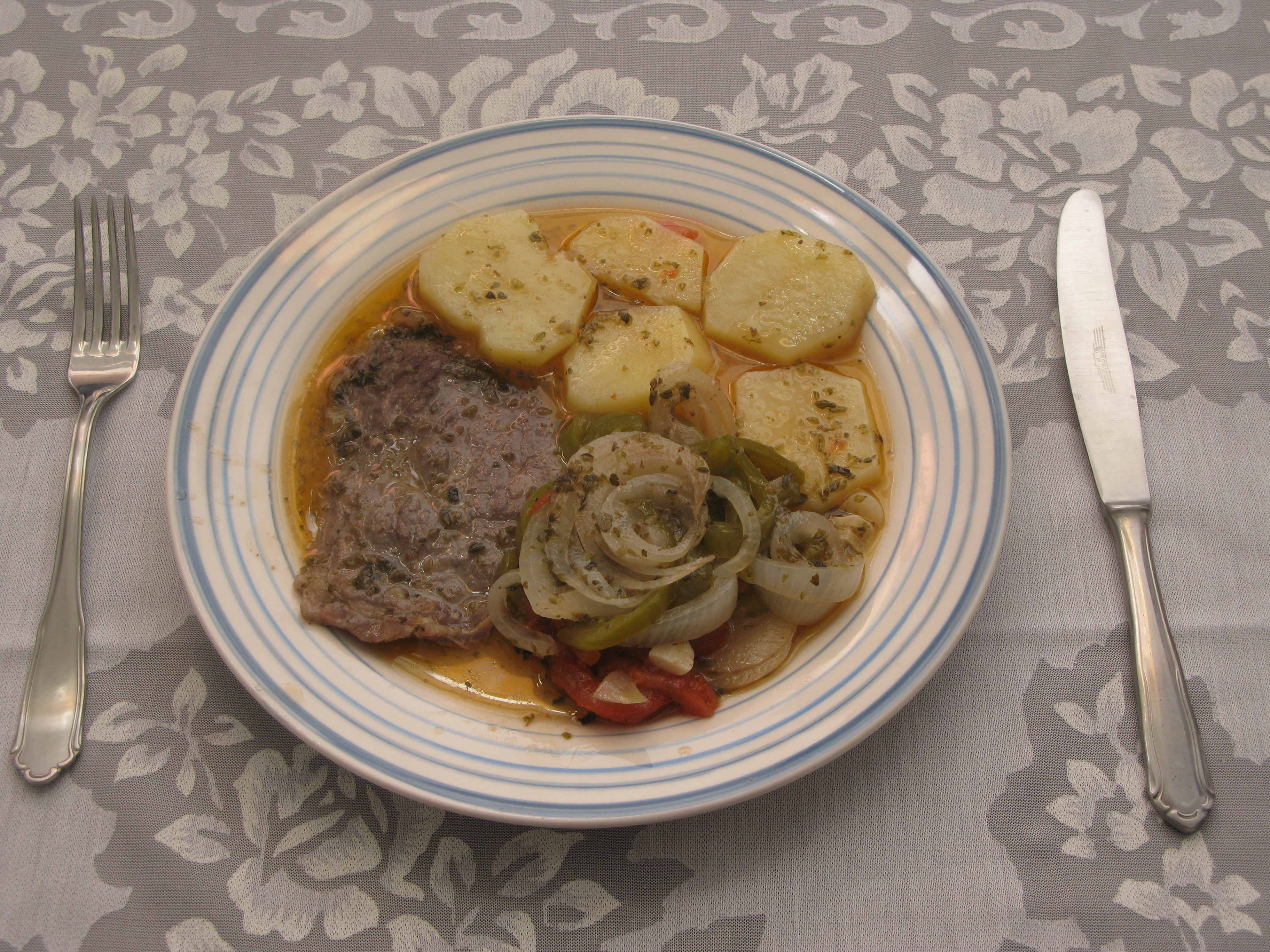
Bife a la criolla

### Varie
- Bife a la criolla (bife alla creola), è una specie di stufato a base di fette di carne in umido[109]: viene fatta cuocere per ore in un brodo con varie verdure quali fette di patate, di cipolle, di pomodori e peperone e un'aggiunta continua di vino a piacere durante la cottura. Fette ben cucinate con spezie, esistono molte ricette di queste piatto argentino.[110]
- Tamales. Si preparano soprattutto nel Nordovest argentino, specialmente nelle province di Tucumán, nella Salta e nella Jujuy, dove, in questa ultima, normalmente si confondono con le humintas o humitas.

### Insaccati
- Jamón (prosciutto). In Argentina si consuma soprattutto nei panini, sulle pizze ed è anche un ingrediente delle lasagne, nelle bistecche chiamate milanesas a la napolitana insieme al formaggio fuso. Il prosciutto cotto viene chiamato recado, e costituisce il ripieno di molte empanadas (panzerotti). Il prosciutto in questa nazione viene molto spesso aggiunto alle pizze. I prosciutti argentini sono derivati dai prosciutti italiani di Parma e da quelli spagnoli di Jabugo. Il più famoso prosciutto o jamón argentino è quello prodotto nelle Sierras de Côrdoba ed è simile al jamón serrano.
- Salame e salamines. I tre tipi di salame più famosi in Argentina sono il Caroya, il Tandil e il Mercedes, tradizionalmente si distinguono due varietà : il picado fino (macinato sottile) e il picado grueso (macinato grosso), i primi sono i preferiti per preparare la picada.[111][112]; tra i salames di “macinato grosso" si sottolinea quello chiamato quintero .
- Chorizos. Sono grosse salsicce, di solito a base di carne bovina o suina, si cucinano arrosto e si consumano in un panino chiamato choripán.[113] In Argentina esistono molte varietà di chorizos, come il morbido e crudo chorizo parrillero usato in arrosti e choripanes, e perfino in bolliti, il semimorbido chorizo criollo, il piccante chorizo colorado (salsiccia colorata), il chorizo candelaria e il chorizo blanco (salsiccia bianca) e il chorizo cantimpalo, quest'ultimo di origine spagnola.

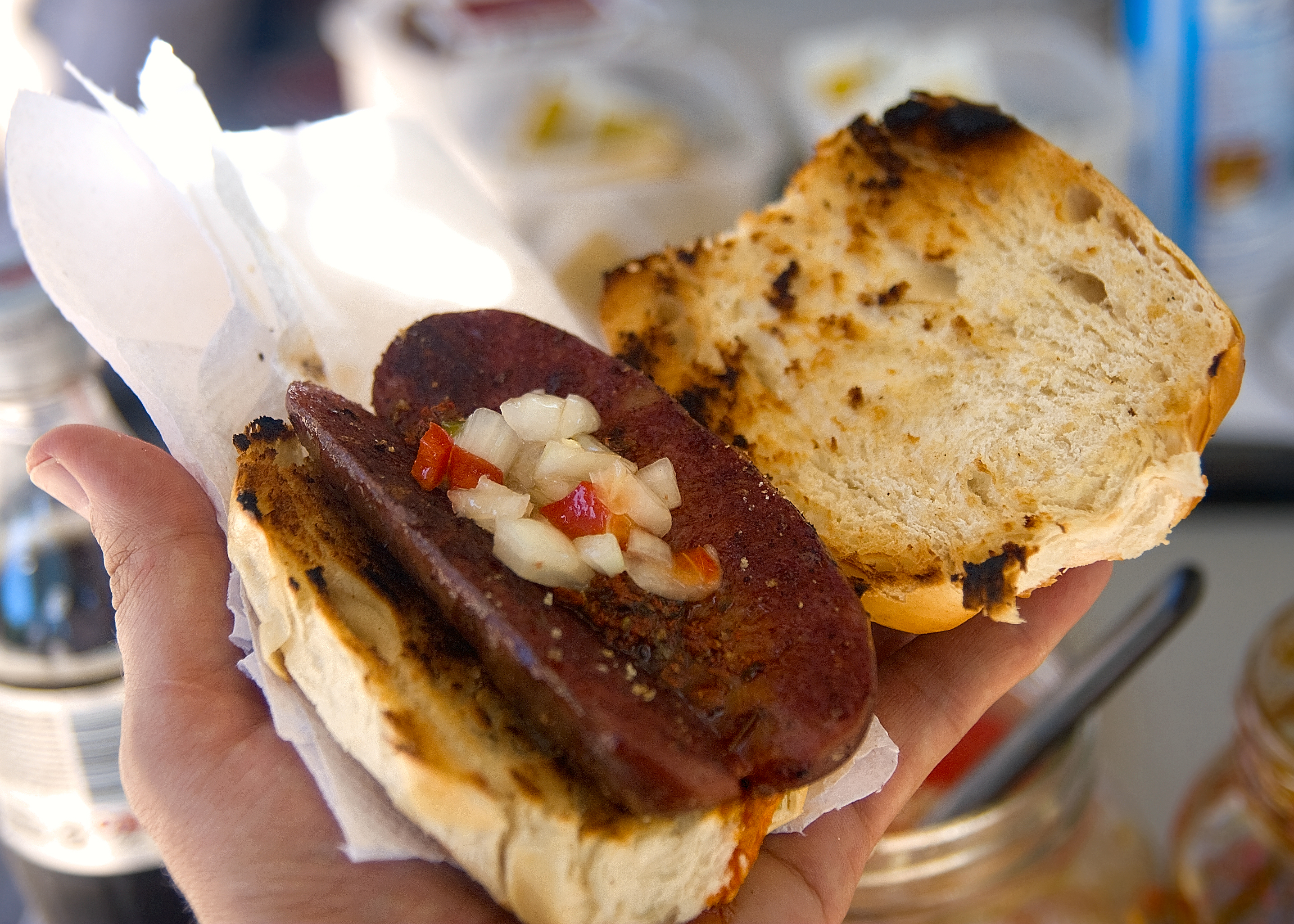
Choripán stile farfalla

- Morcillas, il panino di sanguinaccio creolo è comunemente chiamato morcipán.[114] Anche in Argentina troviamo la morcilla dulce (sanguinaccio dolce) o morcilla vasca, che contiene noci, uvette e arachide.[115]
- Mortadela, è un insaccato derivato delle mortadelle italiane con l'aggiunta di olive. Viene servito a cubetti nella preparazione delle picadas oppure con formaggio (mortadela con queso) nello stile Paladini[116].
- Longaniza, è un insaccato lungo e riempito di carne di maiale speziata. La sua preparazione risente della tradizione italiana.
- Sopresata, quest’insaccato di origine italiana è molto simile alla longaniza di origine spagnola. Più di un secolo di tradizione ha prodotto una serie di varietà creole. Tra queste, per la loro particolare qualità, sono da segnalare le Sopresate argentine realizzate nella città di Tandil[117] nel delta del Paraná, nella provincie di Córdoba e nella città di Santa Fe.

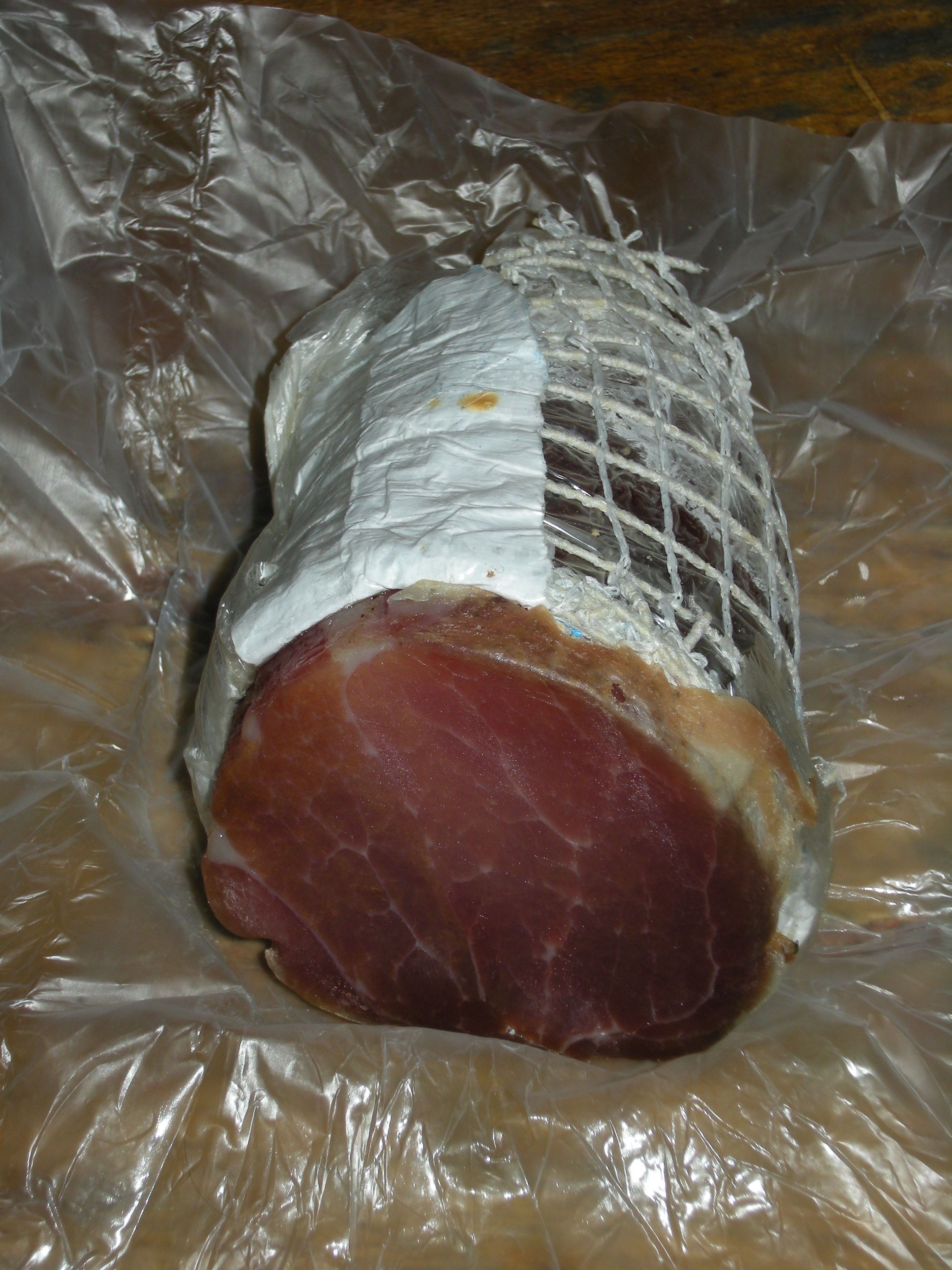
Bondiola argentina

- Bondiola o mondiola: insaccato di origine spagnola simile alla coppa, capicola (o capocollo) italiana, la bondiola o mondiola, come i prosciutti e altri insaccati, sono di solito parte principale delle picadas,[118] benché sia anche frequente che siano arrostite.
- Codeguín, è un insaccato di maiale derivato dal cotechino friuliano, introdotto in Argentina probabilmente nel 1871 con la sua varietà Côrdova argentina. Si distinguono in particolare i codeguines di Caroya.[119][120]

### Altri cibi molto popolari dell'Argentina

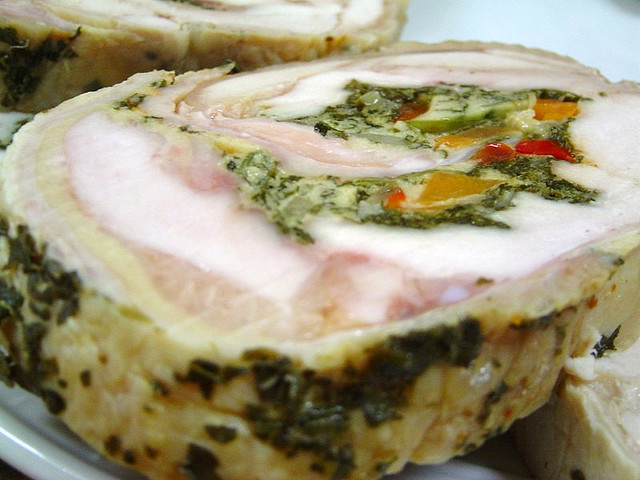
Fette di matambre

- Picadas,[121] le picadas argentine sono una riuscita sintesi della fine del XIX secolo tra l'antipasto italiano e le tapas spagnole.[122] sono solitamente accompagnate con vino, acqua gassata o birra chiara. Vi sono diverse versioni. Elemento comune che le unisce sono i singoli ingredienti serviti in un ampio piatto, a volte a cavità separate, comune a tutti i commensali, dove è possibile "pizzicare" o picarse ogni ingrediente, ossia servirsi dal piatto comune con il pollice e l'indice o con uno stuzzicadenti. Gli ingredienti più comuni di una picada argentina sono: cubetti di salame, cubetti di formaggi semiduri, olive, arachidi pelate, pistacchi e patate fritte in fette molto sottili di non più di 1 millimetro di spessore, tipo chips o crips. Ma non solo di patate, molte di queste chips possono essere di rape fritte, palitos salados o bastoncelli.[123][124] Le picadas vengono offerte insieme a una nutrita varietà di ingredienti, tra cui, rabas (calamari alla romana), polipi patagónicos, escargots (rane), capperi, piccoli dadi di palmetti, dadi di cuscus, uova sode di quaglia, piccoli falafel, piccoli pezzi di tortilla di papa, champignon, piccoli amaretti, piccole milanesi di mozzarella,[125] surimi (kanikama), piccoli pezzi di pizza, bistecca alla milanese, tortilla di patate, quesitos Adler (formaggini Adler).[126][127] Numerose sono le varietà di picada, le più conosciute tra le quali sono: la picada chacarera[128], la picada Tandil,[129] la picada serrana,[130] la picada cordobesa, la picada porteña, la picada tradizione,[131] la picada argentina armenia,[132][133][134] la picada de mar con la sua variante de La Robla.[135], le picade arabe o meglio, la picada argentinoarabe basata sul kibbeh, falafel, melfuf[136] e l'hummus.[137][138]. Esistono attualmente due tipi di picadas: le calientes o calde e le frías o fredde.

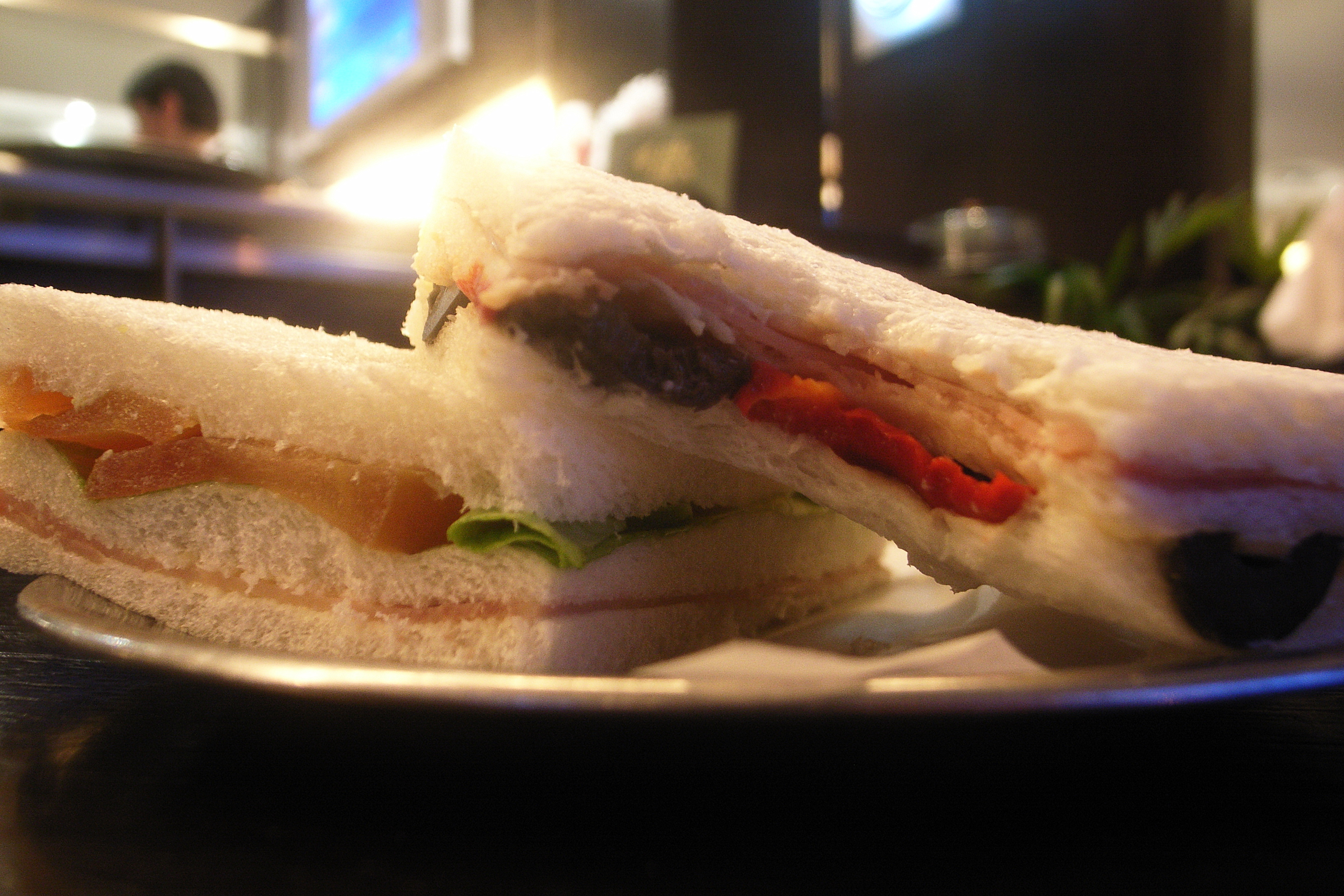
Sándwichs de miga (panini triples) di pane in cassetta

- Sándwich de miga (panini di pane in cassetta), i più comuni sono preparati con fette di prosciutto e formaggio morbido, tipo di feta, o una varietà argentina di formaggio cheddar, rondelle di pomodoro e foglie di lattuga[139]. Esistono molte varietà di questi panini per esempio: con grani di mais grattato o con sardine e rondelle di oliva, rondelle di barbabietola e pastrami; benché tutte le varietà siano quasi sempre uguali sia nella forma sia nelle dimensioni. Per esempio: gli sándwichs o sánguches de miga argentini sono di forma rettangolare, spessi approssimativamente 1 cm, lunghi 14 e larghi 8. Generalmente tra le fette spugnose di pane de miga e gli altri ingredienti si usa spalmare un sottile strato di burro o di maionese. Questo avviene per un sandwich di pane in cassetta di un solo piano, ma vengono anche preparati sandwich di pane in cassetta a tre piani, il cosiddetto triple. Questi sánguches de miga ricordano molto i tramezzini italiani.[140] Questo panino quando viene tostato viene chiamato carlitos. Questi sánguches de miga vengono anche preparati con abbondante quantità di lattuga, pomodoro, uovo sodo e maionese, olive, rondelle di cipolla e basilico e sono chiamati olímpicos (olimpici). Tutti questi panini, quando si servono caldi, di solito vengono chiamati académicos (accademici) e normalmente hanno nel loro ripieno più fette di formaggio tipo Cheddar o queso de máquina (formaggio di macchina).
- Matambre: preparato originario tipico della regione del Río de la Plata, molto apprezzato in Argentina. Per prepararlo, è necessario utilizzare un taglio chiamato pesceto o peceto o jamón redondo, arrotolandolo insieme a una serie di verdure, alle quali si aggiunge un uovo.[141] Viene poi cucinato in acqua bollente e/o al forno, per poi essere raffreddato per almeno tre ore.[142] Con il matambre crudo, per esempio, si può cucinare una specie di pizza chiamata, matambre alla pizza.[143][144]
- Sándwich de pavita: panino fatto con fette di petto di tacchino (pavita) alla marinatura su un pane casalingo rotondo con abbastanza briciole, da un lato sta la pasta di pavita sminuzzata, mischiata con carota, cipolla e olio, dell'altro pomodoro, lattuga e maionese.
- Chiporro e corderito, l'agnellino, è un arrosto cotto "in croce" sulla brace, tipico della Patagonia.

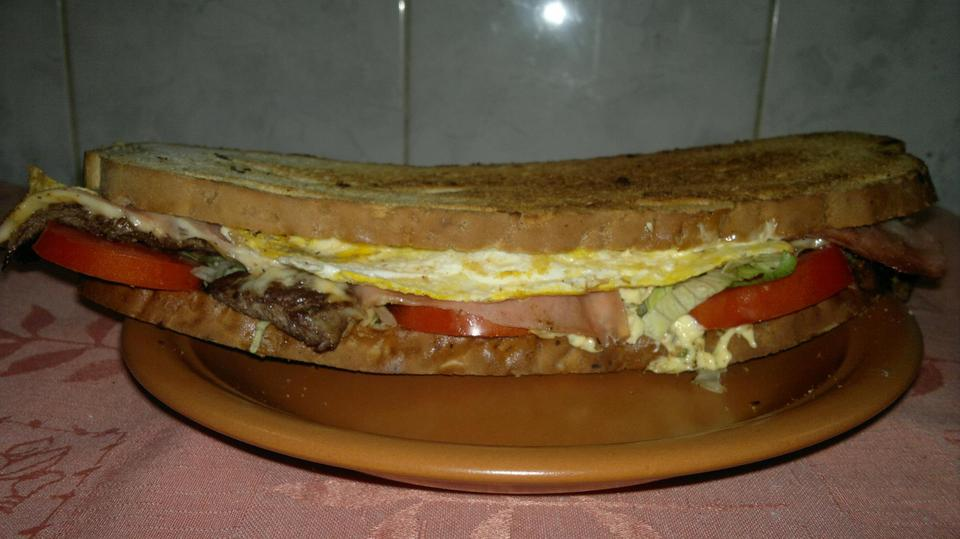
Panino lomito della Provincia di Mendoza

- Lomito (lombino), altro tipico panino della gastronomia Argentina, molto popolare sia nella regione di Cuyo, sia nella provincia argentina di Córdoba. Si pone tra le due fette di pane o un taglio di manzo delicato e morbido, chiamato lomo (lombo), oppure uno analogo di vacca, chiamato bola de lomo o di vitella sempre in forma di filetto, poi, fette di formaggio, prosciutto, uovo fritto, pomodoro e condimenti, tra cui peperoncino; il lomito può anche venire lievemente tostato. È molto simile a un panino uruguaiano chiamato chivito. Recentemente sono anche comparse versioni vegane.[145]
- Revuelto de huevos y tomates (uova strapazzate con pomodoro). È una ricetta di origine spagnola e precisamente della città di Murcia, preparato con uova strapazzate. Si cucina in pochissimi minuti dopo avere preparato gli ingredienti: uova con pezzi di pomodori conditi a piacere e lievemente fritti nell'olio di oliva. Tra i molti ingredienti si possono aggiungere pezzi di zapallitos (zucchine), pimientos (peperoni) e prosciutto.

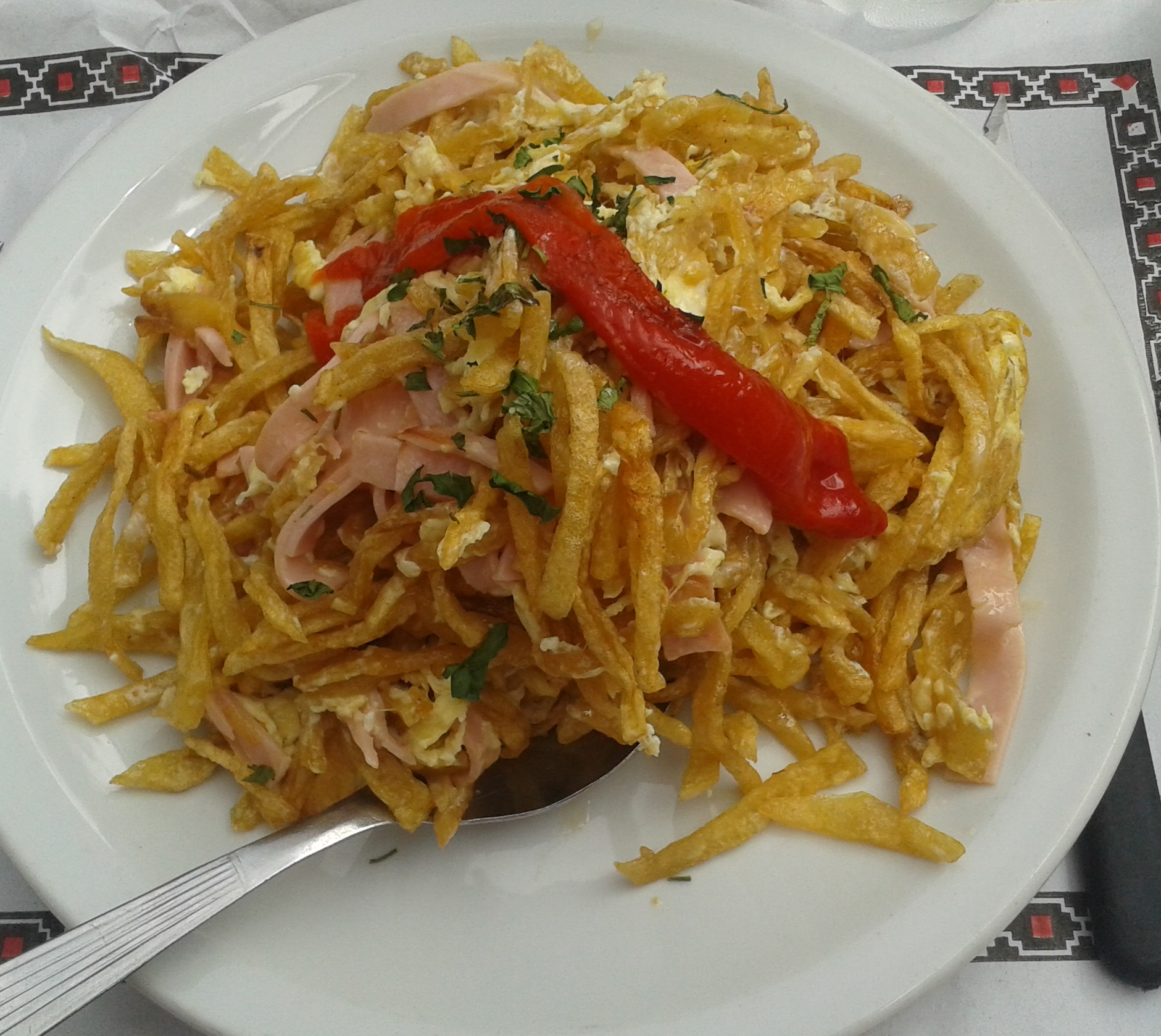
Revuelto Gramajo

- Revuelto Gramajo ( Gramajo strapazzato), è un pasticcio fritto di bastoncini di patate, uova, piselli e prosciutto. Di solito si aggiungono salse e altri ingredienti, per esempio peperoni, e come il suo nome indica, viene revuelto, cioè, dopo la leggera frittura viene strapazzato.[146][147]
- Palmito, sono i cuori di palma.
- Chivito (capretto), chiamato in Argentina secondo la regione o la provincia, chivito o cabrito[148], il più comune è quello arrostito "in croce" sulla brace;

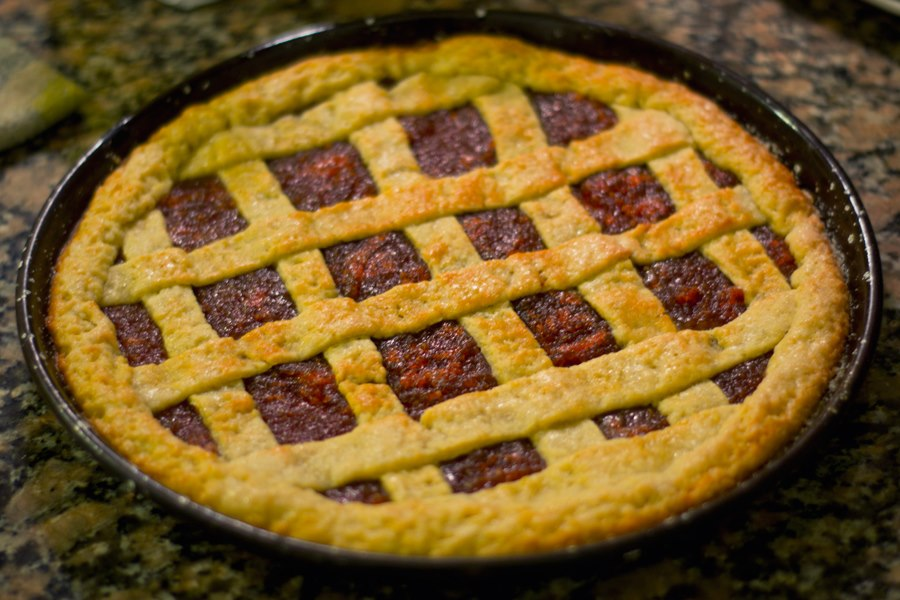
Pastafrola argentina

- Pollo a la provenzal (pollo alla provenzale), si tratta di un pollo aperto e cotto al forno con cipolla, aglio, olio di oliva, prezzemolo e spezie.[149]

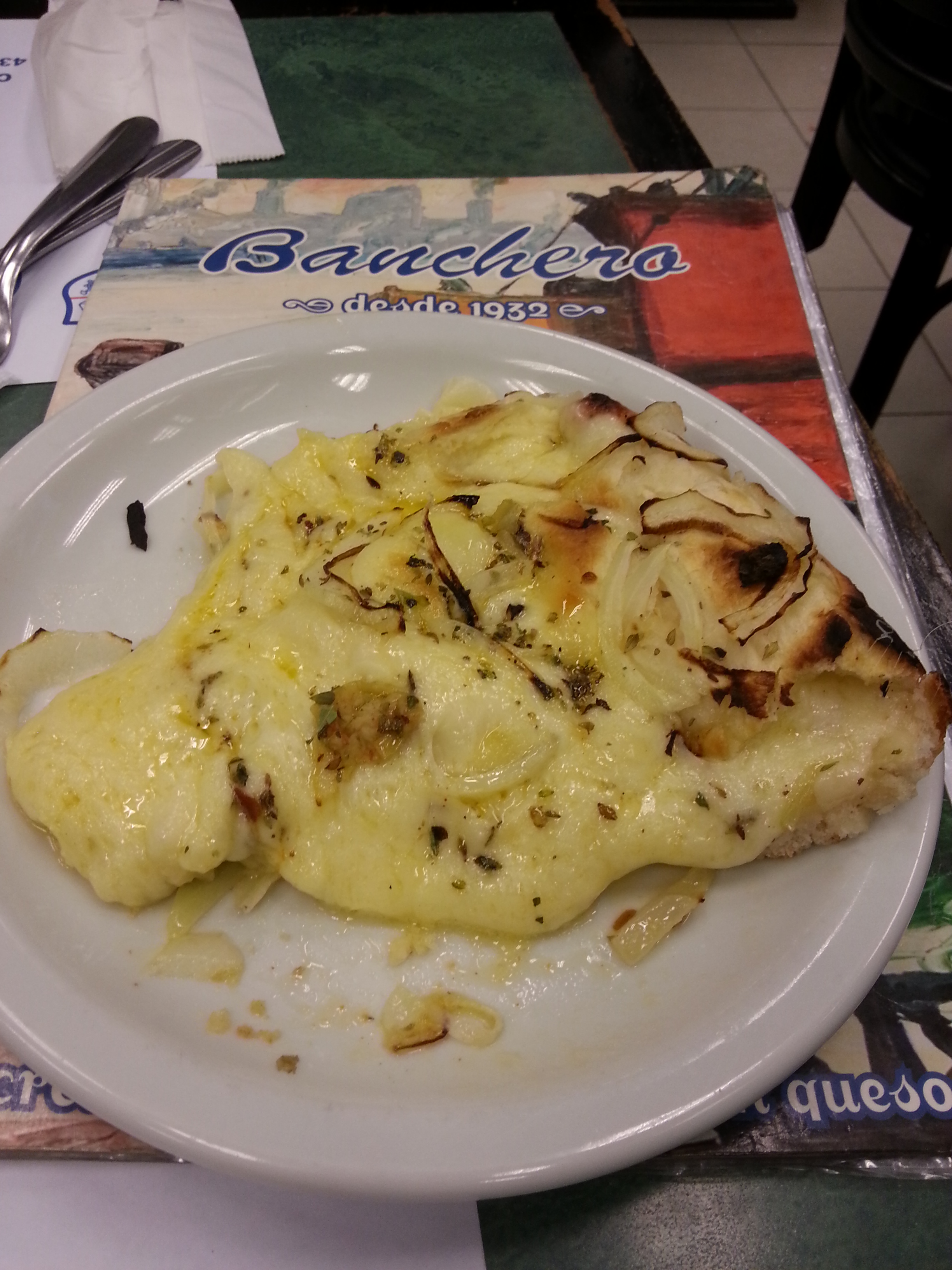
Porzione triangolare di fugazzeta con formaggio fuso

- Fugazza o fugaza e fugazzetta, (fugazze farcite), preparate con formaggio fuso e cipolla. Tutte derivano della focaccia genovese.
- Filet de merluza (filetto di merluzzo).
- Filet a la romana (filetto alla romana). Si tratta di una sorta di scaloppina posta sulla base di un filetto di merlusa hubssi (merluzzo hubssi), rosolata in una miscela di farina di frumento e uova e infine soffritta nell'olio.[150]
- Lengua a la vinagreta, si tratta di un taglio di lingua bovina scorticata, lessata, tagliata a fette e preparata alla vinaigrette, una miscela di olio, sale e aceto, con aglio e prezzemolo. È un piatto freddo, quasi come un insaccato, molto apprezzato in Argentina.
- Cazuelas, specie di centolla fueguina, principalmente preparata con carne di maiale, salsiccia, carote, cavolfiore.[151]
- Carbonada, è una specie di stufato molto denso, cucinato in una pentola o in una casseruola su un focolare di legna, molte volte servito, per ogni convitato, in una zucca, precedentemente lessata. Si prepara coi seguenti ingredienti: pezzi di zapallo (zucca), choclo (pannocchia di mais soffice), carne, preferibilmente di vitella, anche se più spesso viene scelto il lombo di agnello o di caprone. A questi ingredienti si aggiungono patate americane e orejones di durazno (pesche secche). Si cuoce lo stufato fino a che il brodo e gli ingredienti raggiungono una consistenza abbastanza spessa, procedimento che comunque si differenzia dal bollito. Successivamente, poco prima di servirlo, deve essere generosamente condito con paprica, origano, timo, cipolla, aglio, prezzemolo e un peperoncino chiamato quitucho[152]. Alcuni aggiungono allo stufato un gotto di vino, rosso o bianco torrontés, alcune gocce di succo di limone e un pizzico di zucchero. La tradizione impone che questo stufato si debba cucinare finché tutti i legni del focolare sono completamente carbonizzati.[153][154]
- Niños envueltos (piccoli avvolti), sono molto simili agli rollos de repollos (involtini di cavolo), alimento che si può cuocere lessando o cuocendo al forno, arrotolato principalmente in una foglia di cavolo cappuccio, un ripieno di carne trita e riso.
- Curanto[155] piatto tipico della Patagonia, e, in particolare, della regione boscosa andina. Il curanto è stato inventato per gli indoamericani Tehuelche ed è uno speciale bollito di carne e verdure, cucinate lentamente in acqua, con l'acqua riscaldata da pietre incandescenti, situate in un pozzo coperto con pietre e foglie di nalca o pangue, scientificamente definite come gunnera tinctoria.[156][157][158]
- Pan de carne (pane di carne), ricetta derivata dal polpettone, il pan de carne comune argentino è molto simile al polpettone anche se ha più ingredienti. D'altra parte esiste un pan de carne o polpettone argentino raggomitolato al quale normalmente sono aggiunti vegetali, prosciutto e formaggi.[159]
- Calamares a la provenzal (calamari alla provenzale): piccoli calamari eviscerati, tagliati in fette, quindi lessi e dopo macerati in una salsa di olio di oliva, aceto, aglio e prezzemolo.[160]
- Calzone alla Corbella, ciò che rimane dai residui di una pizza viene spesso utilizzato per preparare il cosiddetto Calzone alla Corbella: viene riempito con gli ingredienti preferiti e si cucina al forno. È una varietà argentina "all'uso nostro" del calzone ripieno e sono molto simili alla pizza fritta.
- Colchón de arvejas (materasso di vecce o piselli), piatto a base di uova fritte al quale si aggiungono, mentre li si sta friggendo, dei piselli.
- Berenjena en escabeche (melanzane in escabeche) e fette di melanzane sottaceto.[161]

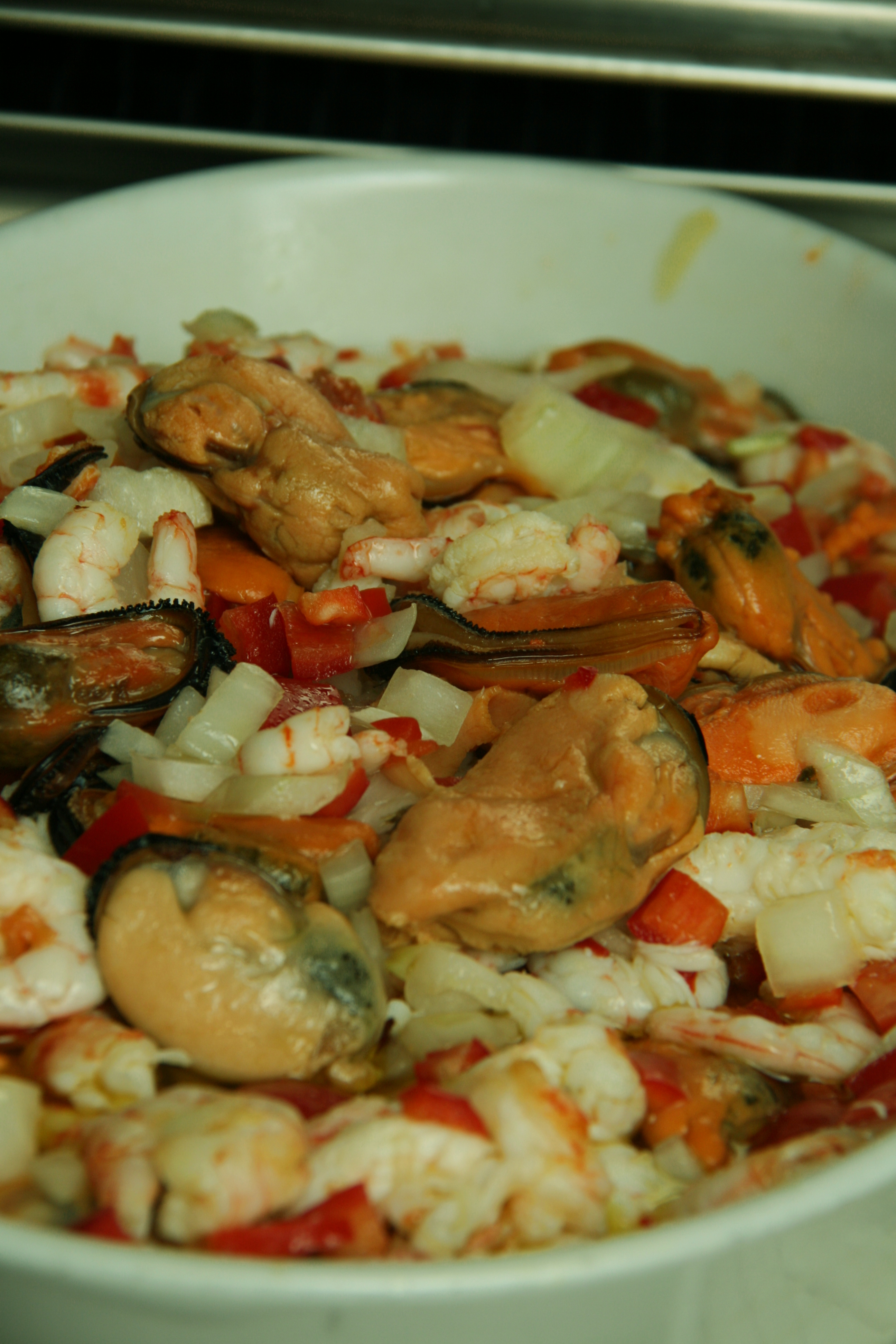
"Schizzo di frutti di mare" (Salpicón de mariscos)

- Salpicón o ropa vieja: un miscuglio freddo di piccoli pezzi cucinati di carne magra di vacca, pollo o tacchino, acciughe, o di frutti di mare e cipolle, tutte punto giunte e servite con patate bollite, uova lesse, pomodori, barbabietole, carote, vecce e aceto e olio (normalmente si realizza con quello che rimane di un puchero o bollito).[162]

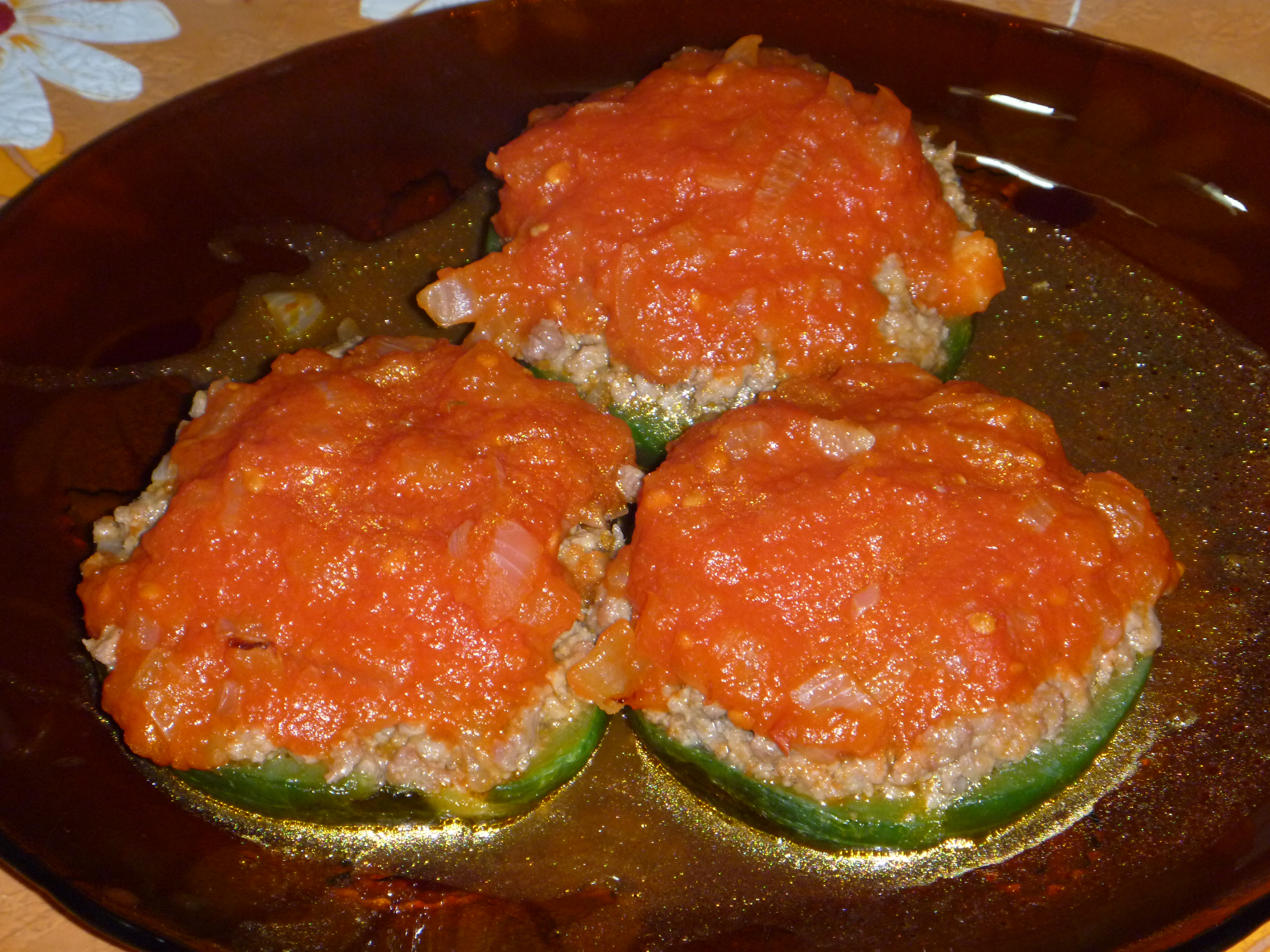
Zapallitos rellenos / zucchine ripiene coperte con salsa di pomodoro.

- Zapallitos rellenos (zucchine ripiene) della specie e varietà denominata Cucurbita maxima var. zapallito. Per cucinare questa ricetta, la prima cosa da fare è bollire le zucchine, quindi poi tagliate a metà e dalle quali viene estratta una polpa mescolata con carne macinata e uova sbattute. Ciascuna delle due metà viene ricoperta con del formaggio quartirolo e del pangrattato. Sopra il formaggio è possibile aggiungere maionese e olive nere. Gli zapallitos rellenos vengono infine posti in una casseruola e cotti al forno.[163][164]
- Huevos rellenos (uova alla diavola).
- Tomates rellenos (pomodori ripieni).
- Morrones rellenos (peperoni morroni ripieni). Sono peperoni di grandi dimensioni, in spagnolo argentino vengono chiamati, morrón o testata. Per preparali è necessario svuotarli e riempirli con differenti ripieni, come per esempio una miscela di riso, carne trita e condimenti. Si cucinano lessi o al forno.
- Mejillones en escabeche (cozze marinate). Anche se per due secoli nel gusto degli argentini è prevalso il consumo della carne di vacca, capra e pecora, nei porti marini[165] è frequente consumare prodotti di mare, come le cozze marinate, in spagnolo argentino mejillones en escabeche.[166][167] La preparazione di questo piatto è una sintesi delle tradizioni liguri, campane e galiziane.

Nei mesi freddi, approssimativamente dalla fine di aprile fino agli inizi di settembre, è frequente cucinare bolliti como il locro, e stufati molto calorici come il guiso de lentejas (stufato di lenticchie). In una pucheros (pentola) vengono bolliti, carne bovina, porotos, mais, papa (patata) e batata (patata americana), zapallo, cavolo cappuccio (repollo), buseca e ossobuco e il mondongo, e la già citata, molto popolare in Argentina, polenta.

## Formaggi

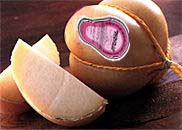
Provoleta

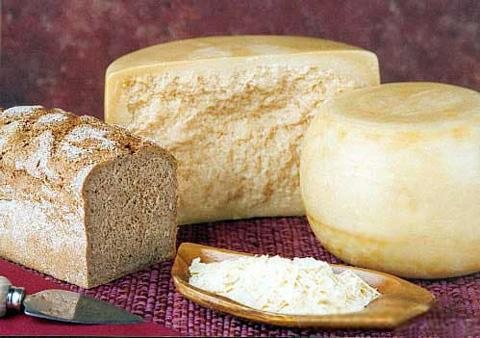
Reggianito

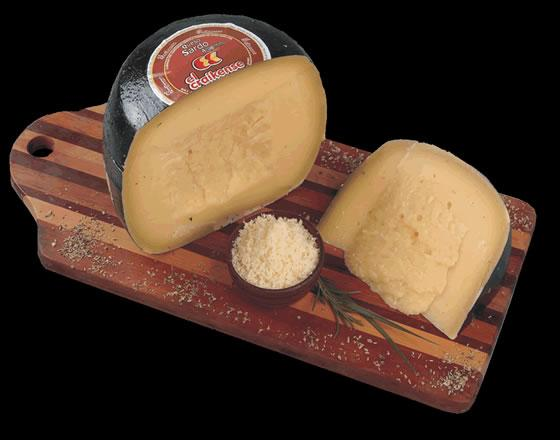
Formaggio sardo argentino

- Provoleta, tipo di formaggio argentino derivato dal provolone italiano che si cucina a fette tostate e speziate. È molto apprezzato consumare la provoleta insieme agli asados.[170][171][172]
- Formaggi. L'Argentina si posiziona tra i primi dieci paesi produttori di formaggi al mondo, grazie ai suoi climi e al fatto che la stragrande maggioranza della popolazione ha geni caucasici, per cui il consumo di latte di mucca e di latticini in generale è molto elevato,[173] ma nei primi anni del XXI secolo la coltivazione di soia transgenica (OGM),ritenuta negativa, ha ridotto le zone di pascolo dei bovini, limitando la già notevole produzione di latticini e, di conseguenza, riducendo l'offerta degli stessi. I formaggi pertanto sono diventati più costosi, con aumenti dovuti soprattutto agli intermediarios (intermediari), spesso con pochi scrupoli, e all'invasione silenziosa di indi boliviani, peruviani e meticci paraguaiani, tutti allergici ai latticini e al latte diverso da quello materno. Tra il 2001 e il 2015 compreso, l'Argentina ha ridotto del 27% il consumo di latte e formaggio. In ogni caso il Paese produce ancora una grande varietà di formaggi di eccellente qualità, alcuni di essi già stabilizzati come Denominazione di origine controllata (Prodotti alimentari tipici). I quesos (formaggi) tipici argentini più rinomati sono: il reggianito argentino, il queso Chubut, il queso de Tafí, il queso de Goya, il queso Mar del Plata, il quesito de Tandil, il quesillo de cabra (formaggino di capra), il cremón, il cremosísimo[174].[175] il Mendicrim,[176] il queso Taluhet, queso Pampita, queso Ranquel, il queso Atuel, il queso Viedma, il queso Banquete, il queso San Jorge, il queso crema, il queso fresco, il cuartirolo, il sardo argentino, i formaggini triangolari della marca Adler, e la già citata provoleta,[177], benché non sia un formaggio originale argentino è conosciuto anche come, nella sua varietà argentina, Port Salut. Anche se non hanno ancora stabilito ufficialmente i nomi dei loro ottimi formaggi realizzati in questa provincia dell'Argentina, stanno guadagnando meritata fama diversi formaggi prodotti nella temperata e subtropicale Provincia di Entre Ríos come quelli di Colón. Tutti questi formaggi, tranne quelli molto morbidi o cremosi, sono comunemente utilizzati nelle picadas. Sebbene vi sia, in particolare per le pizze, un'adeguata produzione di un certo tipo di mozzarella o muzzarella, in Argentina sono anche diffuse le musarelas simili nella forma alla tradizionale mozzarella, anche se sono prodotte a base di latte di pecora e mucca come le muzzarelas della piccola città di Centeno nella Provincia di Santa Fe. Altri formaggi argentini di qualità vengono prodotti nella piccola città di Coronel Moldes[178] nella Provincia di Santa Fe, mentre i formaggi cremosi, di aspetto simile al Philadelphia, e il Brie vengono prodotti nella città di Brinkmann, nella Provincia di Córdoba.[179] Nella piccola città di Suipacha, nella Provincia di Buenos Aires, è presente un centro di produzione di formaggi di capra e mucca.[180] Nella Provincia di La Pampa, più esattamente in Remecó e nella Colonia Nueva Esperanza i mennoniti producono eccellenti formaggi artigianali da una originale ricetta olandese simili al formaggio Gouda. In Buena Esperanza il formaggio tipo Gouda si realizza con o senza pepe. Sono anche squisiti i formaggi di pecora prodotti nella provincia della Terra del Fuoco.[181] Mentre nella Provincia di Buenos Aires si sottolineano i formaggi di origine olandese allo stesso modo che i formaggi realizzati nel monastero benedettino della cittadina di Los Toldos (Le Tende).[182]
- Ricota (ricotta), è una variante raffinata della ricota spagnola, prodotta dal siero di latte e dalla cuajada con tocchi all'italiana e viene utilizzata come ingrediente per torte, dolci, ravioli, cannelloni. Viene preparato anche un dessert chiamato, redonditos ricotta, dessert che ha dato il nome a una delle band più popolari del Rock argentino: Los redonditos de ricota. In Argentina è anche molto apprezzata la torta di ricotta.[183][184][185]

## Dolci

### Gelati
Helados (gelati). La maggior parte dei gelati sono del tipo ice cream, derivati dei gelati italiani, sebbene arricchiti con molti sapori tipici argentini, come il dulce de leche, la crema del cielo, la crema de torrontés e il súper dulce de leche, quest'ultimo inventato da Daniel Paradiso e con varietà come i cosiddetti granizados. Tra le diverse varietà di gelati argentini troviamo la cassata, dolce gelato variante della classica cassata siciliana, o il sambayón derivato dallo zabaione, la coppa di gelato don Pedro, una boccia di gelato alla crema impreziosito con del whiskey, il sundae, il Malbec, il gelato allo Chardonnay e il yatay. I gelati più gustosi sono realizzati con latte di vacca di razza Jersey. Nel Paese troviamo anche gelati tipici come le achilatas, una sorta di sorbetti inventati nel XIX secolo a base di neve e polpa di frutta, mentre dal XX secolo in poi vengono preparati con ghiaccio tritato mescolato in stampi con frutti succosi.

### Dessert, torte e panelli

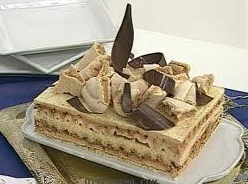
Imperial ruso

- Dulce de leche (dolce di latte), è un tipo di crema che si può consumare da sola o utilizzata per preparare dolci. Questa ricetta è da due secoli fra le preferite dalla maggioranza degli argentini; per esempio, la si usa anche per riempire le facturas, le crespelle, alcune empanadas, i cioccolatini, le meringhe, la torta rogel[191] o per fare perfino il "liquore al dolce di latte".[192]
- Pastafrola (pasta frolla), anche chiamata in varie zone pastaflora, è una crostata rotonda, molto piatta, ripiena con una marmellata, tipicamente ripiena di membrillo/mela cotogna, o di patate americane, coperte da una grata di pasta frolla.[193][194];

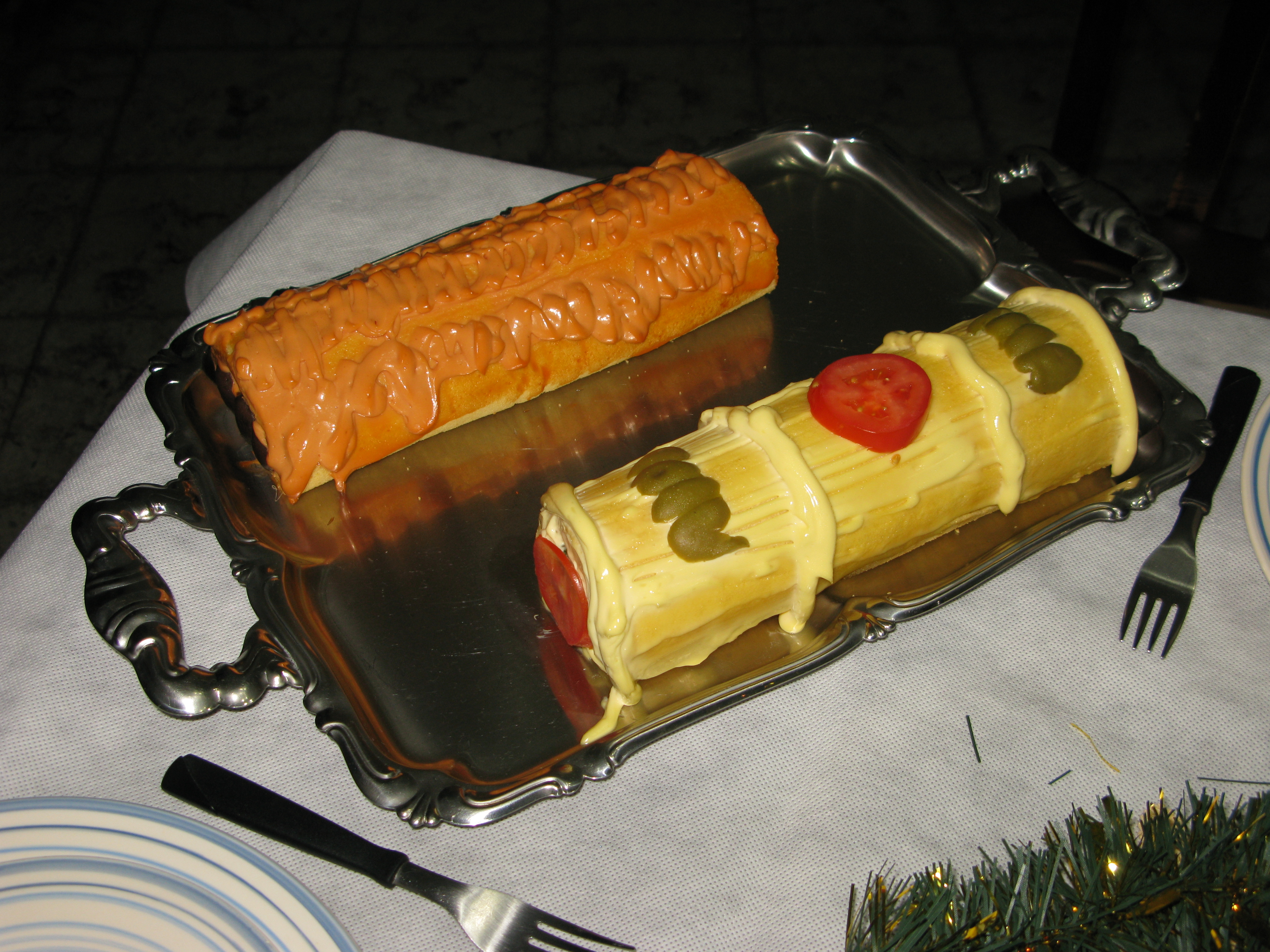
Piononi salati argentini casalinghi o caseros

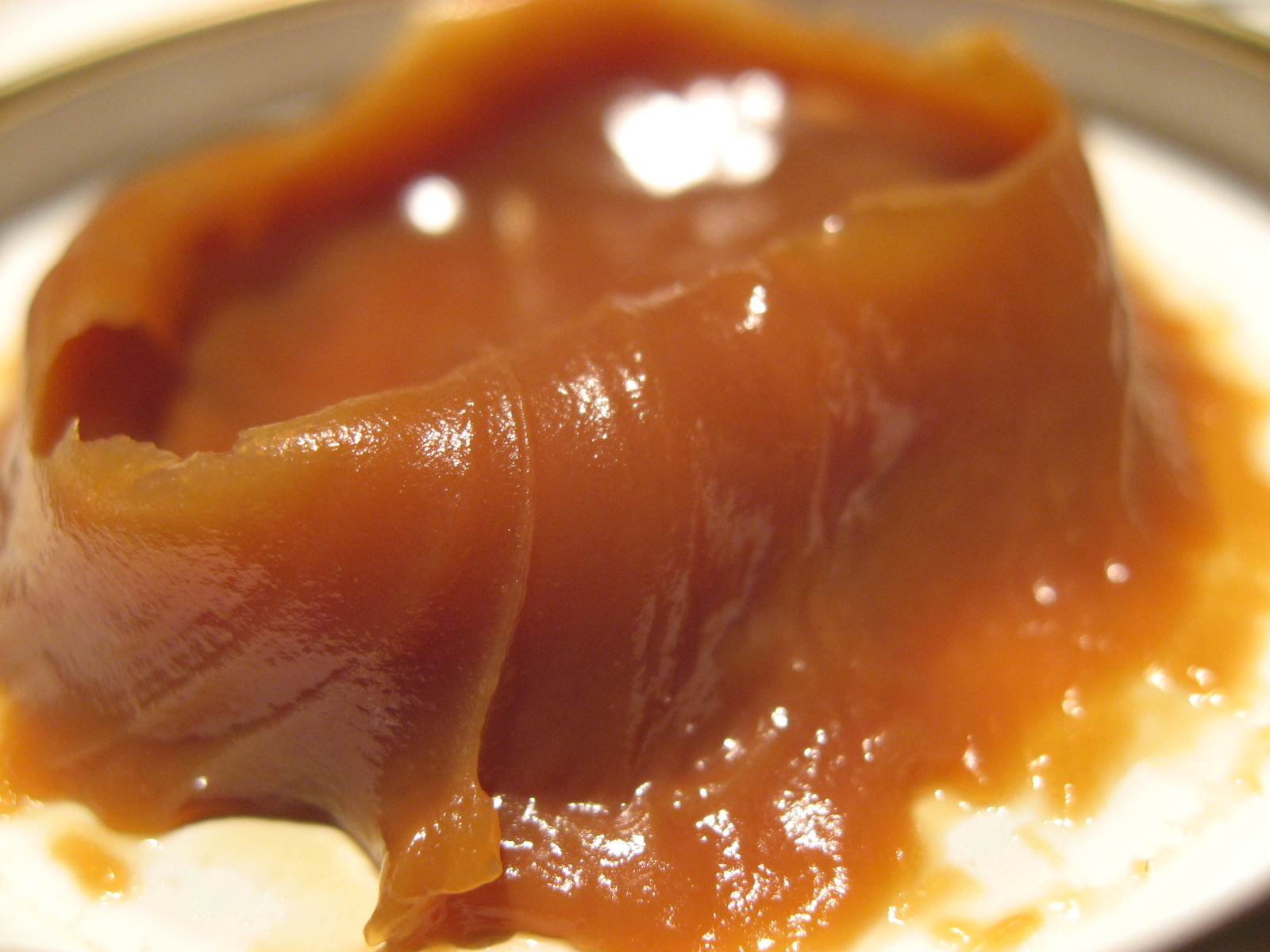
Il dulce de leche (dolce di latte) è un dolce molto popolare in Argentina utilizzato per riempire torte, panqueques (pancake all'argentina), cioccolatini, e frittelle, o consumato sul pane tostato, e con un gusto di gelato.

- Imperial ruso (Imperiale russo): è un dessert inventato all'inizio del XX° Secolo in omaggio ai Romanoff. Queste torte-dessert, sono preparate con meringa francese farcita con crema di burro e mandorle.[195]
- Arroz con leche (riso con latte). Viene preparato con riso e latte e aromatizzato con cannella e vaniglia, e molte volte con l'aggiunta di dulce de leche. È quasi la stessa ricetta del risolatte, anche se impreziosito con delicate variazioni spagnoli e gauce.[196] In Argentina la principale produttrice di riso è la Provincia di Corrientes.
- Churros,[197] sono frittelle normalmente ripiene con dulce del lece e/o con crema pastelera chirle (crema pasticciera morbida). A volte i churros argentini sono immersi in cioccolato liquido caldo.[198]
- Torta negra (torta nera), chiamata così per il suo colore, tipica della Provincia di Chubut. È una torta portata nel 1860 in Argentina grazie all'immigrazione gallese a partire dal bara brith, pane tipico del Galles del Nord.
- Chocotorta, torta di cioccolato con crema di latte o crema di formaggio. Si mangia fredda e non necessita di cottura.[199]

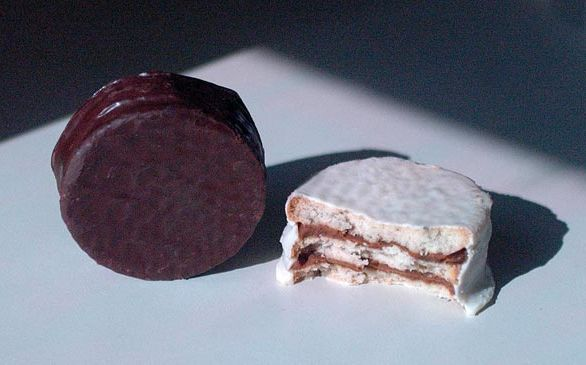
Alfajores argentini: in questo modo, alfajores tripli (triples), i più celebri sono quelli della Provincia di Côrdoba, del Mar del Plata e quelli della Provincia di Santa Fe.

- Tortilla a la parrilla (Tortilla alla griglia) o Tortilla al rescoldo (Tortilla alla brace) o tortilla santiagueña (Tortilla di Santiago), si tratta di blocchi di farina, grasso e acqua impastati in forma circolare, di forma relativamente piatta, che si cucinano alla griglia o alla brace.

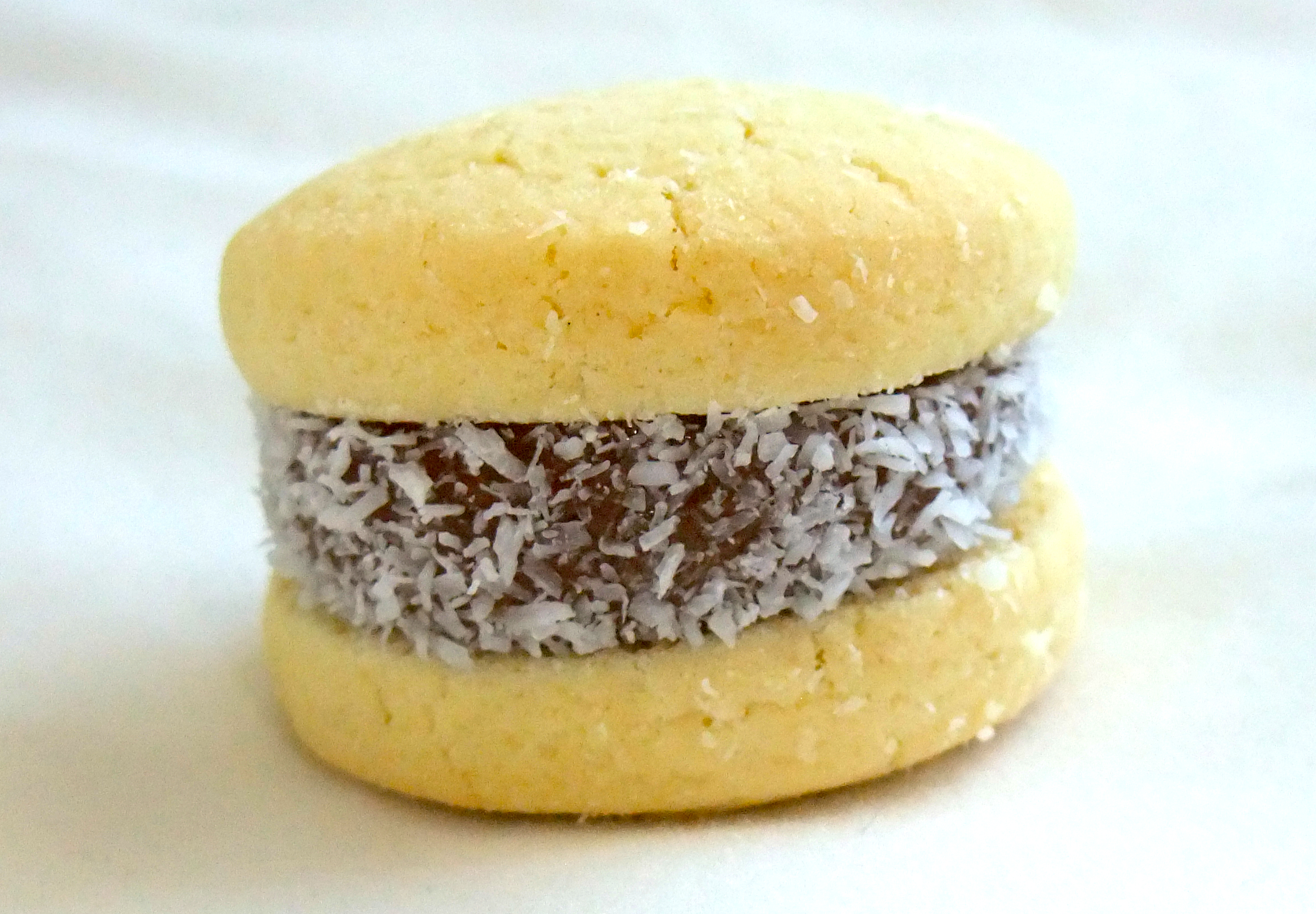
Alfajor argentino con le sue tape de amido di mais e riempimento con Dulce de leche decorato con cocco grattugiato.

- Mazamorra alimento popolare a base di mais, tipico anche di paesi ispanici come, Cile, Colombia e Perù. La mazamorra più tipica dell'Argentina richiede un pizzico di cenere di jume.[200][201][202]
- Alfajores [203] Sono biscotti farciti di diverse varietà a seconda della provincia in cui sono prodotti.

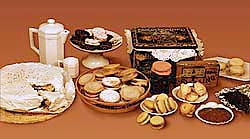
Pasticceria argentina che include il rogel (una torta di cappe di pasta sfoglia coperta con meringa), dolce di latte e varianti regionali di alfajores, di Mar del Plata, Côrdoba, Tucumán, tra gli altri.

- Buñuelos: Sono palline molto simili alle frittelle di pasta fritta con diversi ripieni. Le più comuni sono i buñuelos de acelga (con la bietola), buñuelos de sesos (con cervello di vitello), buñuelos de manzana (con mele), buñuelos de lechuga (con lattuga) e gli buñuelos di banana. Possono essere sia salati sia dolci (in questo caso si servono con zucchero di canna).
- Pellizco (pizzicotti), o conitos de dulce de leche (conetti di dolce di latte), sono una specie di cioccolatino a forma di cono ripieno di dulce de leche e ricoperti di cioccolato. Sono tradizionalmente prodotti nella città di Quequén, di un modo simile si producono piccoli alfajores.[204]

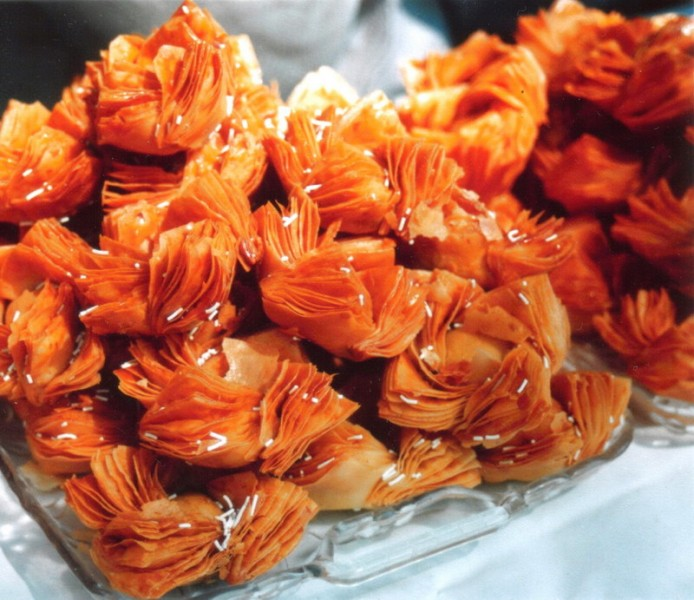
Tipici pastelitos (tortine o dolcetti) creoli argentini cosparsi di piccoli confetti granas

- Pastelito criollo (Tortino creolo): realizzato con pasta sfoglia e ripieno di dulce de batata (patata americana dolce), oppure con un dolce di mele cotogne o membrillo (cotognata). Questi tortini di forma rettangolare con le pieghe ricordano la forma di un fiore, vengono fritti, per poi essere bagnati nello sciroppo o zuccherati e confettati o canditi.[205]
- Gaznates: prostra a base di tuorli di uovo e anice, sono come coni di massa fritti ripieni con qualche dolce casalingo, comunemente con dolce di cayote o cotogna o dolce di latte. Una volta ripieni sono ricoperti con meringa o fondant. Sono tipici delle province di Tucumán, di Catamarca e Salta.[206]

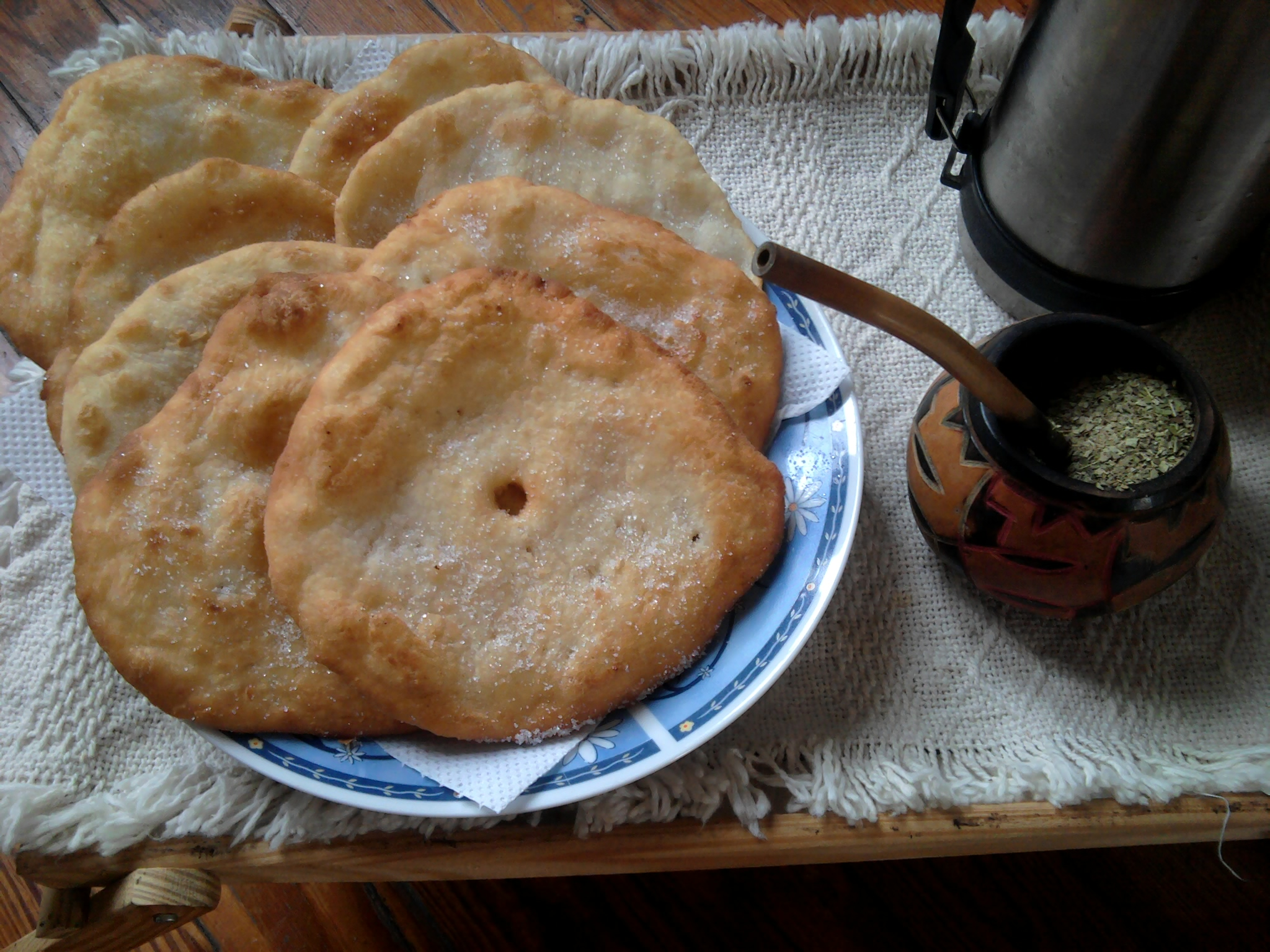
Tortitas fritas o sopaipillas con un mate al fianco

- Torta frita, normalmente è ciò che viene chiamato il condumio (companatico), pane tipico che accompagna il mate.[207] Le torte frite possono essere preparate senza ripieno o con diversi ripieni come, per esempio l'uovo. Per fare questo è sufficiente inserire e mescolare in un blocco di farina impastato un uovo crudo senza guscio.[208]
- sopaipillas o Tortitas fritas. Sono piccole torte fritte, semplici biscotti di farina di grano mescolati con uovo e fritti per breve tempo.
- Pionono, impasto a base di pasta, farina, uova intere e zucchero in volumi uguali, costituito da un sottile foglio di bizcochuelo (pan di Spagna). La torta viene riempita e arrotolata nella forma di un cilindro e poi decorata per una migliore presentazione. In base a questo stesso pan di Spagna o bizcochuelo dolce e salato, o dolce e aspro, vengono preparati i piononos (piononi).[209]

Tagliando questo cilindro originale si ottengono fette spesse da uno a due centimetri.
- Postre Balcarce, specie di torta preparata principalmente con crema di latte, dulce de lece, noci e altri ingredienti. Il suo deve la sua origine alla città argentina di Balcarce[210].
- Budín de pan (budino di pane),[211].
- Turrón (torrone): oltre al Nucrem e al Mantecol, i torroni vengono consumati principalmente nel periodo natalizio. Sono principalmente di origine italiana e spagnola, come quello alle mandorle o alle castagne.
- Mantecol, è una specie di torrone che trova la sua ricetta originale nell'halva greco, originariamente realizzato da una famiglia di origine greca, gli Georgalos, e fatto principalmente con pasta di arachide o maní.[212]
- Nucrem: è un altro tipo di torrone derivato del Mantecol. È composto da una pasta di burro di arachidi e acqua di rose, mescolata con croccanti fili di caramello e una delicata pasta di arachide, d'aspetto marmorico, libero da grassi e prodotto con ingredienti di alta qualità, noto per la cura della sua preparazione: per esempio, invece di essere dolcificato con zucchero o con dolcificanti artificiali viene addolcito con il miele, prodotto principalmente nella città di Río Tercero, nella Provincia di Córdoba.[213]
- Bon o bon: è un marchio registrato di cioccolatino argentino di forma rotonda, ricoperto di cioccolato e ripieno con una pasta di arachidi, in spagnolo argentino maní, pasta che ricorda l'originale della Mantecol o della concorrente Nucrem. Il bon o bon viene prodotto per il consumo interno e internazionale dalla Provincia di Córdoba, che, anche se è dotata di un clima temperato, è una delle principali zone argentine di produzione delle arachidi.[214]
- Sono molto consumati in Argentina due dessert tipici locali:
- Il fresco e batata, realizzato con una grossa fetta di queso fresco (formaggio fresco), o con una grossa fetta di queso di Mar del Plata (formaggio del Mar del Plata), e una bella fetta del "dolce di batata"[215][216]
- Il postre vigilante (dessert del vigilante), chiamato, nel Nord Ovest del Paese del camionero (del camionista), mentre in Uruguay, viene chiamato, postre Martín Fierro; sono dessert molto simili, quello che li distingue è l'uso della cotognata.
- Facturas. Gli infusi in Argentina sono frequentemente accompagnati da pasticceria di origine tedesca, chiamate in spagnolo argentino facturas, come il croissant, una specie di brioche inventata, secondo tradizione, a Vienna, chiamata in Argentina medialunas (cornetti). In Argentina vi sono diversi tipi di croissant o cornetti o medialunas: di grasso, di burro, di pasta sfoglia, ricoperto di miele, esiste anche un grosso cornetto, chiamato sacramento. Tra le varietà di cornetti vi sono due tipi principali di medialunas o mezzaluna: quelli dolci e quelli salati.[217][218][219][220] Il vigilante, las bolas de fraile (le palle di frate), i suspiro de monja (sospiro di monaca) o berlinesas[221] e palmeritas
- . Tali facturas (fatture), sono quasi sempre ripiene dell'argentino dolce di latte e parzialmente ricoperte dell'argentina crema pasticcera (crema pastelera). Fin dal 1887, quando il sindacato dei fornai dell'Argentina era diretto da Errico Malatesta, le facturas ricevono nomi chuscos, ossia buffi, ironici, burloni. Tra le facturas molto frequenti in Argentina ci sono le vainillas (vaniglie), nome argentino dato ai biscotti savoiardi, occasionalmente ricoperti con una cappa di cioccolato fuso o con glassa o fondant, molte volte i vanillas sono imbevuti con vino moscato.[222][223]
- Postra, o dessert, varianti al cioccolato: in Argentina la pianta del cioccolato non è prodotta naturalmente, ma nei paesi equatoriali, ciononostante, forti di una tradizione antica di sessant'anni, sono molto apprezzate le preparazioni di cioccolato, nelle città come Mar del Plata e San Carlos de Bariloche nella forma di cioccolatini, dessert come il tiramisù.

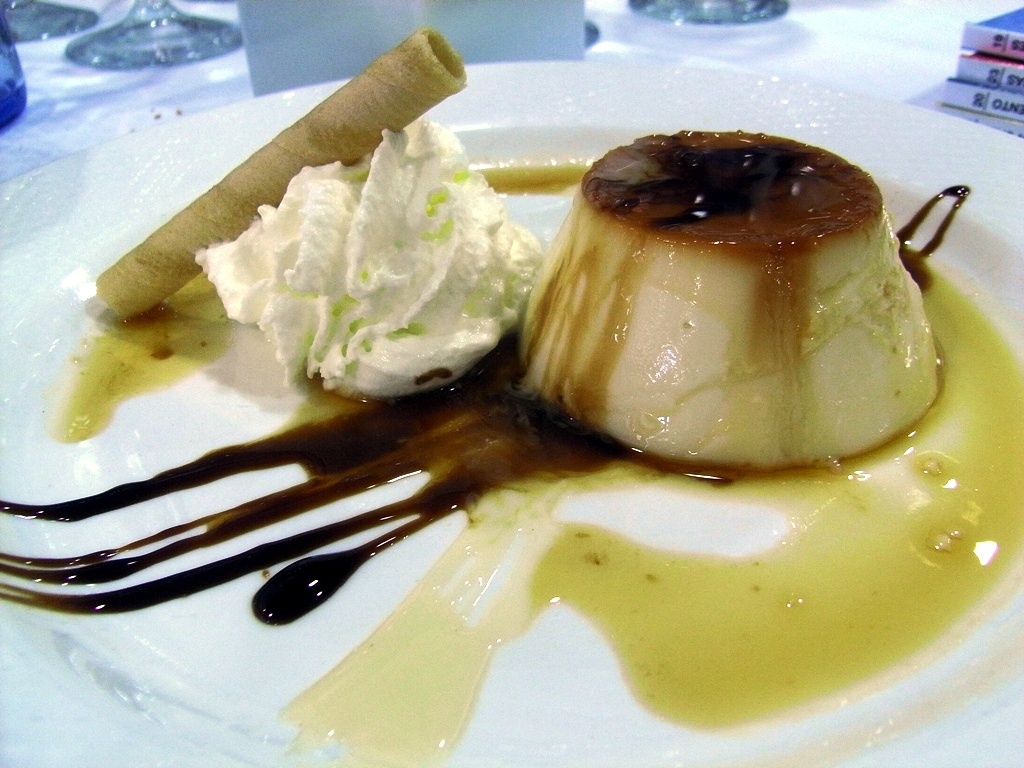
Un flan con crema e dolce di latte, accompagnati da un cubanito

- Flan, tipo di budino di origine spagnola, molto apprezzato in Argentina. Viene preparato con uova sbattute, latte ed essenza di vaniglia. Il flan viene poi bollito a fuoco lento e, una volta cotto, lo si fa raffreddare, condensandolo in stampi a forma di cono mozzo. Normalmente è "all'uso nostro", poiché, oltre al caramello fuso, normalmente vengono aggiunti crema e dulce de leche.[224]
- Praliné, caramella composta tradizionalmente da un miscuglio di mandorle, nocciole, noci e arachidi e condita con zucchero caramellato.
- Garrapiñada (caramellata): l'origine di questo dolce è incerto. Secondo lEncyclopedia of American Food and Drink, gli antichi egiziani conservavano già le noci e la frutta con il miele. La garrapiñada è molto simile ad alcuni tipi di noci con miele, come il croquant provenzale, fatto con zucchero, miele e mandorle o il croccante italiano con zucchero, burro e mandorle.
- Cremona, il "pane di cremona" argentino è preparato con pane, burro e a volte uova. Le cremone dolci in Argentina di solito sono ripiene con crema pasticcera (crema pastelera), quelle salate con chorizos (salsicce) e prosciutto.[225][226]

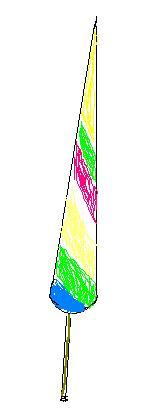
Disegno di un tipico pirulín argentino

- Nugatón/Nugaton: simile a un grosso cioccolatino preparato con cacao grattato, avena in polvere, latte, zucchero e biscotti salati.[227]
- Cubanito: sono principalmente delle cialde o dei cartocci cilindrici raggomitolati delle dimensioni simili a quelle di una sigaretta avana, di lì il nome cubanitos. Tali cialde o cartocci sono ripieni con dulce de leche. I cubanitos, sebbene si possano trovare dappertutto in Argentina, si vendono principalmente nei centri turistici di stabilimenti balneari. Una varietà di cubanito viene ricoperto con cioccolato fuso.
- Ensalada de frutas (insalata di frutta) o macedonia è un dolce estivo, dalle chiari origini europee, benché nel Paese possa contenere molti ingredienti americani o non europei. Si prepara generalmente con spicchi e piccoli pezzi di mela, pesca, banana, ananas, kiwi, fragola, visciolo o guinda, 3 prugne, 1 limone, 1/2 succo di arancia, 2 pere e maracuyá, diluiti con dello sciroppo e aromatizzata con liquore.
- Bizcochos Canale (biscotti Canale), sono biscotti di forma vagamente quadrata, tipo tostadas (toast), asciutti e gialli, moderatamente dolci, ideali per la colazione o la merenda, possiedono un sapore dolce e, pur essendo croccanti, hanno una consistenza spugnosa. Si presentano in fette di un centimetro di spessore.[228]
- Pirulín, grossa caramella dura e colorata, lunga da 10 a 15 cm, di forma conica o piramidale con punta molto acuta, con un bastoncino di plastica inserito alla base e avvolto in una carta di plastica trasparente, simile al cellophane. Viene soprattutto consumata durante le vacanze sulle spiagge argentine.
- Torta Richmond, inventata nella pasticceria/confetteria tradizionale Richmond situata a Buenos Aires. È preparata con pan di Spagna, mousse di cioccolato, ripieno di fragole e copertura di crema chantilly.
- Torta de manzana (torta di mele). In questa piatta torta risaltano le rondelle di mela sistemate nella cappa superiore al di sotto di un dolce caramellato.[229]

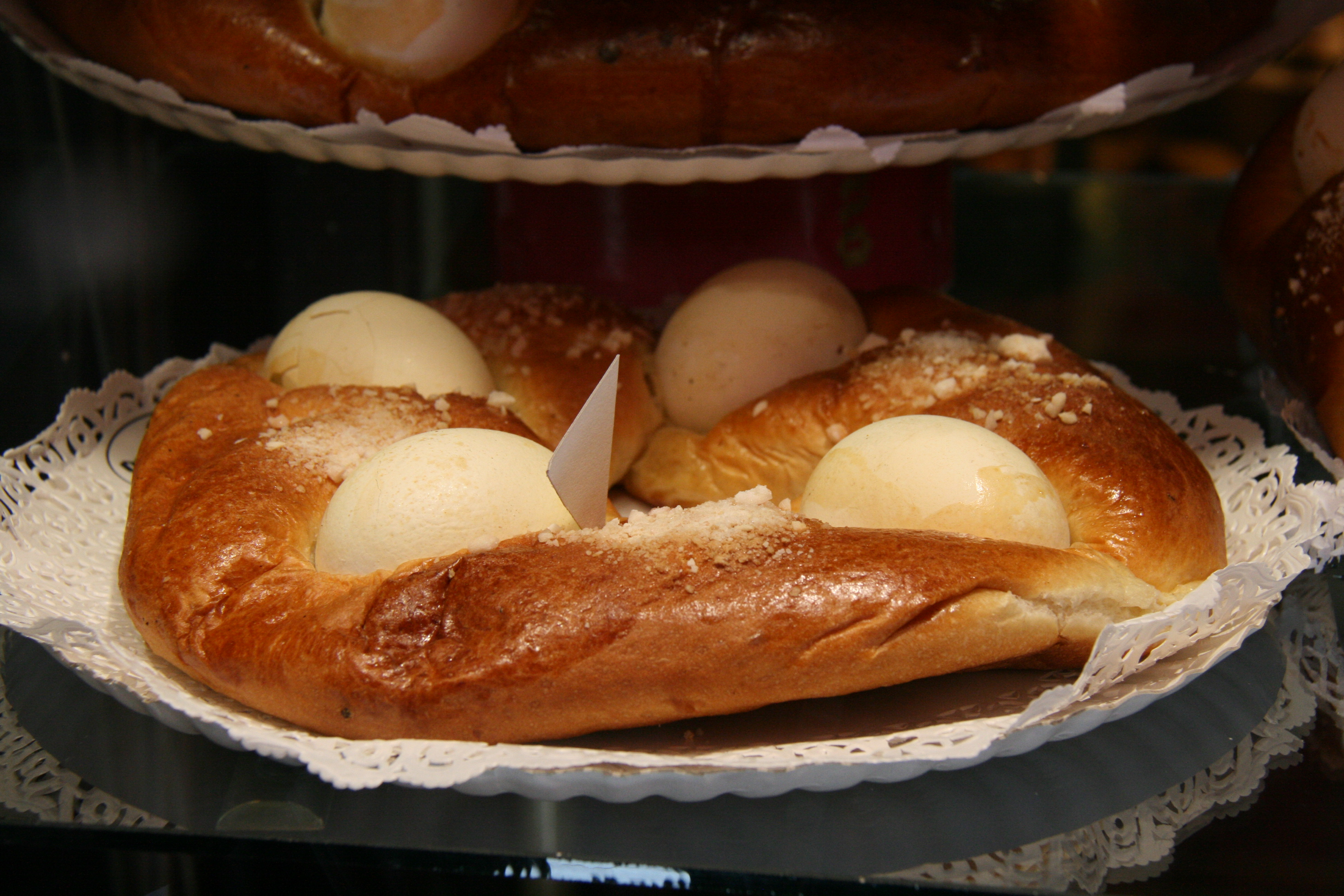
Rosca (bagel) di Pasqua tradizionale argentina.

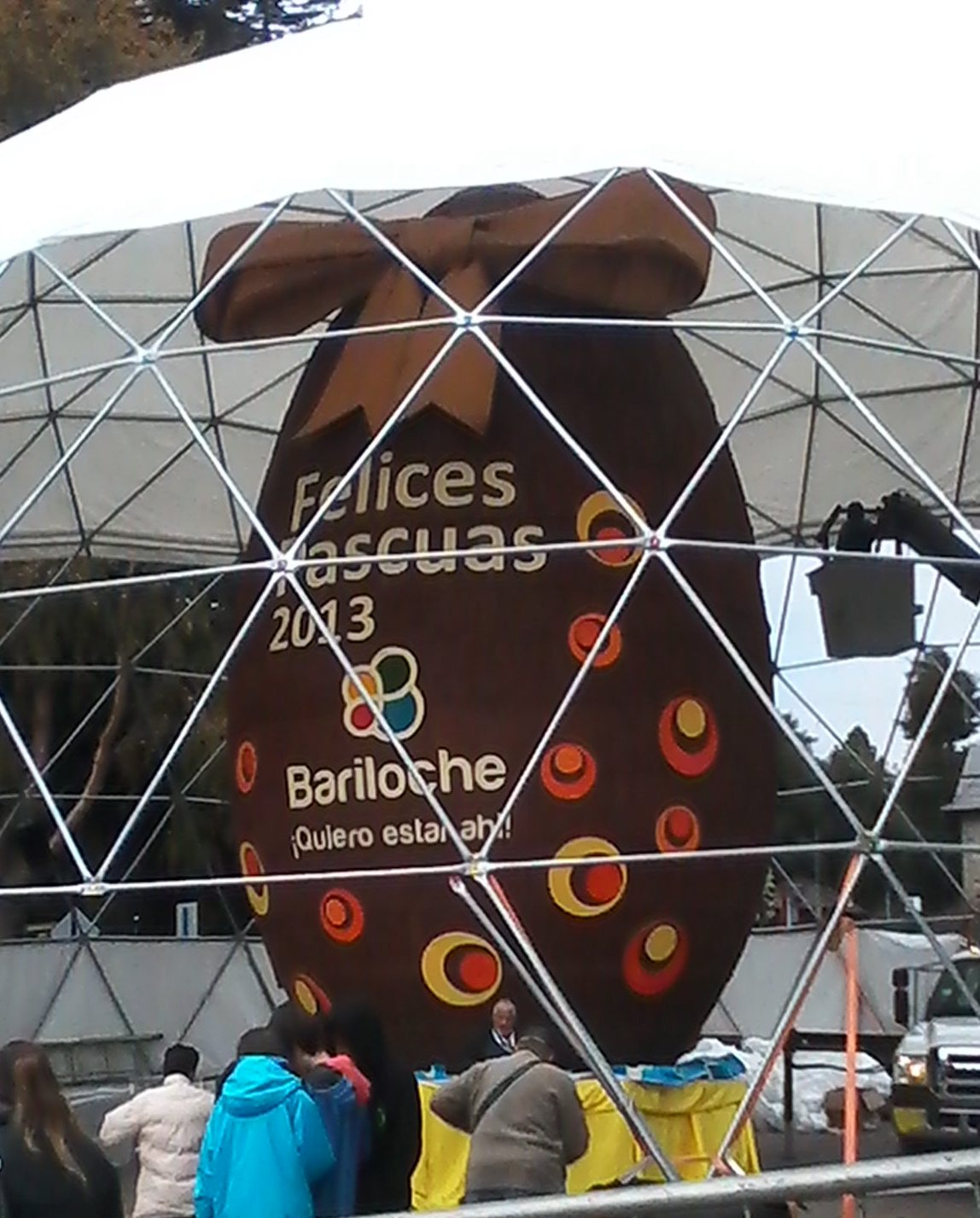
L'uovo di Pasqua di cioccolato più grande del mondo realizzato con 8,5 m di altezza, in San Carlos di Bariloche (Argentina)

- Chipacitos, brioche rotonde preparate con fecola di manioca o tapioca, uova di gallina, latte di mucca o di capra, sale, pepe, tre formaggi: fontina, formaggio del Mar della Plata, gruyerito e 200 di burro. Si setaccia la fecola, la si impasta, la si mette in forno per circa 15-30 minuti, a seconda della temperatura e il colore e l'odore che emana.
- Criollitos o criollitos cordobeses o libritos (libriccini). Sono piccole brioche di pane cucinate con l'aggiunta di grasso, di forma quadrata e con ciglia, sono preferiti per accompagnare al mate.[231][232]
- Torta milhojas (Torta mille foglie): torta circolare fatta con strati alternati di pasta sfoglia e dolce di latte.[233]
- Torta rogel: Simile in apparenza alla torta millefoglie, tuttavia differisce molto da lei perché ha invece di pasta sfoglia come componente delle sue cappe, una massa[234], assomiglia più a un "biscotto" che alla pasta sfoglia. Anche ripiena di dolce di latte e meringa italiana.[235]
- Postre tarantella: Specie di budino tipico argentino inventato a fini del XIX secolo per immigranti italiani provenienti dal Mezzogiorno. Si caratterizza per essere realizzato con uova, zucchero, crema di latte, pane lactal o lattale, burro, mele verdi o rosse.[236][237]
- Postre volcán: è una variazione argentina del coulant nella quale abbonda il cioccolato.[238]
- Tarteleta: Sembra che la sua origine sia il dàntǎ o il dan tat cinese importato in America dagli spagnoli e persino dagli italiani. Questo dolce consiste in una corteccia circolare in forma di fondina di pasticceria esterna che ha i più diversi ripieni derivati dell'Italia e la Spagna in Argentina. Si cucina in forno.[239]
- Huevos quimbos (uova chimbos): si tratta di un miscuglio battuto di tuorlo d'uovo con sciroppo che finisce per essere una salsa fine cremosa. È frequente che si aromatizzi con acqua di fiori (acqua di zagara per esempio), cannella macinata, cognac, rum o liquore. Queste uova mischiate normalmente si cuociono leggermente. Si elaborano a partire da tuorli di uovo sbattuti e dopo infornati. A volte è aggiunto gofio o chuño per dar loro più spessore.[240]
- Chuño (Ciugno): In Argentina si chiama chuño anche l'amido che si ottiene tritando le patate e in seguito alla decantazione di granuli di amido che galleggiano nel succo di patata prodotto. In Argentina con tale amido si preparano occasionalmente dolci simili ai flan.
- Añapa (Agnapa): preparazione dolce a base di carruba (Prosopis alba o Prosopis nigra) macinata e latte che viene consumata come dessert.

### Cucina argentina di Pasqua
Il pranzo pasquale si inizia a preparare attorno al 21 marzo. La stragrande maggioranza della popolazione argentina è di fede cattolica, ma la maggioranza di loro, pur non praticando, s'incontra per consumare piatti speciali durante la festa di Pasqua: uova di Pasqua, quasi sempre di cioccolato, torta pasqualina, e, fatto salvo i giorni di astinenza della settimana santa, si consuma carne, pesce, molluschi, oltre alle empanadas o ai panzerotti di veglia, speciali e ripieni di tonno. In questa giornata particolare si consuma anche lo stoccafisso o cazón reidratato, la torta pasqualina o la sua simile esternamente, una torta salata chiamata gallega o empanada gallega (torta galiziana), ripiena con calamari e pesci. È anche frequente il consumo del rosca de pascua (bagel di Pasqua derivato dalla mona de pascua spagnola).

### Cucina argentina di Natale
Tra dicembre e gennaio, quando si festeggiano il natale e l'anno nuovo, mentre nell'Emisfero settentrionale è pieno inverno, nell'Emisfero meridionale è piena estate; nonostante questo aspetto climatico in Argentina la maggior parte della popolazione consuma i tradizionali alimenti e dolcetti europei invernali del Natale: panettone, il pionono, le macedonias o ensaladas de frutas (macedonie o insalate di frutta), i torroni come il Nucrem, il melone con fette di prosciutto e le garrapiñadas caramellate, la lengua a la vinagreta (lingua di vacca alla vinaigrette) o al pinzimonio e insalata russa; come dolce, oltre al panettone, si consumano gelati. Tra gli alimenti preferiti per questo periodo natalizio vi sono il lattonzolo, chiamato in spagnolo lechón, o il tacchino, entrambi cucinati al forno per poi essere serviti come centrotavola, adornati con maionese, olive e rondelle di limone. Fra i piatti principali di queste feste, c'è il vitel tonnè o vitel tonné (vitello tonnato), considerato uno dei piatti principali di queste feste, normalmente celebrate in famiglia, sebbene attualmente siano sempre più forti le tendenze vegetariane.
Nel giorno della festa cristiana dei re Magi (reyes Magos), cioè al 6 di gennaio, normalmente si degusta in famiglia la Roscón de Reyes (Vite dei Re), molto simile a alla rosca de pascua, anche se priva della decorazione di uova.

### Merendine e caramelle molto consumate fino a circa il 1960
- Chuenga: specie di caramella soffice gommosa che normalmente si consumava negli stadi o nelle canchas (palestre di calcio).[245]
- Gofio: caramella realizzata con farina grossa di mais, grano od orzo e zucchero. Vi sono diverse varietà, choco (cioco) e ñaco (gnaco), reperibili sia nella regione del Cuyo sia nella regione patagonica argentina. Anche nella provincia di San Juan queste caramelle vengono definite choco, mentre nella provincia di Mendoza sono chiamate, ñaco o gnaco (Il gofio gnaco è fatto nella Patagonia con farina di noci di Araucaria araucana).
- Liquirizia (pasta de orosús), caramella molto comune fino al 1960, che diede nome al personaggio di fumetto creato da Dante Quinterno nel 1928, ancora celebre, chiamato Patoruzú.[246]

### Derivati della "cucina globale" oggi molto comuni in Argentina
Dagli anni 1960 in poi, si sono diffusi in Argentina "piatti globali" di origine tedesca passati per un'interfase statunitense.
Si tratta di:
- Hot dog, derivato dei Würstchen tedeschi. In Argentina sono cibo da strada di solito chiamati panchos.[247] Il callejero è il classico pancho, hot-dog ambulante o stradale, viene preparato facendo bollire i wurstel in acqua condita con alloro, con alcune cucchiaiate di senape, paprica dolce, ketchup e un cubetto di dado da cucina.[248] Si ingeriscono quasi sempre accompagnati con salse spesse basate nella senape o la maionese o il ketchup.
- Burger, in Argentina chiamato hamburguesa, patti o pati . A partire dal presente secolo si stanno diffondendo hamburger vegetariani come quelli preparati con lenticchie, soia, e sesamo.[249]. Lo chef argentino Mauro Colagreco risalta per i suoi burguers come il vegano di funghi portobelli (hamburguesa vegetariana de portobello).

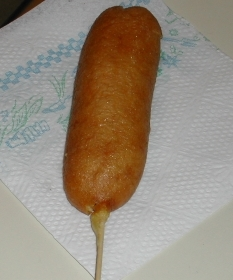
Un pachunque

- Pachunque o panchuker, anche chiamato pancho eléctrico (pancio elettrico), in quanto non doveva mancare una variante argentina che riunisse le caratteristiche del panino e del calzone.

Dall'inizio degli anni '90 del XX secolo, si è diffuso anche il sushi di origine nipponica passato anch'esso per l'interfase gastronomica statunitense-californiana.
Questo tipo di cibo fast food e chatarra (spazzatura), ricopre un'importante quota di consumo nelle principali città in quanto, nonostante sia quasi sempre industriale precotto, è facile da consumare.
Sono lontani dall'essere considerati alla stregua di comida chatarra (cibo spazzatura), se sono privi di additivi artificiali, includendo tra questi allo zucchero raffinato:
- Yogurt o yogur, piuttosto apprezzato fin dal 1920; l'azienda, oggi estinta, che lo ha creato era La Martona[251], mentre i primi a diffonderlo furono nientemeno che i famosi scrittori Jorge Luis Borges e Adolfo Bioy Casares. La forma comune più salutare di yogurt in Argentina è quello alla quale si aggiunge frutta fresca, come pezzi di fragola, pesca, ananas e altri frutti o pizzichi di spezie, come lo zènzero grattugiato.

### Cibi precolombiani

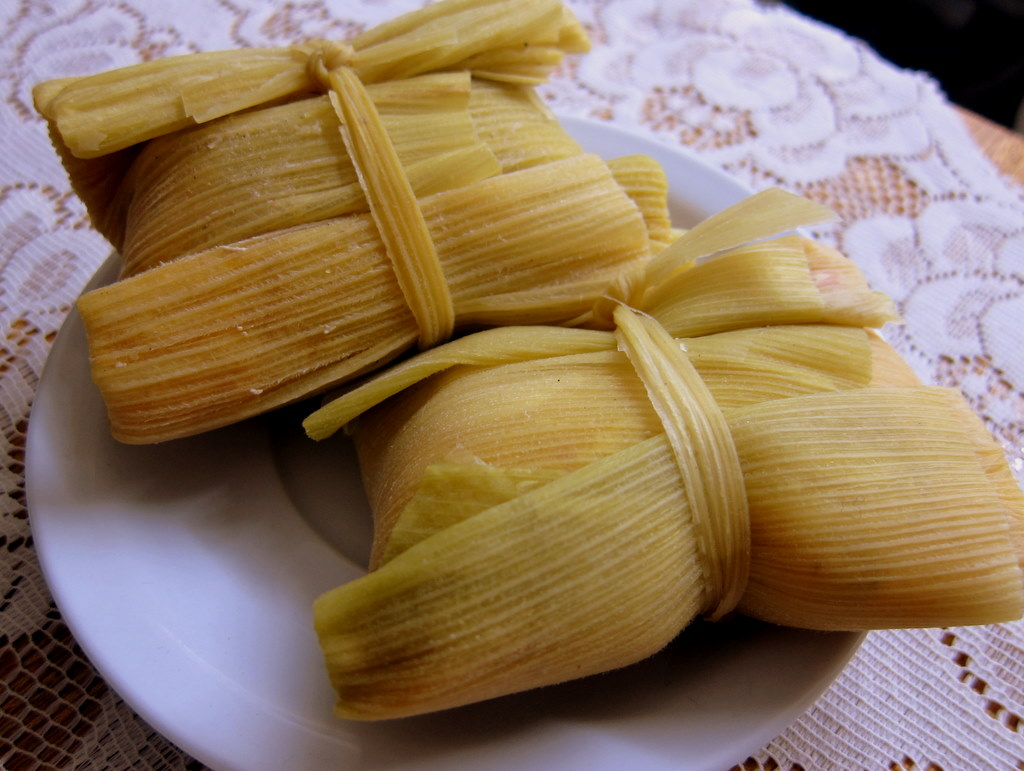
Tamales (humitas) argentine. Sono tipici delle province di Jujuy, Salta, Catamarca e Tucumán.

Eccetto i già citati locro e curanto, dobbiamo aggiungere ai cibi precolombiani i tamales o humitas e la pancutra. Tutti questi alimenti hanno influito sulla preparazione delle ricette provenienti dall'immigrazione spagnola e italiana. Attualmente quasi tutti questi alimenti sono rari e poco consumati, rimanendo vivi soprattutto per i turisti o cucinati in alcuni territori periferici. La maggioranza di queste ricette è da ricondursi a una dieta antichissima, risalente al Paleolitico:
- Charqui o charque: si tratta di carne in fette disidratata ottenuta ricoprendola di sale ed esponendola al sole. Si usa nei territori del Nordovest, spesso per cucinare una specie di stufato di origini spagnole conosciuto in Argentina con il nome di chatasca.[252]
- Pacù a la parrilla (pacù alla griglia): questo squisito pesce fluviale si cucina in diversi modi, anche se la ricetta più apprezzata è l'arrosto alla brace, molte volte condito con olio di oliva, aceto e spezie come il peperone e servito in un modo chiamato carancheado.[253][254][255].
- Capibara, eviscerato e cucinato dal suo interno con pietre riscaldate al rosso vivo.
- Nandù: ali e petti fritti o infornati; frittata di uova
- Coda di yacare
- Arrosto di armadillo specialmente di mulita o di peludo
- Arrosto di curiyù
- Stufato di vizcacha
- Arrosto di lama

Fino al 1920, nel corso delle esplorazioni argentine dirette da José Manuel Moneta nell'Antartide Argentina i pionieri furono costretti a cibarsi di ali di pinguino imperatore.

## Confiterías / Confetterie
La confitería, parola derivante dallo spagnolo argentino, si traduce esattamente con la parola l'italiana confetti o confetteria, molte volte accompagnati da un copetín (aperitivo),parola derivante dal ligure cupettin. In Argentina era d'uso, fino agli anni '80, frequentare da parte di persone di ceto medio e medio-alto, locali simili a bar, nei quali, seduti intorno ai tavoli, si consumavano delicatessen. A Buenos Aires, erano presenti fino agli anni ottanta lussuose confiterías, tra le quali si possono annoverare, la El Molino, fondata nel 1850 da Costantino Rossi e Cayetano Brenna (chiusa nel 1997 e riaperta dopo 20 anni di chiusura all'inizio del 2017), La Richmond, e ancora: Las Violetas (Le Violette) e La Biela (La Biella), mentre a Cordoba si trova la confitería, La Oriental, quest'ultima creata e fondata dall'oriundo suizo Eduardo Poretti. Qui, si sono inventati dolci, dessert e dolciumi, che da allora sono diventati tipici in tutta l'Argentina.

## Bevande tipiche

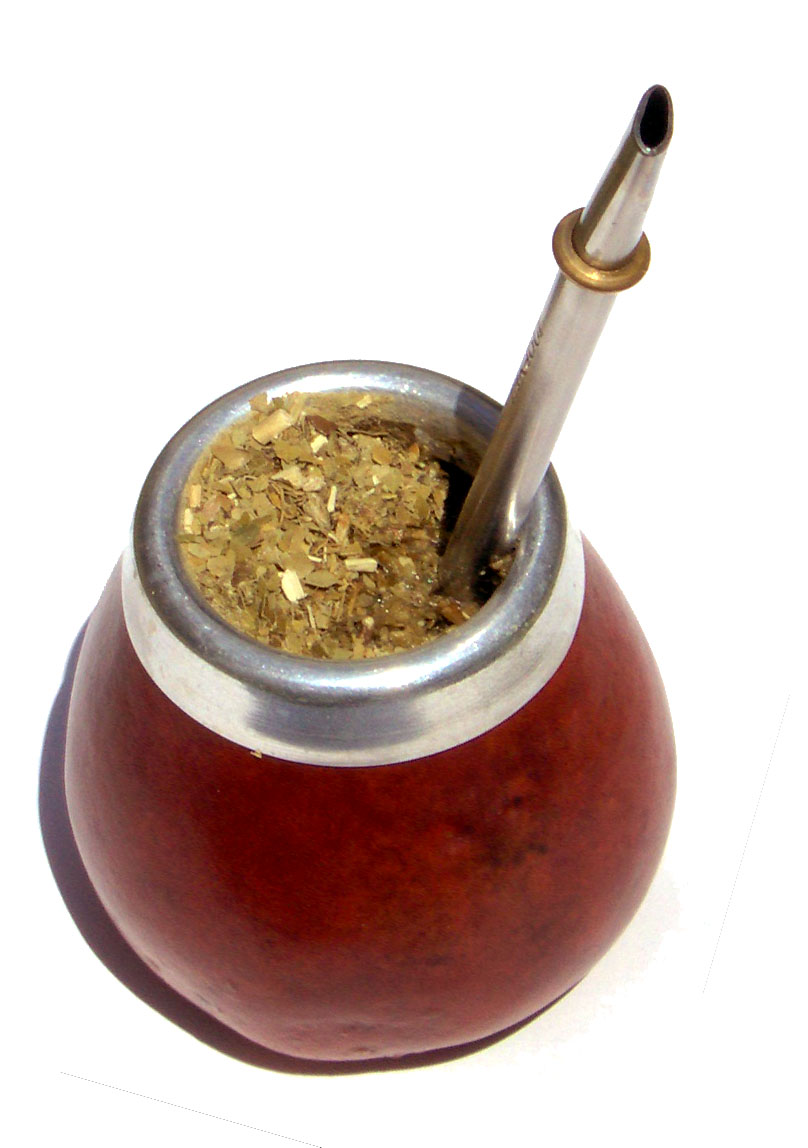
Mate in una tradizionale zucca (mate o porongo) a fiasco con bombilla.

È molto comune tomar ("prendere" o "bere") il mate amaro, cioè senza zucchero, benché molte volte sia addolcito, e l'edulcorante più sano risulta essere la Stevia rebaudiana.

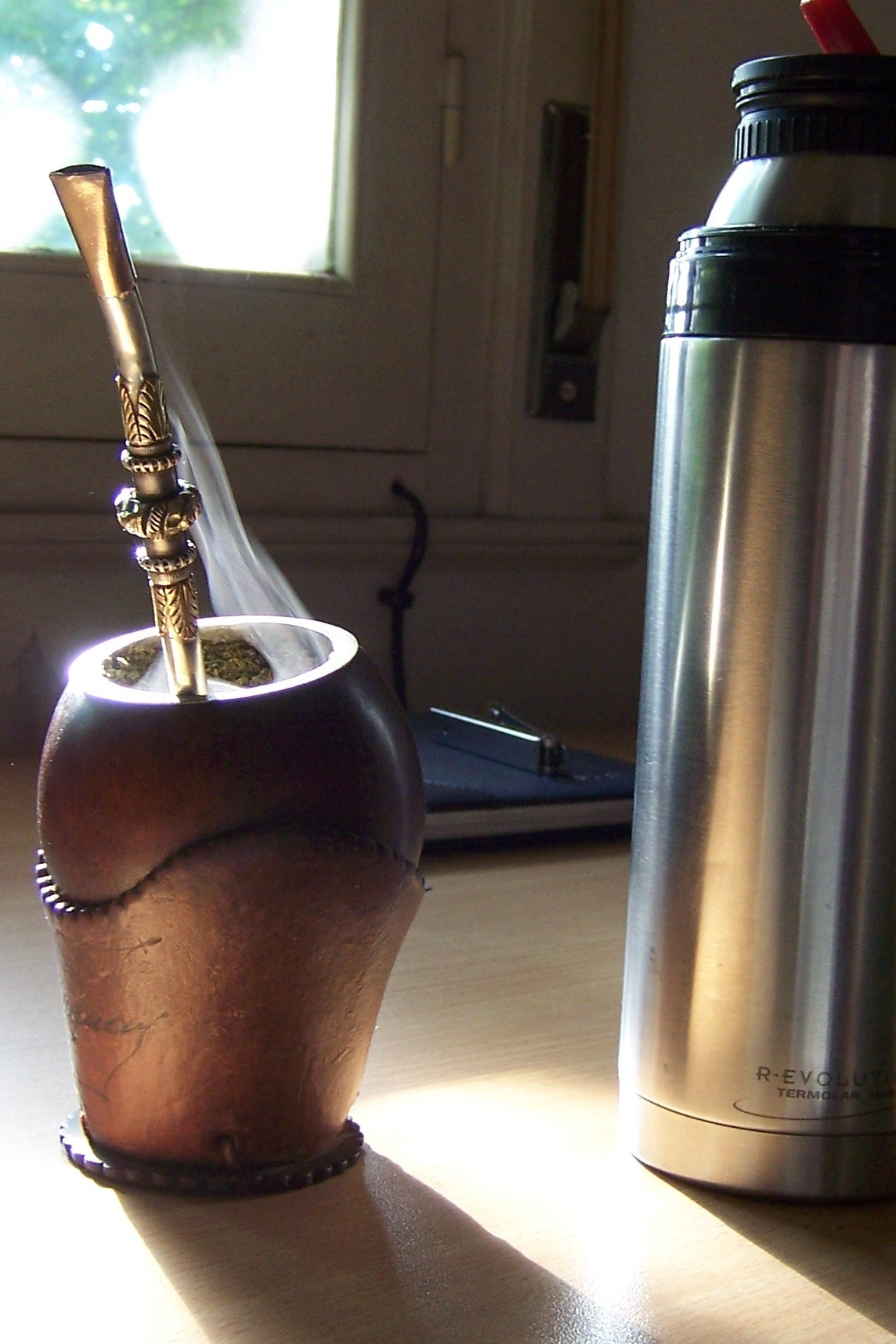
Il mate con la sua bombilla e un moderno termo o thermos che mantiene l'acqua calda ad approssimativamente 80°C.

Yerba mate: sebbene in Argentina sia molto diffuso il consumo di caffè, il mate è un infuso estremamente comune, per questo riconosciuto come bevanda nazionale. Per abbassarne l'acidità viene normalmente mescolato con altre erbe, come la peperina, la congorosa o l'ansiolitico burrito, la yerba carnicera e talvolta condito con un pezzo di buccia d'arancia o limone. Il mate, benché contenga un alcaloide simile alla caffeina chiamato mateina, a differenza del caffè è un ansiolitico naturale e salutare, e ricco di buoni nutrienti.

### Caffè

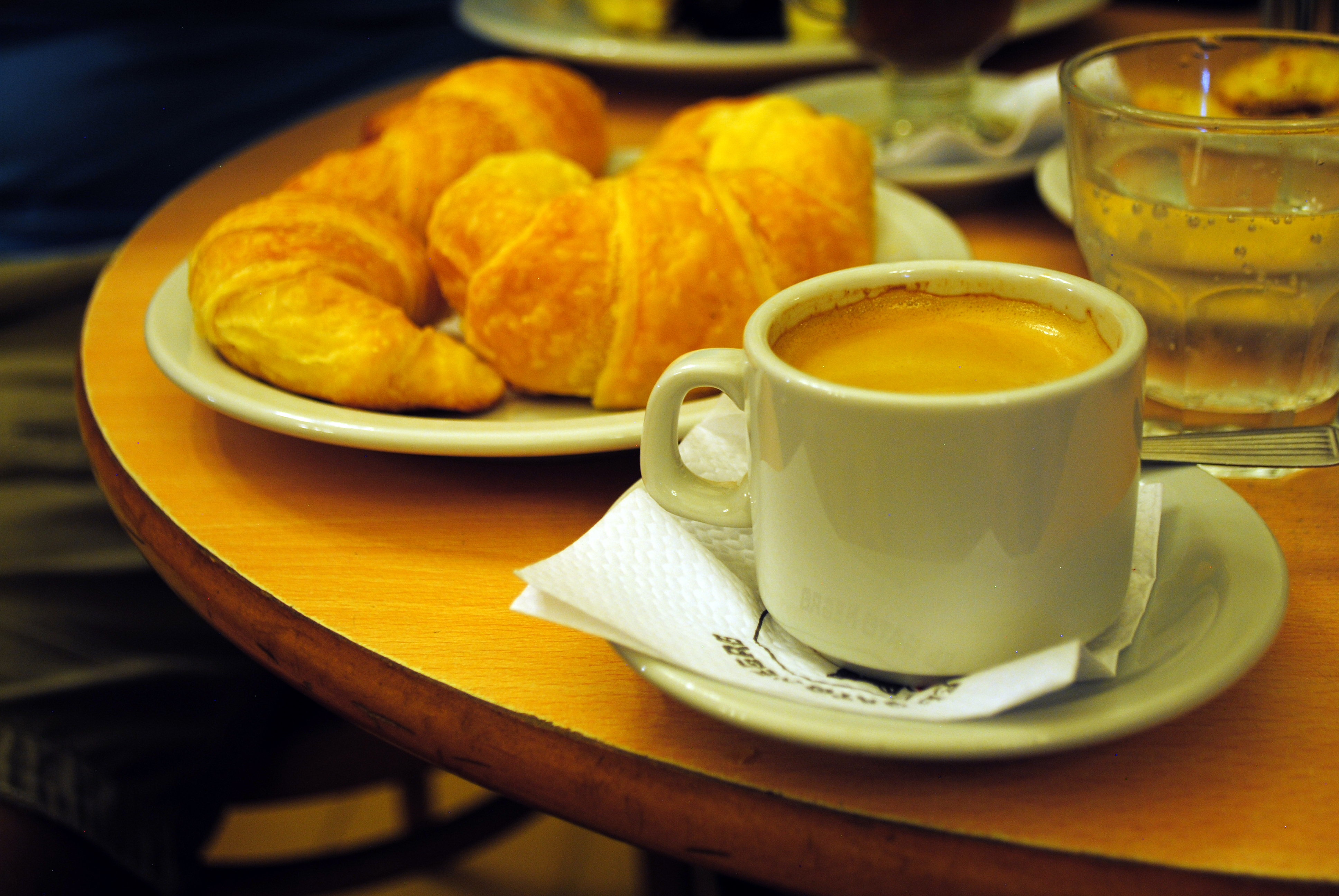
Merenda tradizionale argentina: medialunas (croissant) con il "caffè in tazzina" (café en tacita = un doppio caffè espresso) e un bicchiere con un po' di acqua minerale.

In Argentina il caffè e le sue varianti si bevono quasi sempre come in Italia o in Spagna: caffè latte, caffè en pocillo (caffè in tazzina), caffè espresso, cappuccino, il café cortado, Il caffè con crema, quasi sempre con crema di latte di mucca, e, nei giorni caldi viene servito il mazagrán (caffè freddo), un'infusione di caffè raffreddata, alla quale a volte si aggiunge del liquore. L'invenzione di questo caffè freddo è molto precedente all'invenzione del frappuccino globale che si è diffuso nelle principali città argentine a partire dal 1990, mentre il café restringido (caffè ristretto) è ancora poco apprezzato. In Argentina, a dispetto dell'enorme influsso dell'immigrazione italiana, è difficile trovare locali o bar dove si vendono amari; al loro posto, durante tutto il secolo XX erano molto frequentati i cosiddetti, cafetines, locali dove si vendono infusioni al caffè e, in minore misura, amari, chiamati anche aperitivos. Il primo caffè argentino venne aperto a Buenos Aires il 2 gennaio 1799 dall'oriundo ligure Michelle Delfino (Don Miguel Delfino), con il nome di Café de los Catalanes (Caffè dei Catalani).

### Thè
Thè (Tè): nell'ampio strato sociale del ceto medio argentino, e specialmente tra le donne, durante le riunioni pomeridiane, è frequente il consumo di thè, spesso con l'aggiunta di alcune gocce di limone.

### Chocolatada
Chocolatada (cioccolata fredda), normalmente, tra i ragazzi del ceto medio, nei giorni caldi, è frequente il consumo diluito con latte freddo di vacca della chocolatada o latte al cioccolato, invece, nei giorni freddi, è tradizionale il consumo di cioccolato con latte caldo accompagnato ai churros (frittelle). Soprattutto nelle confiterías (confetterie) e nei restós è frequente bere una cioccolata chiamata, submarino (sottomarino), una tavoletta di cioccolato nero diluita in un grande bicchiere colmo di latte quasi bollente. La diffusione di infusioni di cioccolato in Argentina è iniziata molto probabilmente nel 1799, durante la gestione del viceré spagnolo Gabriel de Avilés. Inoltre, la cioccolata calda con latte viene bevuta anche come una specie di bibita nel corso delle feste nazionali, nel corso delle due date dell'indipendenza argentina: il 25 maggio e il 9 luglio.

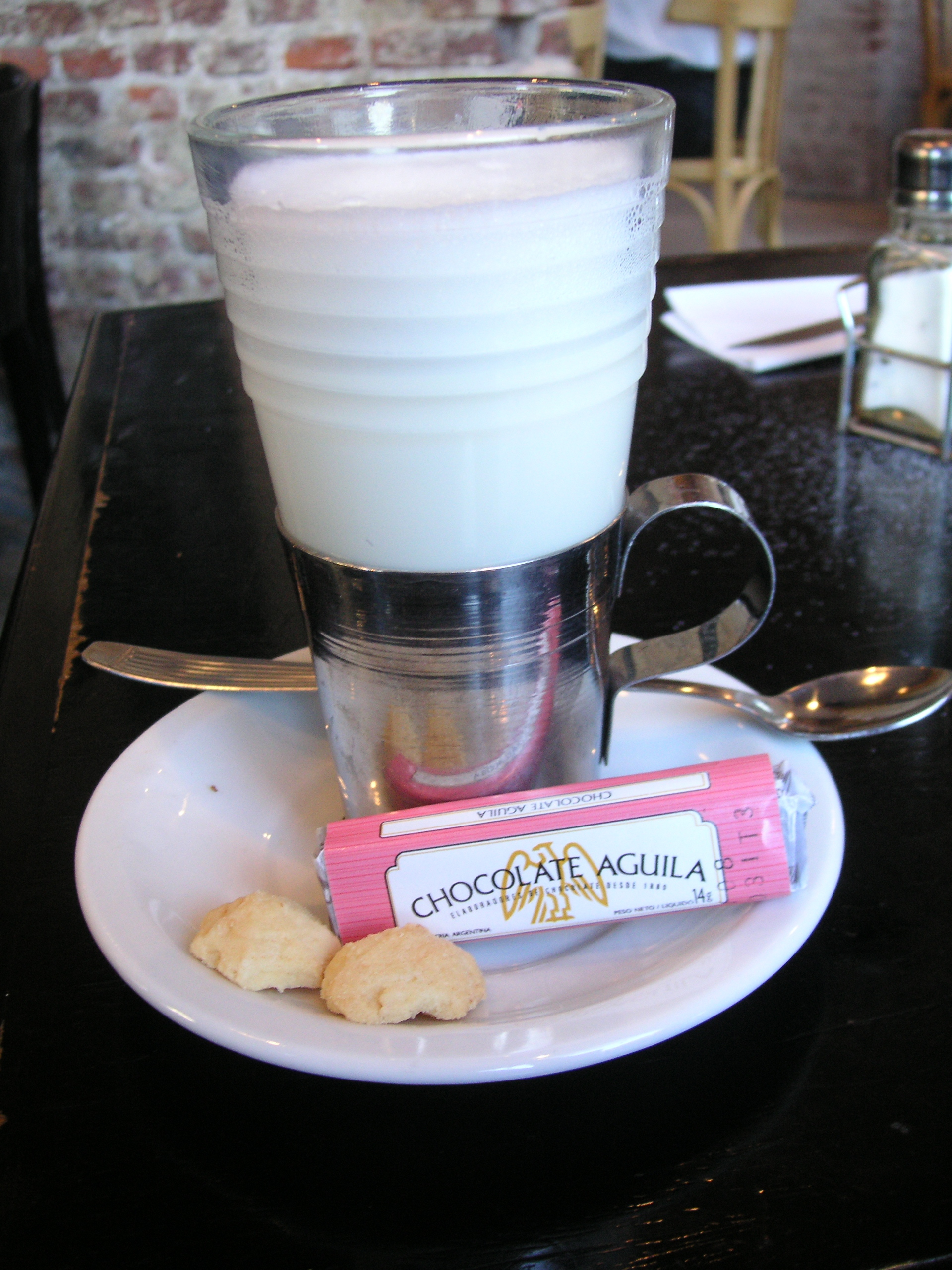
Submarino (bevanda): Passo 1: un bicchiere di vetro con supporto di metallo pieno fino ai tre quarti di latte caldo, approssimativamente a una temperatura di 80 °C, e una barretta di cioccolato nero amaro
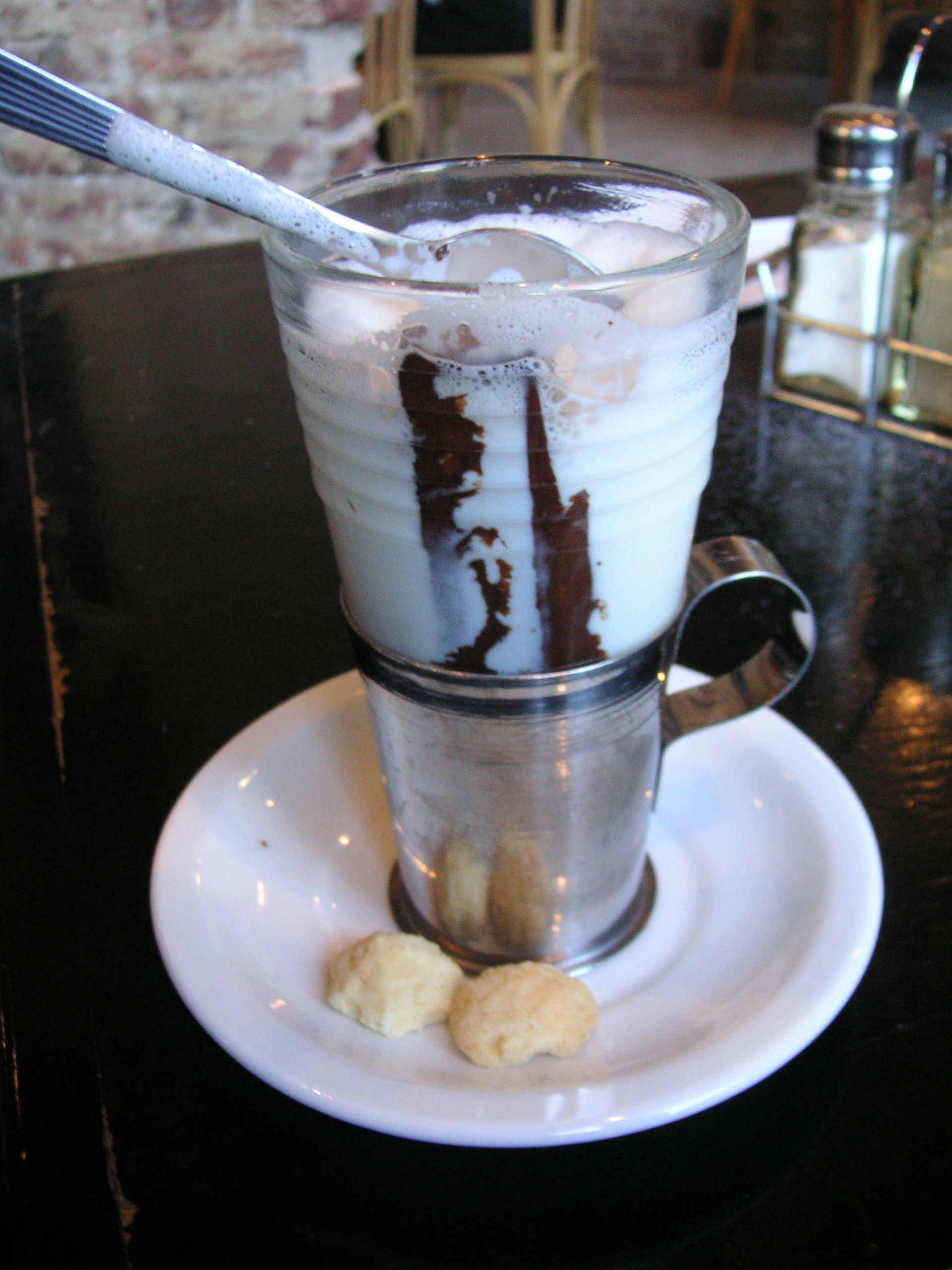
Passo 2: viene introdotta la barretta di cioccolato nel bicchiere di vetro con supporto di metallo
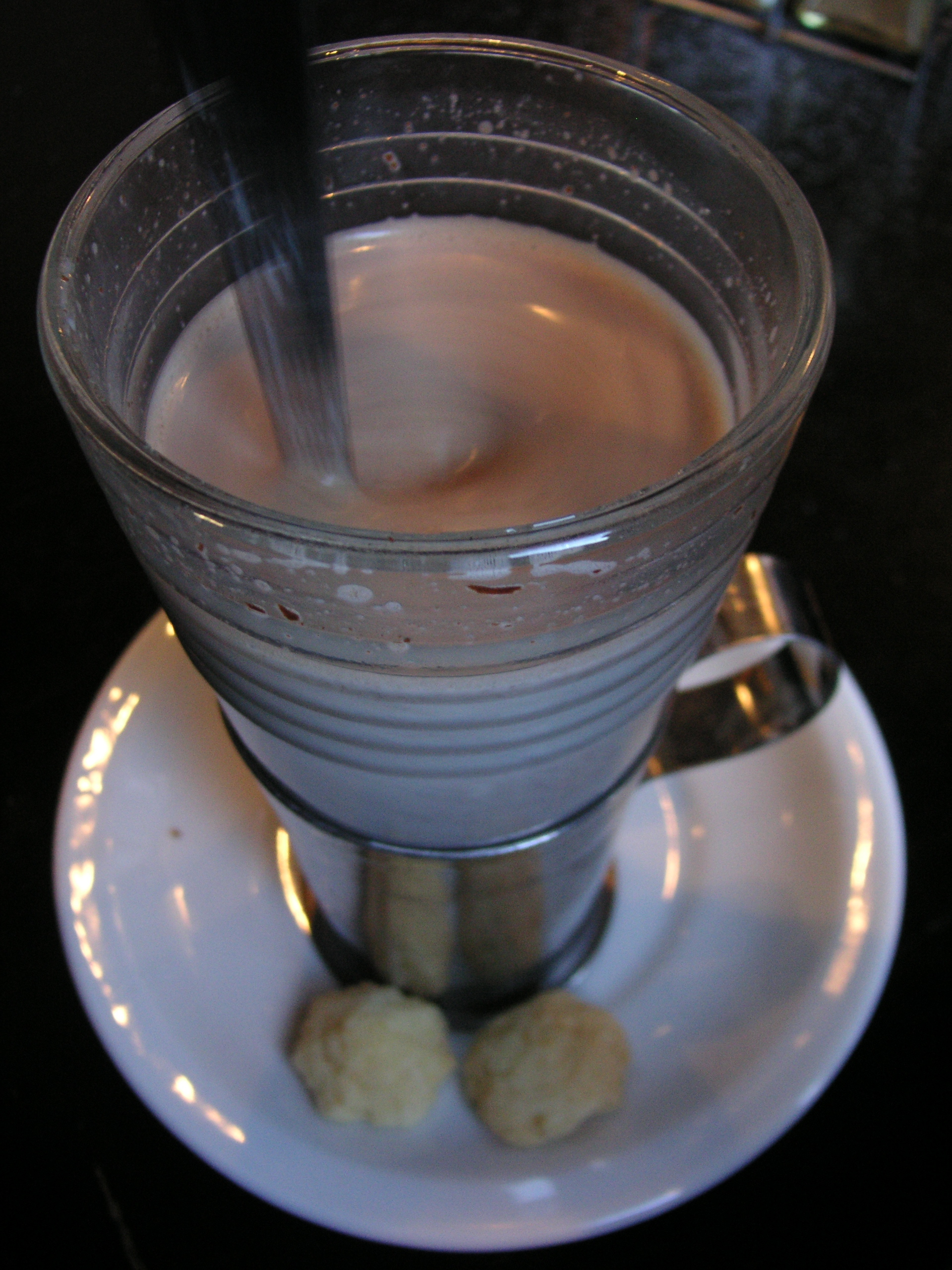
Passo 3: si rigira con un cucchiaio lungo fino a sciogliere completamente il cioccolato
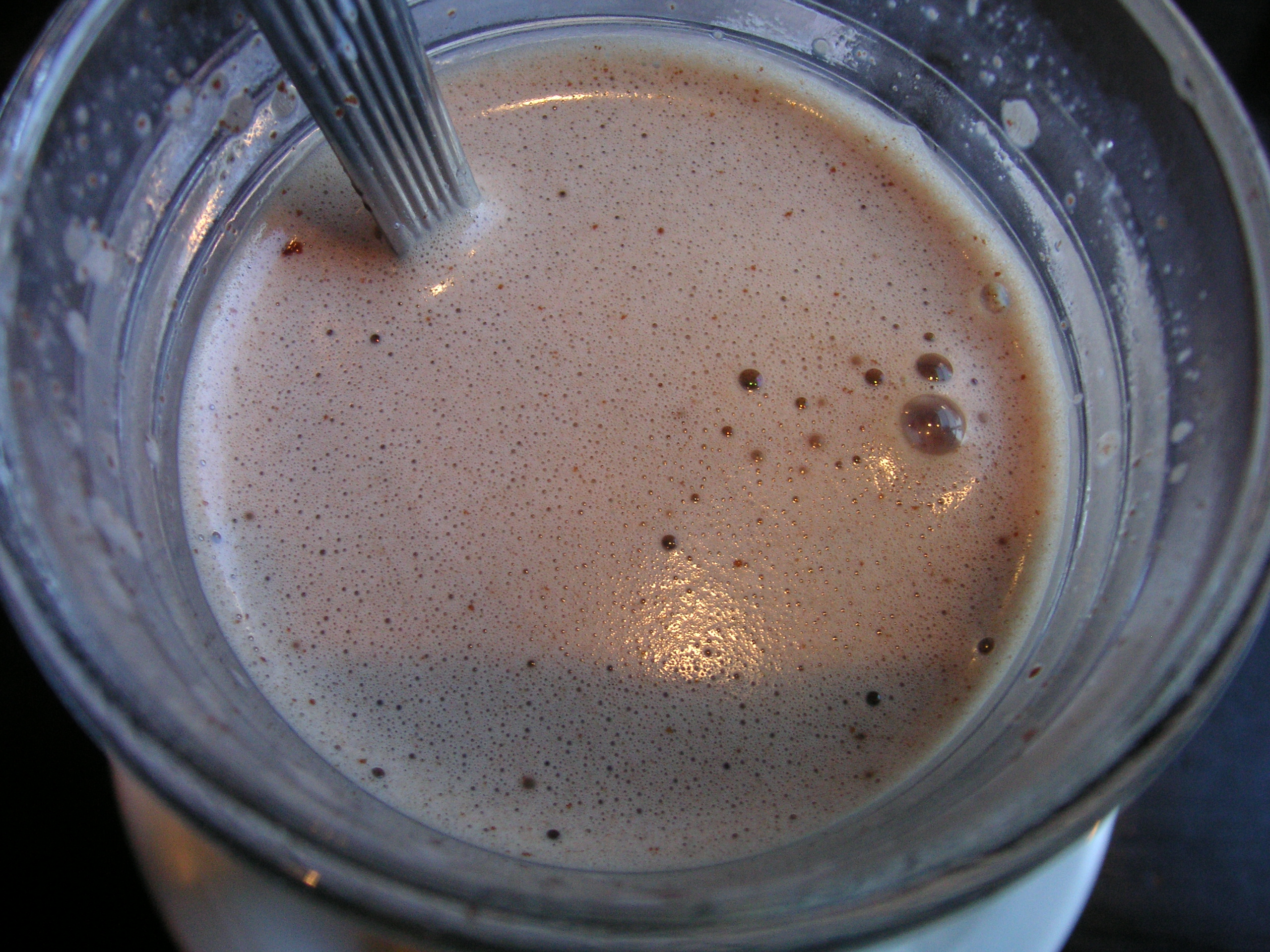
Passo 4: finalmente il cioccolato rimane sciolto nel latte formando bolle sulla superficie

### Aperitivos(Amari)
Aperitivos, gli amari non alcolici sono molto apprezzati e vengono di solito chiamati aperitivos (aperitivi). Uno dei primi è stato il Pineral, inventato nel 1864 da Hermenegildo Pini, un oriundo originario del paese lariano di Lierna. Si distinguono inoltre gli aperitivos o amari elaborati con le seguenti erbe: boldo, peperina, carciofo, carquejas, melisa / melissa o erba limona, botanicamente conosciute con le due varianti, Melittis melissophyllum e Melissa officinalis, marcela / Achyrocline satureioides, llanten / piantaggine barbattella o Plantago coronopus, poleo /Mentha pulegium, Mentha longifolia, Dysphania ambrosioides, cardo santo / Centaurea benedicta, coriandro / coriandolo o Coriandrum sativum, genziana o Gentiana lutea, e, per ultimo, il chinino della Ferrochina Bisleri. Tra gli amari (amargos) ricopre un ruolo importante l'Amargo Serrano, prodotto nella zona della città di San Rafael, inventato da Aldo Fertonani nel 1931, composto da 28 erbe medicinali, sia autoctone argentine sia dell'Europa mediterranea.

### Licuadosovvero frullati
I licuados si bevono specialmente nei giorni caldi o a colazione i licuados (letteralmente "liquefatti) ma traducibile con "frullati" che consistono in bibite cremose a base di latte vaccino e frutta, principalmente di banana o di pesca. Sono presente anche i licuados vegani.

### Bibite alcoliche per fermentazione
Vino, è considerato una bevanda nazionale Argentina. L'inizio della produzione vitivinicola risale al lontano 1536, quando il presbitero spagnolo Juan Cedrón, per poter celebrare la messa, piantò nella città di Santiago del Estero i primi ceppi di uve moscato e "uva paese", provenienti dalla Spagna. L'espansione della produzione argentina di vini parte nella seconda metà dal XIX secolo grazie a due fattori: un aumento della domanda interna e il grande afflusso migratorio di italiani, spagnoli e, perfino, francesi. L'immigrazione proveniente dalla Francia alimentò in particolare la città di San Rafael nella provincia di Mendoza. Per questo l'Argentina, nel 2017, risulta il quinto produttore mondiale di vini, preceduta solo da Francia, Italia, Spagna e Stati Uniti, soprattutto dalle province di Mendoza e di San Juan, sia per la quantità, sia per la qualità delle sue produzioni.

### Varietà di vini
I vini argentini sono varietà provenienti principalmente da vini francesi e il ceppo emblematico è il Malbec argentino, i vini di origine francese sono seguiti in egual misura da quelli di origine italiana (Bonarda) e da quelli di origine spagnola (Tempranillo e Carlón) prodotte seguendo modalità argentine con viti argentine.
Tre sono i vini completamente originati in Argentina: un vino bianco fruttato di colore simile al miele, di eccellente qualità, il Torrontés, prodotto originalmente nelle Valles Calchaquíes, in particolare nei pressi di Cafayate, sulla Strada del vino, una via turistico-tematica situata nella Provincia di Salta, nelle province di La Rioja e quella di San Juan, il vino rosso (tinto) Malbec, di eccellente qualità (in bouquet i malbec argentini tendono a essere fruttati, con tannini maturi e soavemente vellutati). D'altra parte: il vino rosso tinto, molto astringente, soprannominato "vino della Costa", prodotto nelle province di Santa Fe e Buenos Aires; non meno importante è il Vino de la Costa delle Quintas de Sarandí (Fattorie di Sarandí), così come il vino della città di Berisso, tutti aventi origine dalle produzioni di famiglie di immigrati italiani fin dal XIX secolo. Per questo, è di particolare interesse la città di Berisso, dove annualmente viene celebrata la Festa del vino della Costa. Per conferire ai vini argentini un añejamiento (invecchiamento) accelerato, vengono imbottigliati e sepolti, per almeno un mese, nei terreni di giardini o di orti. La produzione più meridionale del vino del pianeta si trova nei pressi della valle del fiume Rio Negro nella provincia omonima di Río Negro; eccellenti sono sia le varietà del bianco Riesling della Provincia di Neuquén sia, ancora più al sud, le varietà della zona di Telsen nella Provincia del Chubut. Meritano di essere citati i vini della città di Caroya, detti caroyensi, delle Provincie di Córdoba, della Concordia a est della Provincia dell'Entre Ríos, e i vini di Médanos all'estremo sud-ovest della provincia di Buenos Aires. Alcune delle varietà di uve native argentine sono oggi chiamate Criolla, varietà molto apprezzata a partire dalle produzioni di Sebastián Zuccardi per la particolare uva, detta chinche, molto astringente. Notevole qualità di produzione rivestono i recenti vini cabernet sauvignon e cabernet franc. Le produzioni di Malbec sono prodotte e innovate dagli argentini Marcelo Pelleriti, dalle famiglie Catena, Bianchi, Michel Torino, Rutini, e Luigi Bosca, tutte famiglie proprietarie di rinomate case vinicole o bodegas di vino.
- Vinos abocados sono vini ai quali, nonostante venga aggiunta una piccola quantità di zucchero, nella degustazione non risultano dolci al palato. Questa piccola quantità di zucchero ha lo scopo sia di ammorbidire molto l'acidità del vino, che dare quel senso astringenza rilevata sul palato nel momento della degustazione.
- Sangría, bevanda alcolica e dolce a base di vino rosso, spezie e frutta, originaria della Penisola iberica. È molto comune la sua preparazione e consumo nell'Argentina.
- Birra,[285][286] nel XVIII secolo le prime birrerie argentine erano di piccole dimensioni; solo alla fine del XIX secolo trovarono grande diffusione, inizialmente con le birre di origine alsaziana, in particolare con le Bieckert. Alla fine del XIX secolo era divenuta importante l'industria della birra situata nella Provincia di San Juan, una delle quali fu della famiglia della ticinesa Storni.[287] In seguito è seguita una forte influenza delle birre ceche, in particolare delle Pilzen. Attualmente le birre preferite e prodotte in Argentina sono di gran lunga le chiare tedesche, seguite con molto distacco dalle birre scure. Le birre di mestiere o artesanales sono attualmente prodotte con il 100% di lieviti argentini.[288] Le principali città produttrici della birra sono: Quilmes, nella Provincia di Buenos Aires, Río Segundo, nella Provincia di Córdoba, del Nord a San Miguel de Tucumán e Salta, le mendocine, vale a dire le birre della Provincia di Mendoza, a San Carlos Sud della Provincia di Santa Fe e quelle della chacre (fattoria) di Fernández Oro in Patagonia, nella Provincia del Río Negro. Alla fine del XIX secolo si sono diffuse birre artigianali prodotte principalmente nella valle Traslasierra, nei pressi di Villa General Belgrano, nella Provincia di Córdoba e nella fredda regione della Patagonia argentina, molte realizzate negli dintorni di piccole città alpine, come San Carlos de Bariloche, Villa La Angostura, El Calafate, El Bolsón, Esquel, Trevelin, San Martín de los Andes, Junín de los Andes .[289] Poiché in Argentina risiedono più di 2 milioni di argentini di origine irlandese, il 17 di marzo si celebra la Festa di San Patrizio, chiamata affettuosamente Festa di San Pato[290]. È una festa accompagnata da abbondanti libagioni di birra, principalmente nelle città di Buenos Aires, Mar del Plata, Santa Fe, San Antonio de Areco, San Andrés de Giles, Carmen de Areco.[291][292][293][294]
- Sidra (sidro): nelle feste di fine di anno in Argentina è molto comune il consumo di sidri dalle mele che hanno avuto origine dai sidri italiani della Campania e in quelli spagnoli delle Asturie. In Argentina, sia durante la notte di Natale sia nel passaggio fra il vecchio e il nuovo anno, in famiglia si beve sidro, insieme a spumanti come lo champagne,[295] il cava, di origine spagnola, e l'Asti spumante di origine italiana.

### Bibite alcoliche per distillazione

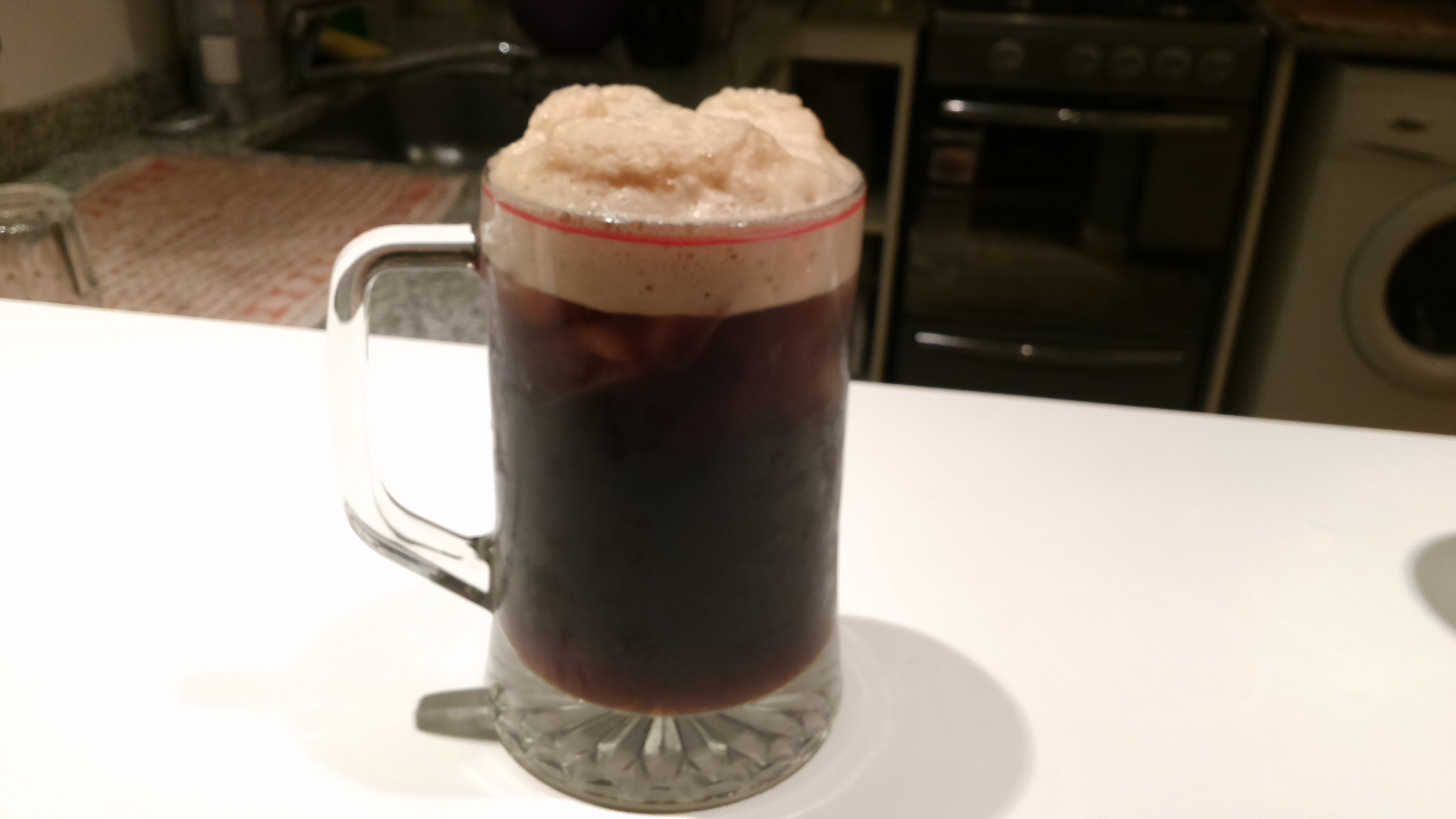
Boccale o chopp di Fernet

- Fernet con coca, long drink molto diffuso, in particolare nelle province interne, tra cui Córdoba, a base di Fernet, Cola e ghiaccio; anche nelle riunioni che precedono una festa notturna (dette previas o pre) i giovani sono soliti consumare fra l'altro un cocktail di Campari con succo di frutta.[296][297][298]
- Amargos (amari): gli amari in Argentina derivano dagli aperitivi spagnoli e dai vermut; vengono soprattutto consumati lisci per accompagnare le entremeces (antipasti) come il copetín (cocktail), dal ligure cuppetin o le picadas argentinas, un misto di salumi, prosciutti e formaggi.
- Chitronchello (limoncello): il chitroncello più pregiato viene prodotto dagli eccellenti limoni coltivati nella Provincia di Tucumán, nella città di Mar del Plata da famiglie oriunde calabresi.
- Caña quemada (canna bruciata), è un'acquavite a base di melassa di canna da zucchero introdotta dai Conquistadores (Conquistatori) spagnoli all'incirca nel XVII secolo, bevuta moderatamente soprattutto nel Nord dell'Argentina, anche se è usanza ai primi giorni di agosto per molti argentini bere alcuni sorsi di canna bruciata assieme alla Ruta chalepensis, ruda macho (ruta maschile), macerata, in quanto convinti di vaccinarsi contro le malattie dell'apparato respiratorio.[299]

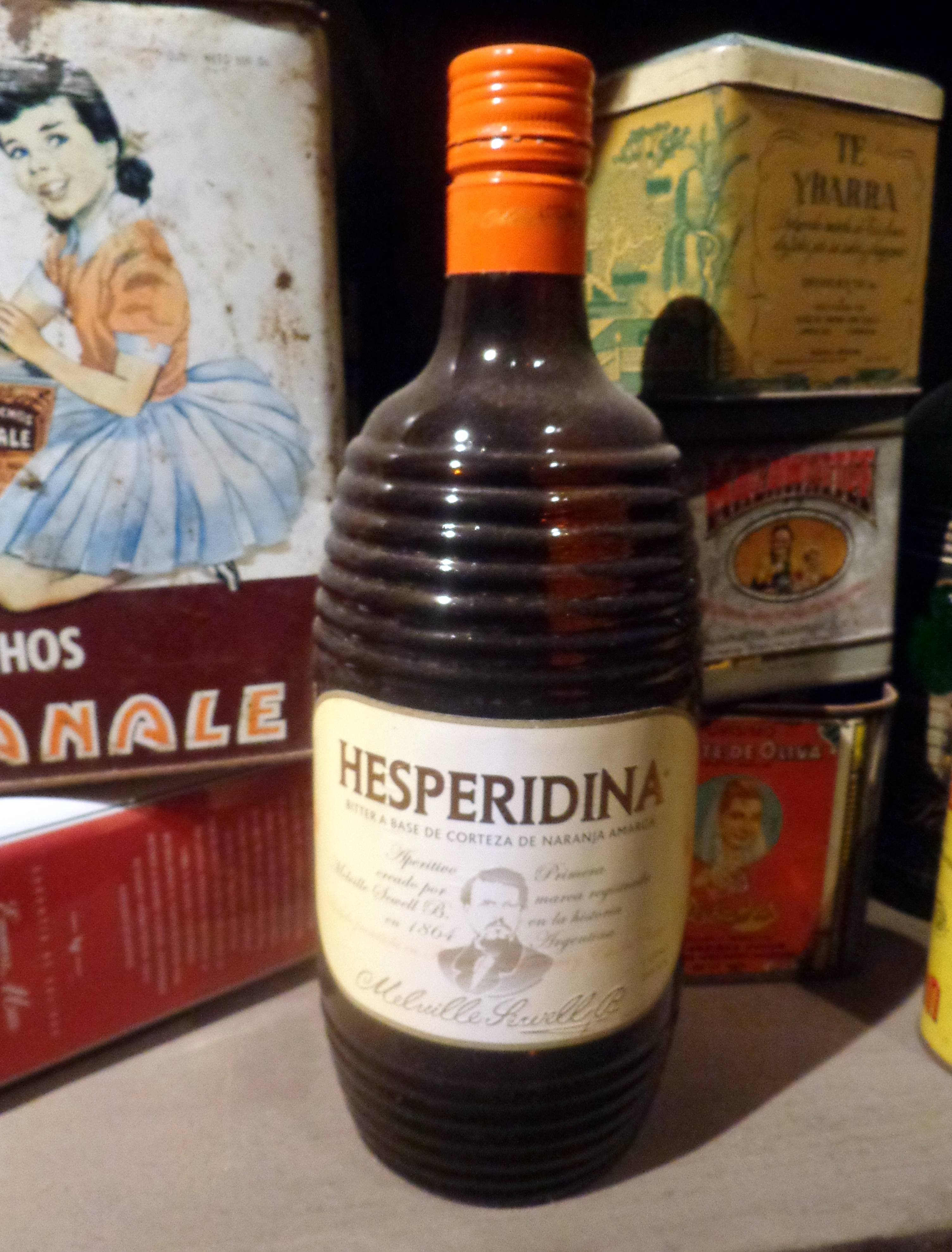
Hesperidina

- Hesperidina, liquore forte e dolce a base di bucce d'arancia distillate.[300]
- Liquori, tipicamente argentini sono il liquore al dulce de leche, il liquore alla peperina e il liquore al mandarino. I liquori prodotti con agrumi si preparano attraverso una macerazione all'ombra di bucce in alcool etilico, a una gradazione alcolica di 96-100° e canna da zucchero. Dopo la macerazione, per una settimana, o più, agli agrumi macerati viene mescolata acqua dolce purificata fino ad abbassare di 10° la gradazione alcolica, pur mantenendo il colore e il sapore dei frutti.[301]
- Arrope: è uno sciroppo molto dolce di polpa e succhi di frutta come tuna, chañar (Geoffroea decorticans) e carruba. Ha consistenza gelatinosa ed è usato come accompagnamento al formaggio di capra.
- Chilcán: è una bevanda a base di farina di mais. Prima fu fatta solo con farina di mais tostata e acqua bollita; successivamente e nel tempo sono stati aggiunti lo zucchero e il latte tostati in sostituzione dell'acqua.

### Acqua frizzante o acqua gassata o soda
Gli argentini sono dei forti consumatori di "soda", cioè di acqua gassata, soprattutto durante i pranzi estivi accompagnati dal lento consumo delle picadas, un misto di salumi, prosciutti e formaggi. Per tale motivo negli anni 60 del XX secolo venne inventato il sifone Drago con il quale fu possibile preparare la soda casalinga. La soda o acqua gassata viene quasi sempre mescolata con vino rosso o tinto, in questo modo: ¼ di bicchiere di vino e ¾ di soda fredda.

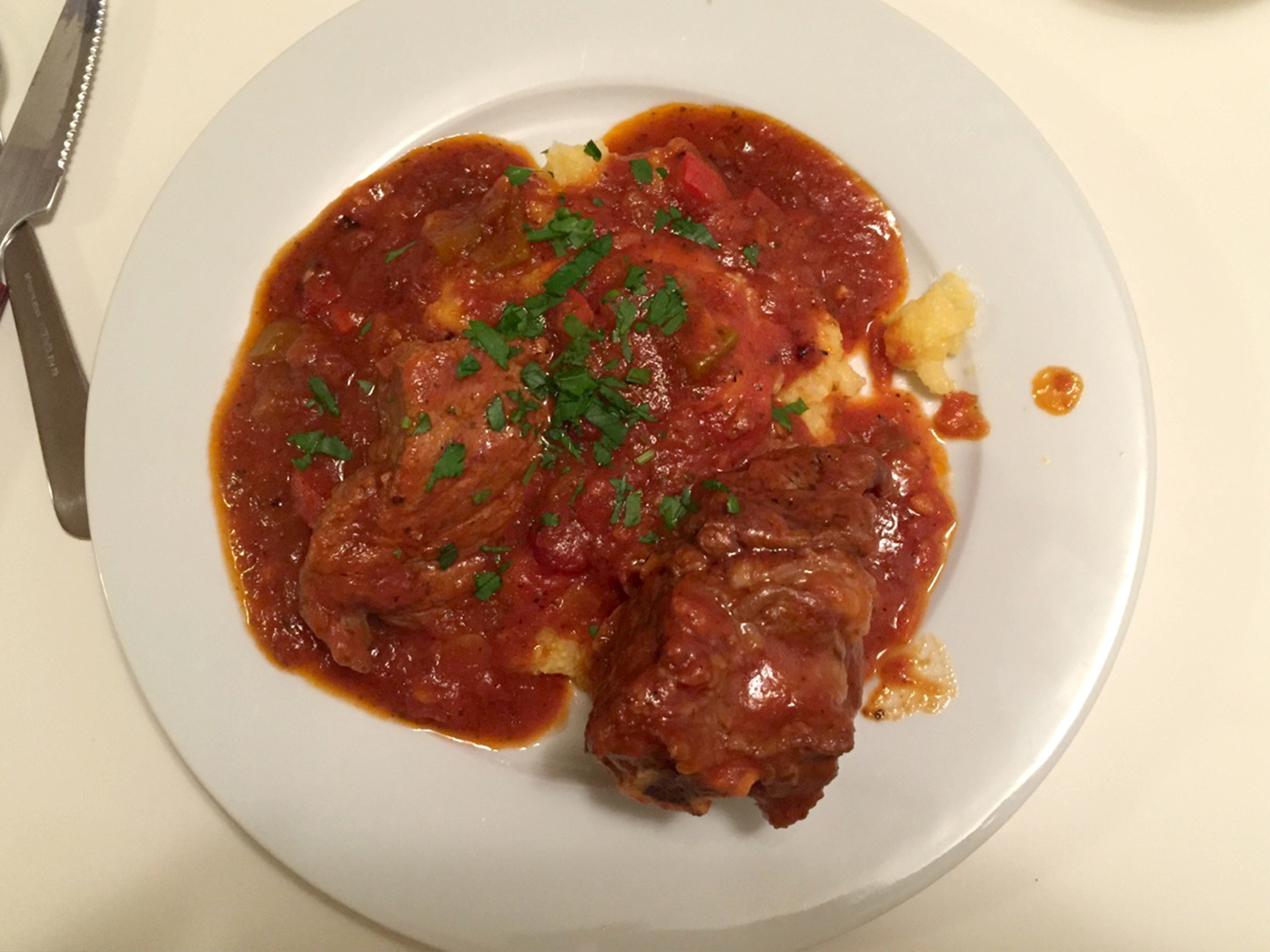
Polenta argentina con il suo tuco.

## Golosinas(caramelle)
Al 2017, in Argentina, si consumavano 4 kg pro capite / anno di golosinas (caramelle). Per tale motivo Yuliana Monroy, Sandra Rivero e Alejandra García intuirono le potenzialità di quel settore di mercato e misero in commercio delle caramelle soffici prive di conservanti, aromatizzanti, coloranti e saporizzanti artificiali.

## Salse

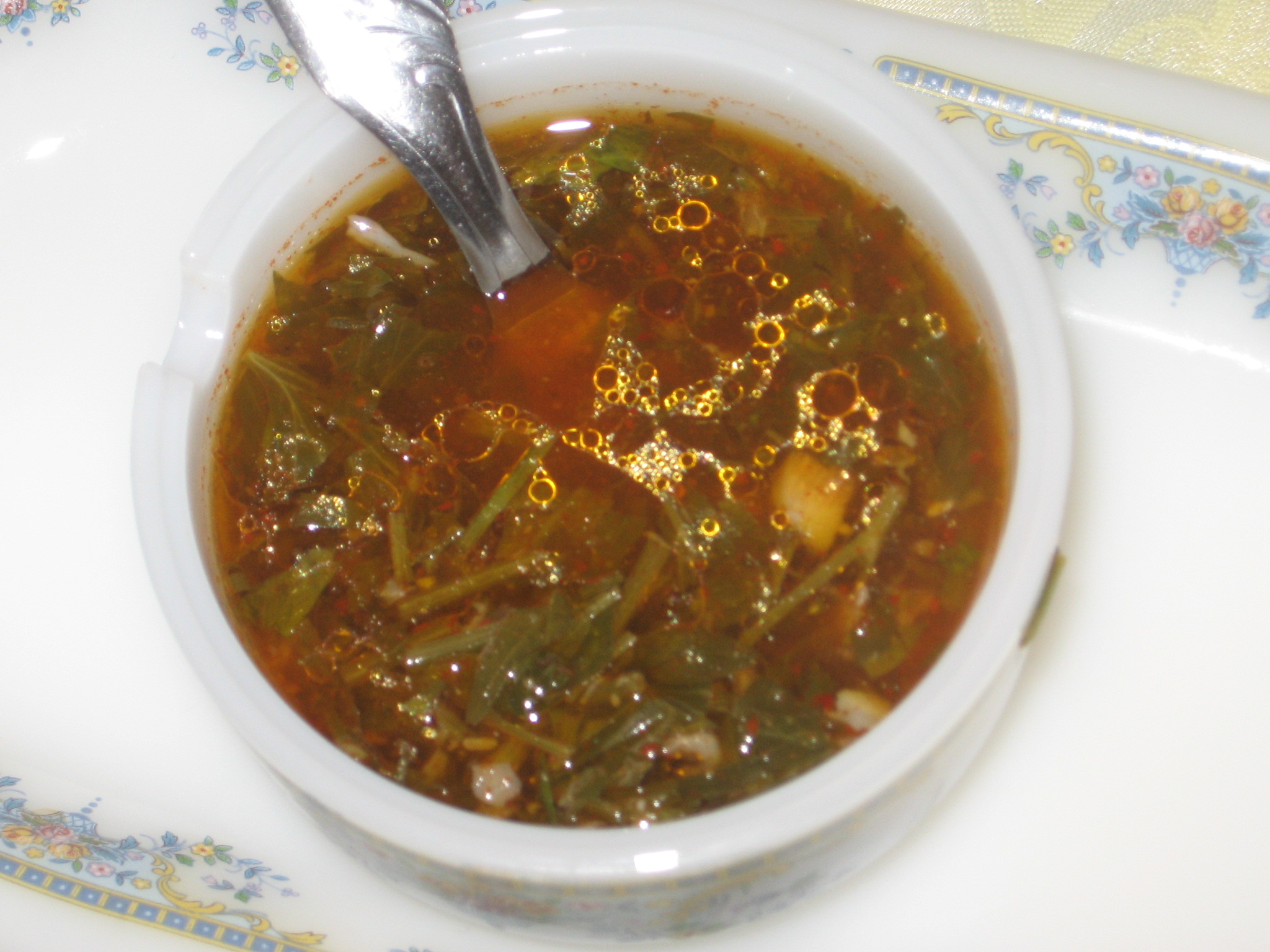
Un chimichurri forte o con picantezza, nel cui salsa predomina il peperone rosso.

- Tuco, dal ligure o genovese tuccu (sugo).[303] Salsa simile al ragù, spesso derivata dall'estofado (stufato). Il tuco argentino si differenzia dal tuccu genovese in quanto privo di funghi e quasi sempre condito con olio vegetale al posto del burro, pomodoro e carne bovina stufata. I tagli preferiti sono il nalga (natica), il carnaza (carniccio), o il cuadril (anca), in particolare la colita de cuadril (codetta di anca), con l'aggiunta di aglio, cipolla, alloro, carota in rondelle o grattata, menta, e a volte un goccio di vino rosso. Si usa principalmente per condire le pastasciutte e la polenta.[304][305][306]
- Pesto all'Argentina, salsa preparata con basilico, reggianito, olio di oliva, peperone e aglio a volte viene aggiunto anche del prezzemolo. Si serve insieme alla polenta e alla pasta con tuco.
- Chimichurri è una salsa fredda, una miscela a base di olio, aceto, aglio, cipolla, peperoni, origano, basilico.
- Salsa golf: salsa fredda e cremosa di colore rosato e dal sapore delicato. Consiste in una miscela di maionese e purea di pomodori o di ketchup.[307] La salsa golf si abbina perfettamente al piatto tipico argentino dei palmitos (palmetti).[308] Pur avendo quasi lo stesso colore, non deve essere scambiata con la salsa rosa.
- Salsa criolla tipica salsa argentina preparata con: peperoncino, rondelle di cipolla, fette di aglio e pimento e anche pepe nero, il tutto saltato in padella. La salsa criolla, come dice il nome, è una sintesi di salse spagnole e italiane con probabili, ma minimi, contributi africani e nativi indoamericani.[309]
- Fileto è una salsa italoargentina priva di carne, preparata principalmente con pomodoro, cipolla e origano.[310]
- Salsa parisien che prende il nome da un ristorante a Buenos Aires chiamato París, dove fu inventata. Si prepara con crema di latte, funghi champignon, petto di pollo, cipolle di inverdisco e noce moscata.[311]
- Salsa portuguesa si prepara con gli ingredienti sotto in proporzione fissa, ad esempio tre pomodori o purè di pomodoro, olio d'oliva, due cipolle di inverdisco o cipolla normale, due spicchi di aglio, una cucchiaiata di peperone macinato, una cucchiaiata di origano, una cucchiaiata di prezzemolo fresco o secco, e una cucchiaiata di zucchero muscovado.
- Salsa cuatro quesos (salsa quattro formaggi), il cui principale ingrediente è la panna alla quale vengono aggiunti i seguenti quattro formaggi: mozzarella o quartirolo, petagras (gruviera), di reggianito, formaggio azzurro o roquefort.[312]
- Salsa rosa, non deve essere confusa, a dispetto del suo colore, con la salsa golf e neanche deve confondersi con la salsa rosa di tipo italiana, in quanto la salsa rosa italiana normalmente è fredda, ed è molto simile alla salsa golf argentina. La salsa rosa argentina è in realtà una specie di tuco basato su due ingredienti: pomodori e panna o crema di latte con il condimento di diverse spezie, aglio e olio di oliva.
- Salsa a la boloñesa[313]
- Salsa scarparo, di solito preparata come un miscuglio di tuco e pesto,[314] per le pastasciutte e la polenta.[315]

Altre salse molto gradite in Argentina sono generalmente consumate fredde:
- Salsa provenzal, basata quasi sempre su una miscela, fino a formare un'emulsione di olio di oliva, aglio, cipolla e prezzemolo tritati, molto simile all'aioli spagnola, in Argentina chiamata alioli.[316]
- Salsa de ají ahumado (salsa di peperone affumicato).
- Salsa de tomates con arvejas y cuadraditos de papa (salsa di pomodori) con vecce e quadrati di patata, si usa principalmente per condire carni.[317]